# Historia de Boca Juniors (fútbol)
La historia del Club Atlético Boca Juniors transcurre desde 1905 hasta la actualidad siendo el fútbol desde los comienzos la esencia del club y, aunque posteriormente el crecimiento de la institución promovió el desarrollo de otras actividades como las bochas, básquet, entre otros, aquel permaneció como la disciplina deportiva sobre la cual se sustenta la entidad y la que le valió su reconocimiento a nivel nacional e internacional.
Es el equipo con mayor cantidad de títulos oficiales en la historia del fútbol masculino argentino (dato actualizado a febrero de 2023). En el plano internacional es la 3.ª institución con mayor cantidad de copas en el mundo a nivel confederativo e interconfederativo (18) y la primera en el continente americano, empatando con Independiente de Argentina. 
También posee 4 títulos internacionales AFA/AUF que son contabilizados por FIFA, Conmebol y AFA, cerrando con un total de 22 títulos (1° en América). A nivel local cuenta con 35 campeonatos de primera división Argentina (29 de la era profesional y 6 de la era amateur) y también con 16 copas nacionales, siendo actualmente el equipo más ganador en la historia.
Entre los principales jugadores históricos del club se encuentran Diego Armando Maradona, Mario Boyé, Juan Román Riquelme, Roberto Cherro, Martín Palermo, Hugo Orlando Gatti, Ángel Clemente Rojas, Miguel Ángel Brindisi, Roberto Mouzo, Silvio Marzolini, Alberto Tarantini, Carlos Tévez, Guillermo Barros Schelotto,  Sebastián Battaglia, Hugo Ibarra, Roberto Abbondanzieri, entre otros. Entre sus principales directores técnicos se encuentran Alfio Basile, Juan Carlos Lorenzo, Carlos Bianchi, Ernesto Lazzatti, Carlos Salvador Bilardo, Mario Fortunato, Alfredo Garasini, Alfredo Di Stéfano, Óscar Washington Tabárez, Miguel Ángel Russo y Julio César Falcioni.

## Los inicios

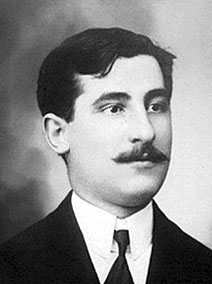
Esteban Baglietto: uno de los cinco adolescentes que fundaron Boca Juniors, su primer presidente y guardavalla del primer equipo del club. Su casa de Ministro Brin 1232, es considerada oficialmente como la sede fundacional, debido a que allí comenzó la reunión del 3 de abril de 1905, en la que se creó el club, y que finalizó en un banco de la plaza Solís, ubicada enfrente.

### Fundación (1905)
Boca Juniors fue fundado en Buenos Aires el 3 de abril de 1905, en una década fundacional en la que se crearon no menos de 300 clubes de fútbol. Para entonces hacía casi cuarenta años que se practicaba el fútbol en la Argentina y catorce años desde la creación de la liga amateur, la tercera liga más antigua del mundo, luego de la inglesa y la escocesa.
La fundación de Boca Juniors fue obra de seis adolescentes, hijos de italianos y vecinos de La Boca, barrio de trabajadores inmigrantes y fuerte identidad genovesa («xeneize» en dialecto): Esteban Baglietto, Alfredo Scarpati, Santiago Sana, Tomás Movio, los hermanos Juan Antonio Farenga y José Teodoro Farenga, Luis De Harenne y otros. Baglietto, Scarpatti y Sana, eran compañeros en la Escuela Superior de Comercio (Carlos Pellegrini desde 1908), ubicada entonces en la calle Bartolomé Mitre 1364. Allí tenían como profesor de educación física, al irlandés Paddy MacCarthy, quien también había sido futbolista y que inculcaba en sus alumnos el valor del deporte, a la vez que les enseñaba las técnicas del boxeo y del fútbol. El director del colegio, el profesor Santiago Fitz Simon, fue uno de los pioneros en la Argentina en la inclusión de la educación física y del deporte como disciplina sistemática en la educación de los jóvenes, siendo el primero en Argentina en implementar la enseñanza de la educación física en la escuela.
Los tres jóvenes llevaron al grupo de amigos del barrio, la propuesta de crear un club de fútbol, a la que adhirieron inmediatamente los hermanos Farenga. El lunes 3 de abril, luego de finalizadas las clases, los cinco adolescentes se reunieron en el sencillo hogar de Baglietto en Ministro Brin 1232 para concretar el proyecto, pero el padre los echó de la casa debido al alboroto que generaban los muchachos. Entonces los cinco cruzaron la calle para continuar la reunión en la Plaza Solís y ese mismo día, en uno de los bancos del parque, fundaron un club de fútbol que llegaría a ubicarse entre los más prestigiosos del mundo. A continuación acordaron que Esteban Baglietto, un menor de edad, sería el primer presidente. Pero por esa misma razón recapacitaron luego, y pocos días después tomaron la decisión de nombrar presidente a Luis Cerezo.
Durante muchos años el club se desenvolvió con las muchas carencias características de un barrio obrero, sobre la base del esfuerzo voluntario de sus miembros. El acta más antigua que se conoce (20 de febrero de 1906) registra la siguiente anotación, demostrativa de las carencias, pero también del sentido del humor de los jóvenes dirigentes:

El señor Farenga dice que habiendo conseguido un amigo para que teja la red sin cobrar un solo peso, propone que se reúna la suma de dinero necesaria para comprar el hilo, moción que es aceptada por todos, excepto por J. Brichetto, que donara el material necesario. Cerezo donara las agujas para tejerla y Pedro Sana traerá un pedazo de red que servirá para las circunstancias.

### Elección de la camiseta

Juan Rafael Brichetto, trabajador del puente sobre el Riachuelo y presidente de Boca en 1906 y 1910/13, fue quien propuso tomar los colores de la bandera de Suecia.

Boca Juniors tuvo tres o cuatro camisetas antes de adoptar la definitiva, de color azul con una amplia banda amarilla horizontal. En su página web el club informa que existe una versión, no verificada con certeza, que cuenta que la primera camiseta fue de color rosa y que se utilizó solo en los dos primeros partidos. Sin embargo, reportajes hechos a fundadores y primeros socios coinciden en que el equipo adoptó una camiseta de fondo blanco con rayas verticales muy finas de color negro, que confeccionó la hermana de los Farenga. Luego hubo una celeste, quizá otra azul, y más tarde una de líneas finitas blancas y azules.
En 1907 Boca abandonó la camiseta que había utilizado desde 1905. La tradición relata que el Club Nottingham del barrio de Almagro y Boca Juniors poseían una casaca parecida y que, para resolver la cuestión, decidieron jugar la camiseta en un partido. Boca perdió y debió cambiar los colores.
La elección de los colores definitivos del equipo fue dejada al azar. Juan Rafael Brichetto, presidente del club el año anterior (lo sería nuevamente en 1910-13), propuso adoptar los colores de la bandera del primer buque al que él le diera paso al día siguiente; Brichetto era operador de uno de los puentes del puerto. El barco resultó ser sueco y fue así que el club adoptó los colores azul y amarillo («azul y oro») de la bandera sueca. Sin embargo no fue esa la camiseta definitiva, pues hasta 1913 Boca utilizó un diseño de fondo azul con una franja diagonal de izquierda a derecha. Ese año el club decidió un nuevo diseño, que con pocas diferencias sería mantenida en adelante: azul, con una amplia franja horizontal amarilla al medio.
Según Juan Antonio Farenga, hijo de quien fuera uno de los fundadores del club, tanto el relato del partido por la camiseta, como el del barco sueco son mitos.

### Primer partido (1905)

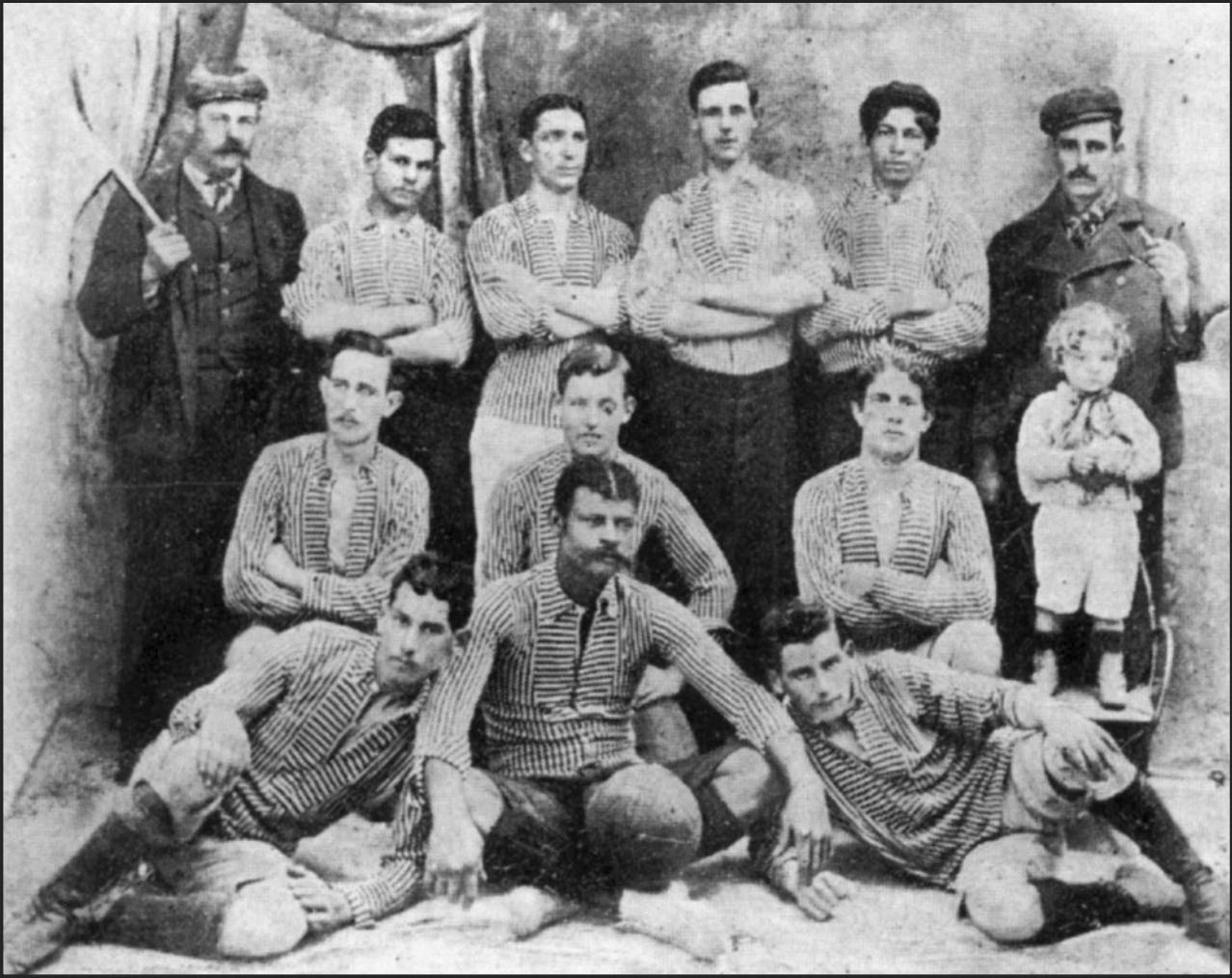
Primera foto del equipo de fútbol de Boca Juniors, en 1906, luego de ganar la Copa Reformista. El equipo aparece con la camiseta original. El lineman a la izquierda de la foto es Juan Brichetto, quien elegiría luego los colores azul y amarillo, y dos veces presidente del club.

El primer partido que disputó Boca, fue el 21 de abril de 1905; un amistoso contra el club Mariano Moreno utilizando la indumentaria blanca con tiras negras. El partido se jugó en la Dársena Sur y Boca ganó 4:0, con dos goles de Juan Farenga, uno de su hermano José Farenga y uno de Santiago Sana.
Boca Juniors ingresó al campo con la siguiente formación: Esteban Baglietto (arquero, fundador y presidente), José María Farenga (fundador y tesorero), Santiago Sana, Vicente Oñate, Guillermo Tyler, Luis De Harenne, Alfredo Scarpatti (secretario), Pedro Moltedo (protesorero y capitán), Amadeo Gelsi (vicepresidente), Alberto Tallent y Juan Antonio Farenga (fundador y capitán general).

## Ligas menores (1905-1907)
Después de varios amistosos, Boca Juniors comenzó a participar en ligas menores: en 1905 se inscribió en la Liga de Villa Lobos. En 1906 se inscribió en la Liga Central, ganando la Copa Reformista, la más antigua que posee el club. En 1907 participó de la Liga Albión, también obteniendo el certamen. Ese mismo año actuó en el torneo organizado por la Asociación Porteña, en la que también actuaba el Universal Football Club de Montevideo, contra quien jugó su primer partido internacional el 8 de diciembre de 1907, perdiendo 0:1.

## Inscripción en la segunda división de la AFA (1908-1912)
En el año 1908, Boca decide inscribirse en la Segunda División de la Liga Oficial de la Argentine Football Association. Su debut fue contra el Belgrano Athletic, a quien venció con un contundente 3 a 1. Ese año llegó a semifinales. En 1909 Boca terminó en la tercera posición, tras una campaña aceptable. En 1910 llegó a la final. Al año siguiente, la segunda categoría sufrió una reorganización, y pasó a llamarse “Liga Intermedia”

## Ascenso a la Primera A (1913)
En 1912 la AFA dispuso que todos los equipos que militaban en la “división intermedia” ascendieran a la primera división. Debido a esa decisión ascendieron Ferrocarril Oeste -que por obtener el título ya estaba ascendido-, Platense, Boca, Estudiantil Porteño, Olivos, Comercio y Riachuelo) más el campeón de la tercera categoría (Banfield, ganador del certamen de “Segunda División”) y además, una invitación especial a Ferro Carril Sud.

## Era amateur (1913-1930)

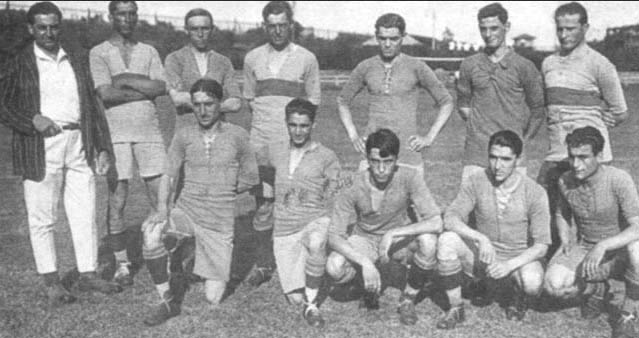
1919: primer equipo campeón. De pie: Ortega, Busso, Elli, López, Tesorieri y Cortella. Hincados: Calomino, Bosso, Garasini, Martín y Miranda.

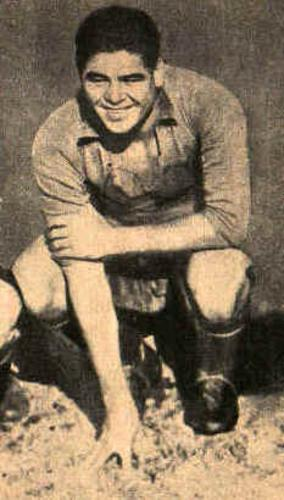
Roberto Cherro, 2.º máximo goleador de la historia (218 goles).

### El primer superclásico (1913)

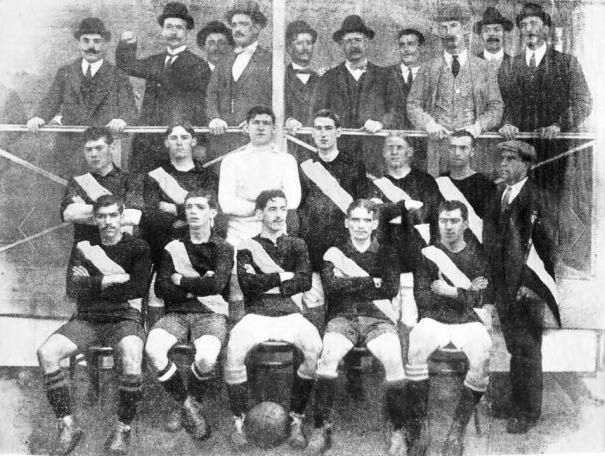
Una formación de Boca en 1911. La camiseta con la franja horizontal empezó a utilizarse dos años después.

A lo largo de toda su historia Boca encontraría en River Plate (1901) a su rival clásico. Los dos equipos se formaron en La Boca y ambos reconocían explícitamente su herencia genovesa. En el caso de River, tomó los colores de su casaca de la bandera de Génova. En el futuro cada enfrentamiento entre los dos principales equipos del fútbol argentino paralizaría al país, dividiendo sus simpatías entre ambos, hasta alcanzar la categoría de «superclásico del fútbol argentino». El clásico Boca-River ha sido considerado como uno de los cincuenta mejores espectáculos deportivos del mundo.
El primer enfrentamiento oficial entre ambos equipos se concretó en el torneo de Primera División el 24 de agosto de 1913, en cancha de Racing, ganando River Plate 2:1. Anteriormente hubo otros enfrentamientos de carácter amistoso, pero los historiadores discrepan sobre fechas y resultados. El historiador Diego Estévez sostiene que el primer Boca-River fue un partido amistoso jugado el 2 de agosto de 1908, en el que Boca como local, venció 2:1; del mismo no se han encontrado pruebas documentales. El historiador Sergio Lodise sostiene que el primer Boca-River registrado en fuentes escritas se produjo en 1912. El sitio Informe Xeneize afirma, sin precisar la fecha que el primer superclásico finalizó con una empate 0:0 y una gran trifulca entre los simpatizantes.
En 1919 hubo un cisma en la entidad organizadora, realizándose dos torneos paralelos hasta 1926. Boca permaneció en la ahora renombrada Asociación Argentina de Football con otros cinco equipos, en tanto que los restantes catorce se asociaron en la Asociación Amateur de Football. El torneo de 1919 de la Asociación Argentina se inició con los seis equipos que permanecieron en ella (Boca, Huracán, Estudiantes de La Plata, Porteño, Eureka y Sportivo Almagro), pero fue interrumpido debido a las graves irregularidades que se registraron en el mismo, declarándose ganador a Boca debido al hecho de que había sacado una diferencia indescontable sobre los demás equipos. Por su parte, en el torneo de la Asociación Amateur fue Racing quien se consagró campeón ese año. En 1920 Boca y River fueron campeones en ambas ligas.
El equipo volvería a ganar los torneos de su liga correspondientes a 1923, 1924 y 1926 (los campeones de la otra en esos años fueron San Lorenzo, nuevamente San Lorenzo e Independiente) y en 1930 ganó su primer torneo unificado, el último jugado por el club como amateur, por una buena diferencia ante los demás, jugando 35 partidos (de los cuales ganó 29, empató 3 y perdió 3), consiguiendo 61 puntos y marcando 113 goles a favor y 33 en contra. En esos años Boca se consolidó como uno de los clubes más populares del país, con figuras como el portero Américo Tesoriere («la Gloria»), deportista ejemplar e ídolo sudamericano, Pedro Calomino, inventor de «la bicicleta» y primer gran ídolo boquense, Alfredo Garasini, su primer goleador y jugador polifuncional que llegó a jugar en las once posiciones y ser técnico en el bicampeonato 1943-1944, Roberto Cherro que jugaría hasta 1938, convirtiendo 221 goles en 305 partidos, segundo máximo goleador de la historia de Boca, y Domingo Tarasconi, otro de los grandes goleadores xeneizes por aquellos años quien fue 3 veces máximo goleador de la liga (en 1922, 1923 y 1927) y fue el máximo goleador del club en la era amateur.

### La gira europea (1925)
En la Asociación Argentina surge la idea de enviar un representativo nacional a Europa, luego de la gran sensación que habían causado los uruguayos en los Juegos Olímpicos de 1924. Al no lograr un acuerdo, son los dirigentes de Boca que ofrecen mandar a su plantel a dicho emprendimiento. De esta manera, la Asociación autoriza al club a postergar sus partidos por el campeonato, para emprender su gira europea, un año después, en 1925.
Boca se convirtió en el primer equipo argentino en competir en Europa, jugando en España (13 partidos), Alemania (5 partidos) y Francia (1 partido). Ganó 15 encuentros, perdió 3 y empató el restante, convirtiendo 40 goles a favor y recibiendo 16 en contra, obteniendo una increíble efectividad del 78,95 %. Los partidos más importantes de la gira fueron los dos triunfos contra el Atlético y el Real Madrid, este último ante la presencia del Rey de España Alfonso XII. Al regresar la Asociación Argentina de Football le entregó la Copa de Honor, en reconocimiento del logro alcanzado en Europa.
El plantel xeneize estaba compuesto por Américo Tesoriere, Ludovico Bidoglio, Ramón Muttis, Segundo Médici, Alfredo Elli, Mario Busso, Domingo Tarasconi, Antonio Cerrotti, Dante Pertini, Carmelo Pozzo, Carlos Antraygues y Alfredo Garasini. Además, viajaron junto a ellos cinco refuerzos cedidos por distintos conjuntos argentinos; ellos eran Manuel Seoane (El Porvenir), Cesáreo Onzari (Huracán), Luis Vaccaro (Argentinos Juniors), Octavio Díaz (Rosario Central) y Roberto Cochrane (Tiro Federal de Rosario).

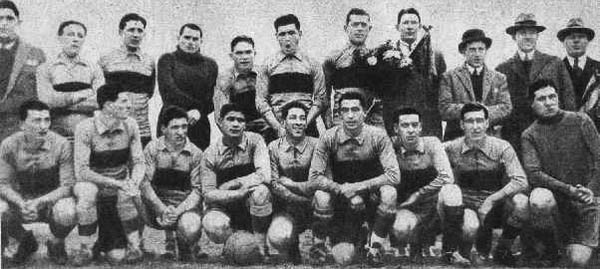
El plantel que hizo la exitosa gira por Europa en 1925. Jugaron en total 19 partidos de los cuales ganaron 15 partidos, perdieron 3 y empataron 1.

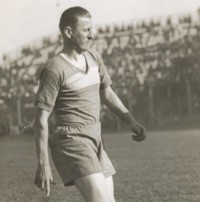
Domingo Tarasconi, 3.º máximo goleador del profesionalismo. Marcó 7 goles en la gira europea.

En esa oportunidad, el equipo fue acompañado por un fanático boquense llamado Victoriano Caffarena, que financió parte de la gira, ayudó al equipo en todo. Caffarena fue reconocido como «Jugador número 12», designación que desde entonces se adoptaría para la «hinchada» de Boca.
El primer encuentro fue ante Celta de Vigo ganado 3:1. Antonio Cerrotti fue el que marcó el primer y segundo gol del partido, convirtiéndose en el primer futbolista argentino en marcar un gol en Europa.
El máximo goleador de aquella gira fue Manuel Seoane, cedido por El Porvenir especialmente para la misma, quien marcó 12 goles y disputó 16 partidos.
El 5 de marzo disputa el primero encuentro y registra los siguientes resultados:
| Rival                  | Resultado |
| ---------------------- | --------- |
| Celta de Vigo          | 3:1       |
| Celta de Vigo          | 1:3       |
| Deportivo La Coruña    | 3:0       |
| Deportivo La Coruña    | 1:0       |
| Atlético de Madrid     | 2:1       |
| Real Madrid            | 1:0       |
| Real Sociedad          | 1:0       |
| Real Unión             | 0:4       |
| Athletic Club          | 2:4       |
| Osasuna                | 1:0       |
| RCD Español            | 1:0       |
| RCD Español            | 3:0       |
| Combinado catalán      | 2:0       |
| Bayern Múnich          | 1:1       |
| Norden Nordwest West   | 3:0       |
| Spielvereinigung       | 7:0       |
| Combinado de Fráncfort | 2:0       |
| Eintracht Frankfurt    | 2:0       |
| Combinado de París     | 4:2       |

| EG | EE | EP | GF | GC |
| -- | -- | -- | -- | -- |
| 15 | 1  | 3  | 40 | 16 |

## Era profesional (1931-1944)

### Primer título profesional (1931)
Boca y River, con seis títulos cada uno, ganaron doce de los primeros quince campeonatos argentinos (los otros tres fueron para San Lorenzo y dos veces Independiente).

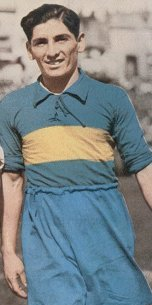
El paraguayo Delfín Benítez Cáceres, máximo goleador extranjero de la historia (115 goles).

Boca ganó el primer campeonato profesional del fútbol argentino, realizado en 1931 con 50 pts. seguido de San Lorenzo con 45. En ese campeonato el equipo jugó 34 partidos, ganó 22, empató 6 y perdió 6.

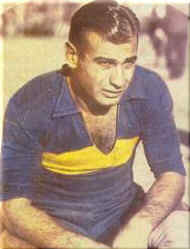
Francisco Varallo, 2.º máximo goleador del profesionalismo (194 goles); jugador clave para los primeros títulos.

Para ese torneo Boca compró a Francisco Varallo una de sus grandes estrellas de todos los tiempos. Durante el campeonato Boca goleó a Quilmes 5:1 y enfrentó a River en el primer superclásico del profesionalismo el 20 de septiembre, que terminó con un escándalo. A los 30 minutos River ganaba 1:0 y Boca tuvo un penal a favor que fue ejecutado por Varallo y atajado por el guardavalla Iribarren dando un rebote; Varallo entonces luchó por el balón convirtiendo el gol y cayendo sobre el arquero rival. Los jugadores de River protestaron tumultuosamente reclamando una infracción y el árbitro expulsó a tres de ellos, ante lo cual el equipo entero decidió retirarse del campo. Posteriormente, el tribunal de la liga le atribuyó los puntos a Boca y consideró que debía registrarse un resultado de 1-0. Boca se coronó campeón el 6 de enero de 1931 en la última fecha, jugando nuevamente contra River, en su estadio de la calle Tagle y Alvear, con un triunfo por 3:0.
En el segundo torneo, jugado en 1932 y ganado por River, Boca compró a Delfín Benítez Cáceres, el máximo goleador extranjero del club, procedente de Libertad aunque terminó en cuarto puesto, a pesar de ser el equipo más goleador. Al año siguiente Boca llegó puntero a la última fecha, pero perdió con River 3:1, mientras que San Lorenzo le ganó a Chacarita Juniors y se consagró campeón por un punto de ventaja.

### El primer bicampeonato (1934-1935)
En los años siguientes Boca conquistó el primer bicampeonato en los torneos de 1934 y 1935. En 1934 se consagró a pesar de perder siete partidos y recibir 62 goles. Se consagró campeón con 55 puntos, tan solo 1 punto por encima de Independiente, pero fue notable su poder ofensivo con 101 goles, primer equipo en superar la barrera de los 100.
En el torneo de 1935, Boca convirtió nuevamente 100 goles y tuvo más solidez defensiva, recibiendo sólo 29, debido a la incorporación del defensor brasileño Domingos Da Guía, quien terminaría siendo figura y referente del equipo. Su eficiencia en este torneo fue óptima, obteniendo el 85,29% de los puntos en juego (58 pts.).
El resto de la década no fue tan fructífera para el club, ya que no logró obtener ningún campeonato, que quedaron en dos oportunidades para River (1936-1937) y en las otras dos para el Independiente de Erico (1938-1939). En esos torneos Boca jugó en el estadio de Ferro Carril Oeste debido a la iniciación de las obras de construcción de su propio estadio, que recién finalizarían en 1940.

### Cuarto título e inauguración del estadio (1940)
Boca volvió a ser campeón en el torneo de 1940, año en el que se inaugura La Bombonera. El equipo se mantuvo expectante y cerca del puntero durante gran parte del campeonato. En la sexta fecha venció a Racing 4:1, y en la novena inauguró su nuevo estadio ante Newell's Old Boys derrotándolo por 2:0 con goles de Ricardo Alarcón y Gandulla. En el superclásico, Boca venció a River por 3:1 y alcanzó el primer puesto. Luego perdió de visitante frente a su escolta, Independiente, con una goleada de 7:1, para finalizar la primera ronda en el primer puesto. En la segunda fase Boca se mantuvo siempre en primer lugar y terminó obteniendo el campeonato.
En el campeonato de 1941 Boca salió cuarto y sufrió la peor derrota de su historia (1:5) con River, que había conformado por entonces un notable equipo conocido como «la Máquina». River hizo doblete volviendo a ganar el torneo de 1942, en el que Boca goleó 11:1 a Tigre -la mayor goleada de su historia y récord argentino hasta 1967- y terminó quinto.

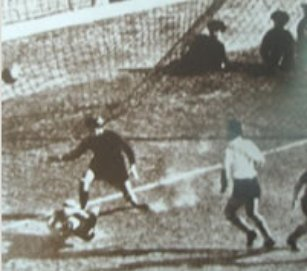
Famoso gol «de boina» en palomita del uruguayo Severino Varela a River, el 26 de septiembre de 1943, uno de los más recordados de la historia de Boca. El uruguayo acostumbraba jugar con una boina blanca y resultó un jugador clave para obtener el bicampeonato de 1943-1944.

### Segundo bicampeonato (1943-1944)
Boca obtuvo su segundo bicampeonato ganando los torneos de 1943 y 1944. En 1943 Boca contrató al uruguayo Severino Varela y designado director técnico del equipo a Alfredo Garasini, jugador histórico del club desde la época del amateurismo. En la primera rueda perdió tres partidos contra San Lorenzo (2:5), River Plate (1:3) y Huracán (1:3), quedando a seis puntos de la punta. Esa fue sin embargo su última derrota, y en la segunda vuelta obtuvo dos victorias clave, contra San Lorenzo (6:4) y River (2:1), esta última con un famoso gol de «palomita» de Severino Varela, que le permitió alcanzar la primera posición. Boca llegó al último partido, contra Ferro de visitante, con un punto de diferencia sobre River. Faltando 15 minutos empataba cero a cero, mientras River ganaba el suyo, alcanzando la punta y llevando el torneo a un partido de desempate. Pero dos goles de Sarlanga a los 79' y 85', le dieron el triunfo y el campeonato a Boca. Durante muchos años, los boquenses recordaron de memoria la formación de ese equipo: Vacca, Marante, Valussi, Sosa, Lazzatti, Pescia, Boyé, Corcuera, Sarlanga, Varela y Sánchez.
En 1944 Boca continuó su racha ganadora, llegando a permanecer 26 encuentros invicto, lo que constituyó récord en el profesionalismo argentino, hasta que Racing alcanzó 39 en 1966. Faltando jugar tres partidos, Boca llevaba cuatro puntos de ventaja. Pero empató contra Platense (2:2) con un escándalo que llevó a la clausura de la Bombonera, y Rosario Central (2-2), llegando al último partido con un solo punto de diferencia sobre River. El último encuentro se disputó contra Racing, en el campo de River, debido a la suspensión del suyo; Boca triunfó por un contundente 3:0 (dos de Corcuera y Marante), y dio la vuelta olímpica en cancha de su clásico rival.

### Sequía 1945-1953

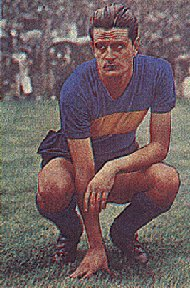
Jaime Sarlanga, uno de los mejores futbolistas de la época y 3.º goleador del club en el profesionalismo con 127 goles.

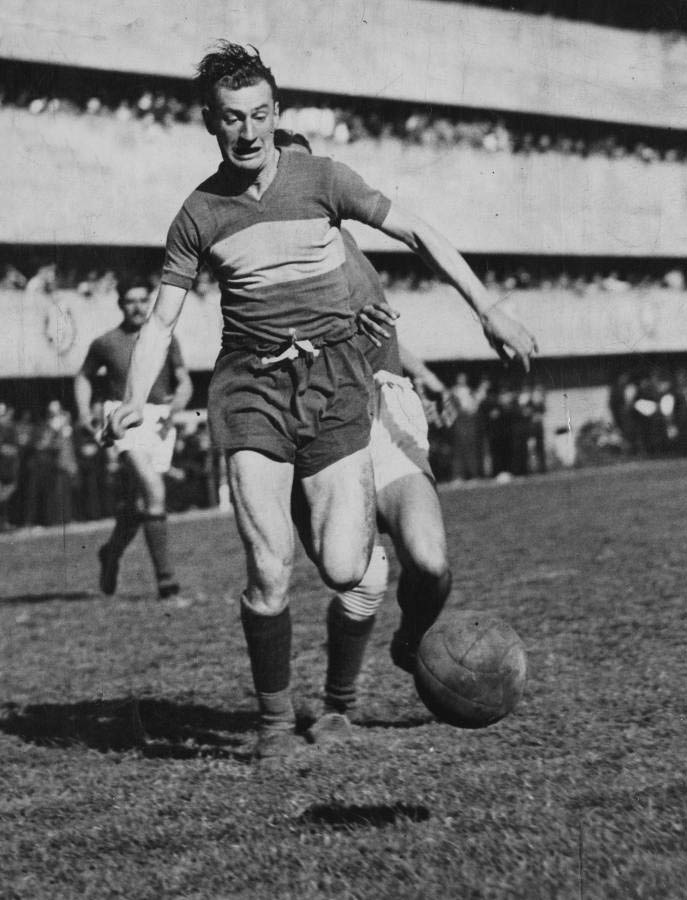
Mario Boyé, otro de los mejores jugadores de los años 40 y 4.º goleador del club en el profesionalismo con 124 goles.

En 1945 y 1947 Boca salió subcampeón detrás de River y en 1946 segundo atrás de San Lorenzo. Pese a no obtener títulos, se mantuvo invicto de local durante 33 partidos. Además del ya mencionado Severino Varela, otro de los jugadores destacados en la década del 40 fue el goleador Mario Boyé, quien luego fue figura en Racing, conocido también como el Atómico por el poder de su patada, a quien la «hinchada» solía apoyar con una melodía clásica con un canto que decía «yo te daré, te daré niña hermosa, te daré una cosa, una cosa que empieza con B... ¡BOYÉ!».
En 1948 el torneo se vio fuertemente afectado por una larga huelga de jugadores desencadenada por la acumulación de deudas. Estos habían creado su sindicato, Futbolistas Argentinos Agremiados, en 1944, y dirigidos por Fernando Bello y Adolfo Pedernera, figura histórica de River, reclamaron y obtuvieron la garantía de salarios mínimos para primera y segunda división, aunque sin obtener un convenio colectivo y un estatuto especial para el jugador de fútbol, como reclamaba el sindicato.
Simultáneamente, en Colombia se formó una liga no afiliada a la FIFA que, sin pagar transferencias a los clubes ofreció altos salarios con el fin de atraer a los mejores jugadores sudamericanos. Los abusos de los clubes argentinos y la tentación de altos ingresos en Colombia, impulsó un éxodo masivo de jugadores argentinos, entre ellos estrellas de primer nivel como Pedernera, Di Stéfano, Pipo Rossi, René Pontoni, Julio Cozzi, etc. En el campeonato de ese año Boca salió octavo, su peor resultado desde el inicio del profesionalismo.
En 1949 su situación se agravó quedando último al finalizar la primera rueda. Durante todo el certamen estuvo en zona de descenso, pero tras ganarle a Lanús 5:1 en la última fecha, finalizó el torneo con un punto más que el «Granate» y Huracán, que tuvieron que definir entre ambos cual descendería.
En el campeonato de 1950, Racing obtuvo el bicampeonato y obtendría el primer tricampeonato del fútbol argentino al año siguiente. Boca e Independiente empataron el segundo lugar en puntos, pero el subcampeonato le correspondió a los xeneizes por diferencia de gol.
En los torneos de 1952 y 1953 River obtuvo su tercer bicampeonato, mientras que Boca salió décimo y séptimo, aunque rescatando en el segundo los triunfos contra River en ambas rondas (3:2 y 1:0).

### Campeón 1954

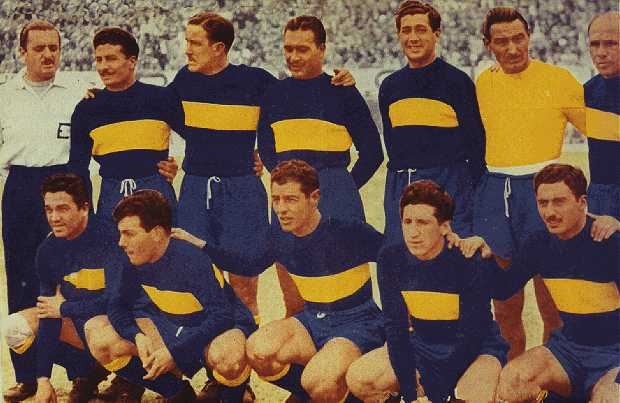
Equipo que consiguió el campeonato de 1954.

En 1954 Boca salió campeón luego de nueve años. A tres fechas del final, Boca ganó a Huracán por 3:1, y si ganaba en la fecha siguiente, contra River, salía campeón. Pero la ilusión de festejar ante el clásico rival se vio frustrada al perder 3:0. Finalmente en la última fecha del torneo venció a Tigre por 1:0, obteniendo el torneo. José «Pepino» Borello fue el goleador del campeonato con 19 goles, y en aquel equipo también se destacó el guardavalla Julio Elías Musimessi, el «arquero cantor», llegado al club el año antes, uno de los ídolos históricos de Boca, que también se hiciera famoso por su chamamé, «Dale Boca, viva Boca, el cuadrito de mi amor». Así mismo se hizo famosa la reversión de la canción Sinceramente de Santos Lipesker, «Sí, sí, señores ¡Yo soy de Boca!».
Entre 1955 y 1957 River obtuvo su primer tricampeonato, mientras Boca alcanzaba el tercer puesto en los dos primeros, ganándole además a River 4:0 en el 55, aunque perdiendo 5:3 en el 57. En 1958 Boca, con la delantera más goleadora, salió segundo detrás de Racing, y en 1959 quedó octavo pero con dos grandes triunfos contra River (5:1 y 3:2 remontando un 0:2).
En 1960 se jugó por primera vez la Copa Libertadores de América, resultando campeón Peñarol de Uruguay. En el torneo local Boca quedó quinto. La misma posición ocupó en el torneo de 1961.

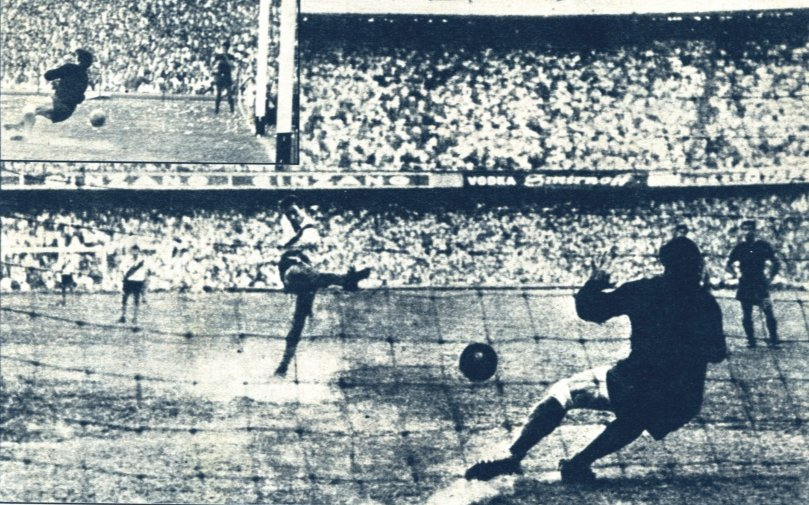
9 de diciembre de 1962: Roma le ataja el famoso penal a Delém. Boca ganó 1-0 y desplazó a River de la punta compartida para ganar el campeonato en la fecha siguiente.

### Campeón 1962
Boca se consagró campeón en 1962, luego de ocho años sin títulos, con un equipo en el que actuaban figuras como el goleador brasileño Paulo Valentim, el arquero Antonio Roma, el lateral Silvio Marzolini, el volante de marca Antonio Ubaldo Rattín y el delantero Norberto Menéndez. El partido clave fue la victoria sobre River por 1:0 a una fecha del final. River y Boca llegaban al superclásico empatados en la punta; a los quince minutos Valentim marcó un gol de penal y faltando cinco minutos para el final, River tuvo un penal a favor que Roma le atajó a Delém, y que se convirtió en una de los momentos más famosos del fútbol argentino. Con esa victoria, Boca se consagró campeón en la fecha siguiente ganándole 4:0 a Estudiantes de La Plata de local.
Como campeón argentino 1962 Boca clasificó por primera vez para la Copa Libertadores 1963. Luego de vencer a Olimpia, Universidad de Chile y Peñarol, Boca llegó a la final contra el Santos de Pelé, en la que cayó perdiendo los dos partidos (3:2 y 2:1).

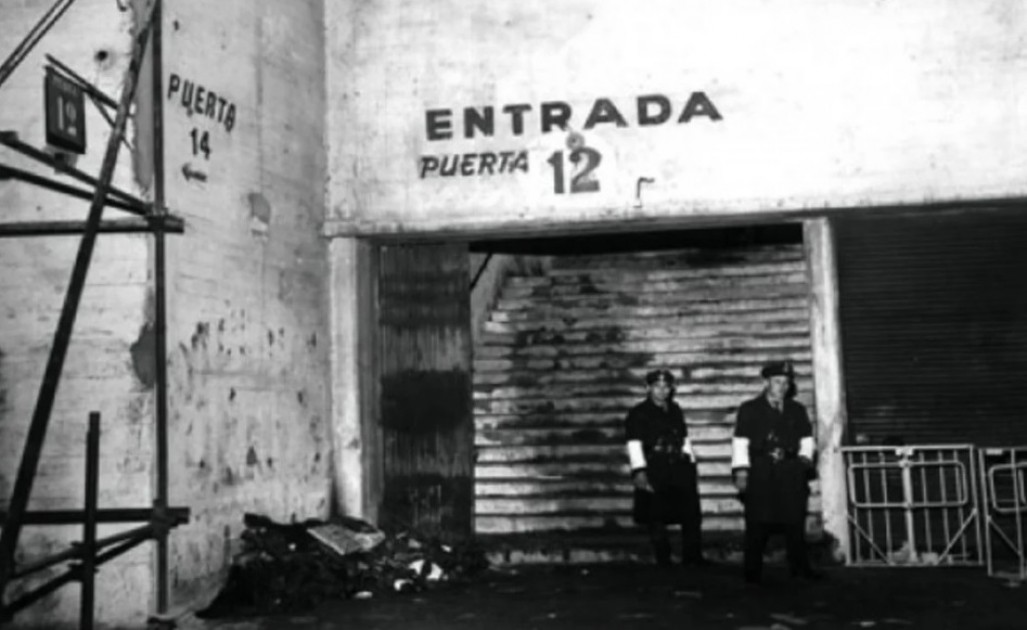
23 de junio de 1968: 71 simpatizantes de Boca, la mayoría menores de edad, mueren en la «Puerta 12» del estadio Monumental de River Plate, luego de un superclásico. Uno de los mayores desastres no naturales de la historia argentina.

### Campeón 1964
En el campeonato 1964, un torneo signado por el juego mediocre y la falta de goles, Boca sacó provecho de una defensa eficaz y de un sólido carácter colectivo. A pesar de comenzar con un empate y dos derrotas, Boca se recuperó y volvió a consagrarse campeón ante River empatando 1:1. En 1965, planteó el mismo esquema de juego, para superar nuevamente a River por un punto y lograr el bicampeonato por tercera vez y su décimo título nacional.

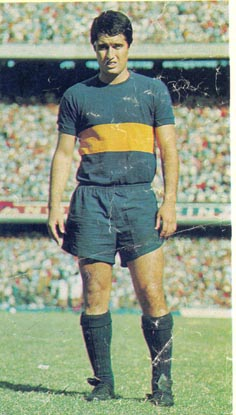
Ángel Rojas, «Rojitas», jugador clave para los triunfos de 1969 y 1970.

En la Copa Libertadores de los años 1965 y 1966 Boca quedó eliminado en semifinales en ambas ocasiones. Desgastado, en el torneo nacional de 1966 salió tercero a trece puntos de Racing que, con su famoso «equipo de José», obtendría al año siguiente la primera Copa Intercontinental ganada por un equipo argentino.
En 1967 la AFA cambió la modalidad de organización de los torneos, comenzándose a jugar dos campeonatos por año: el torneo Metropolitano, en el primer semestre y el torneo Nacional, en el segundo. En los cuatro torneos de 1967 y 1968, Boca quedó relegado, sin actuaciones destacadas.
En el Metropolitano de 1968, en un Boca-River que terminó empatado 0:0, ocurrió la tragedia de la puerta 12 en la que murieron 71 hinchas xeneizes aplastados, debido a que una de las puerta del estadio quedó inexplicablemente cerrada al momento de salir la multitud. Se trata de una de las mayores tragedias no naturales de la historia argentina.
Boca ya había mostrado una sólida defensa en el Nacional 68 y volvió a mostrarla en el Metropolitano 1969, en el que quedó eliminado en semifinales por River, pero el arquero Roma mantuvo su valla invicta durante 782 minutos, récord argentino que recién fue superado en 1981 y que permanece en 2008 como la marca mundial n.º 161.

### Bicampeonato 1969-1970

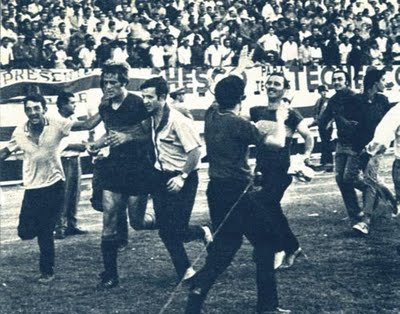
Inicia la vuelta olímpica, encabezados por Marzolini, luego de empatar en el estadio de River por 2-2.

A mitad de año Boca Juniors contrató como entrenador al famoso exjugador de River Plate y el Real Madrid, Alfredo Di Stéfano que es junto a Diego Armando Maradona y Lionel Messi uno de los mejores jugadores argentinos de fútbol de toda la historia.
Con la base de jugadores que quedaron eliminados en semifinales en el Metropolitano de ese mismo año, Di Stéfano armó el equipo, que había tenido una muy buena actuación defensiva en los últimos años, pero que terminó explotando en su mejor juego en este Nacional del 69. Cambió de posiciones a Ponce, Peña, Madurga y Novello, exprimiendo al máximo sus cualidades futbolísticas, además de sacar de la titularidad a un ídolo de aquellos tiempos, Antonio Roma, para dejarle el lugar a Rubén Sánchez, relegando a la flamante incorporación, Nicolau.
Boca comenzó con un buen arranque de torneo, teniendo 12 partidos invictos, de los cuales ganó 11 encuentros. Inesperadamente cayó en La Bombonera con San Martín de Mendoza por 0:1. En la siguiente fecha empató con Unión y le ganó a Huracán e Independiente, respectivamente. Luego de estos partidos llegó al último encuentro del campeonato donde tuvo que enfrentar a River Plate de visitante, teniendo 27 puntos, 2 más que su rival. Norberto Madurga tomó un papel importante en este partido, ya que sus dos goles tempraneros (a los 12 y 35 minutos) sirvieron para un empate 2:2 que coronó a los xeneizes como campeón del torneo, en cancha de su clásico rival.
Boca finalizó la campaña con 13 victorias, 3 empates y 1 derrota, con destacadas actuaciones como con San Lorenzo (3:2), Talleres (6:0), Racing Club (2:1) e Independiente (2:0). Convirtió 35 goles a su favor, recibió solo 11 en contra y obtuvo el 85,29 % de los puntos.
Boca terminó en el cuarto lugar en el Torneo Metropolitano, y se consagró nuevamente campeón en el Torneo Nacional de ese año. El equipo tuvo una notable efectividad ofensiva, aunque sin la brillantez de la conquista del año anterior. Boca obtuvo la competencia tras ganarle a Rosario Central en la final, por 2:1 en tiempo suplementario, luego de remontar un resultado en contra. Sobre el final de la primera rueda y durante toda la segunda, surgieron con toda su potencialidad las figuras que lo llevaron a la coronación, Ángel Clemente Rojas, Norberto Madurga, Jorge Coch, Rubén Suñé, el peruano Julio Meléndez, etc. En la Copa Libertadores fue eliminado por River Plate en cuartos de final.

### Sequía 1971-1975

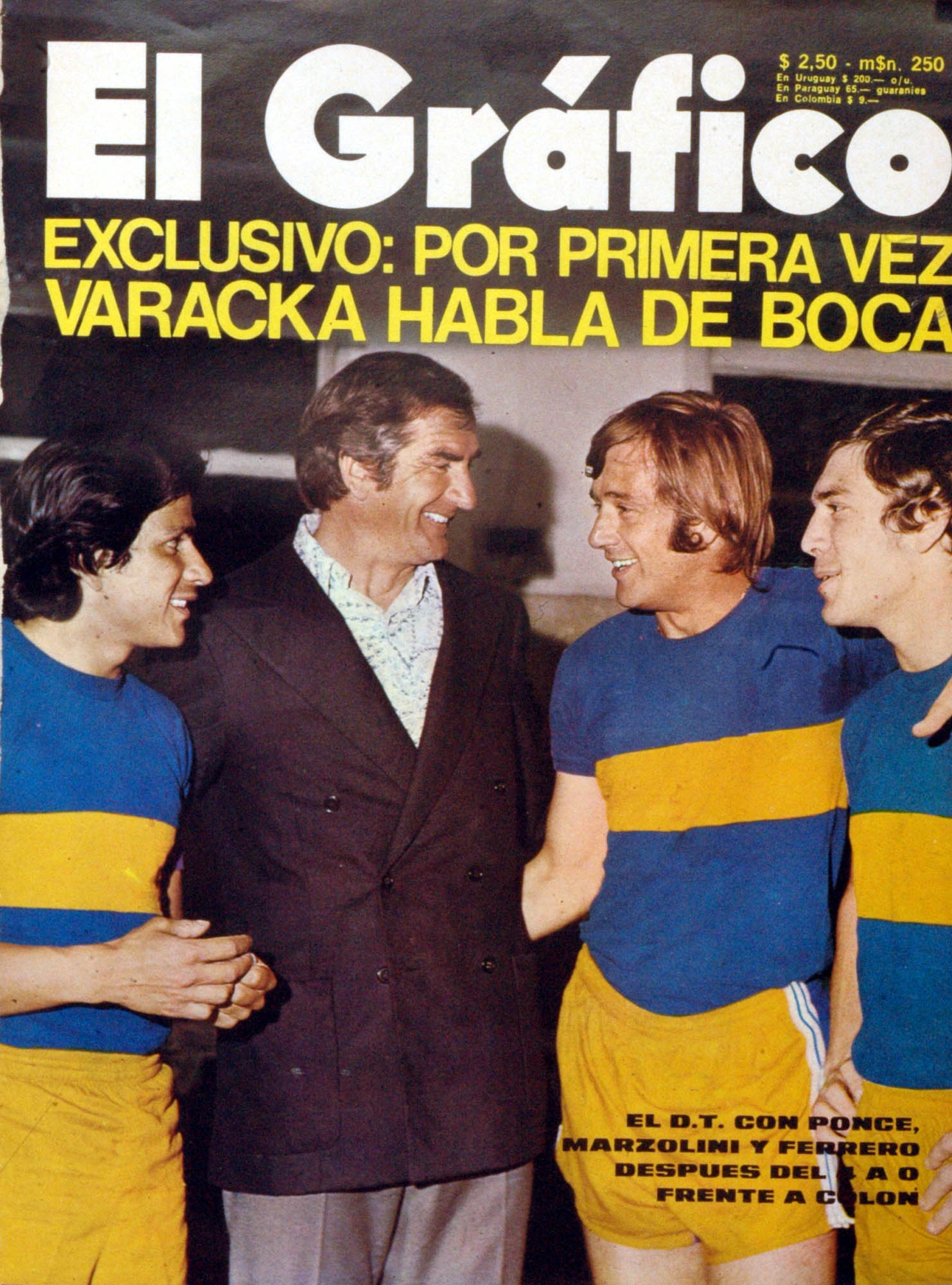
Varacka, Marzolini, Ponce y Ferrero, en 1972.

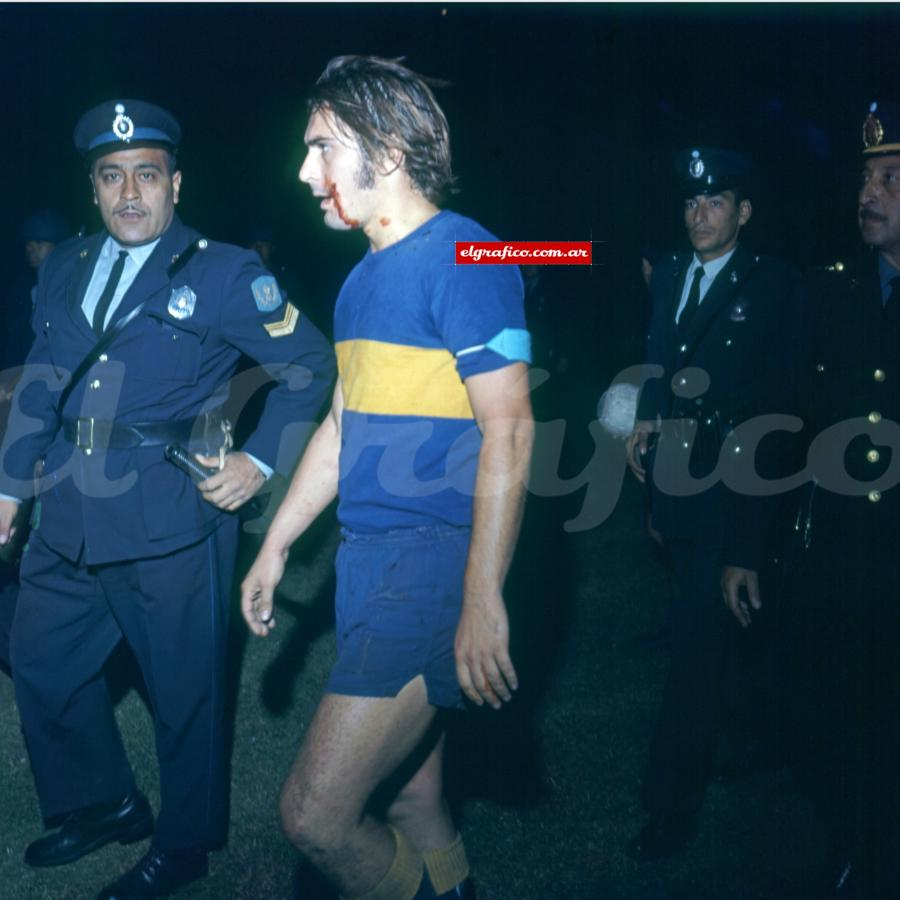
«Crónica de una noche triste». Tapa de la revista El Gráfico de Argentina. Rubén Suñé ensangrentado luego del escándalo en el partido entre Boca Juniors y Sporting Cristal por la Copa Libertadores de América de 1971. Diecinueve jugadores fueron expulsados.

1971 fue un año negativo para Boca. Jugó el Torneo Nacional, Torneo Metropolitano y la Copa Libertadores y no ganó ninguna de ellas. En este último torneo fue eliminado en la primera ronda por Sporting Cristal. El partido se jugó el 17 de marzo y el equipo argentino precisaba ganar. A cuatro minutos del final, cuando empataba 2:2, se produjo una escandalosa pelea entre los jugadores que llevó al árbitro a expulsar a 19 jugadores y a suspender el partido.
En 1972, el club vendió a sus estrellas Ángel Clemente Rojas y Orlando Medina, pilares del equipo boquense. Aunque se incorporaron Carlos Pachamé y Oscar Malbernat de Estudiantes de la Plata, el equipo no pudo ganar ningún torneo. Al comienzo del Torneo Nacional, Boca y River jugaron uno de los clásicos más emotivos de la historia: a los 10 minutos los millonarios ganaban 2:0; Boca lo dio vuelta y al comenzar el segundo tiempo se puso en ventaja 4:2; River reaccionó y poco después volvió a empatar 4:4, para terminar ganándolo 5:4 en la última jugada, ya en tiempo suplementario. Boca Juniors y River Plate volverían a enfrentarse en ese torneo por una de las semifinales, pero el resultado le fue nuevamente adverso al xeneize (3-2).
En el Torneo Metropolitano, Boca fue subcampeón detrás del extraordinario Huracán de ese año (Babington, Brindisi, Alfio Basile, Houseman, Roque Avallay, dirigido por Menotti; y en el Torneo Nacional quedó relegado sin alcanzar la etapa final. En el Torneo Metropolitano, Boca goleó a River Plate 5:2 y a San Lorenzo 6:0, alcanzando la etapa final, donde cayó ante Rosario Central y el campeón Newell's Old Boys, para finalizar tercero.

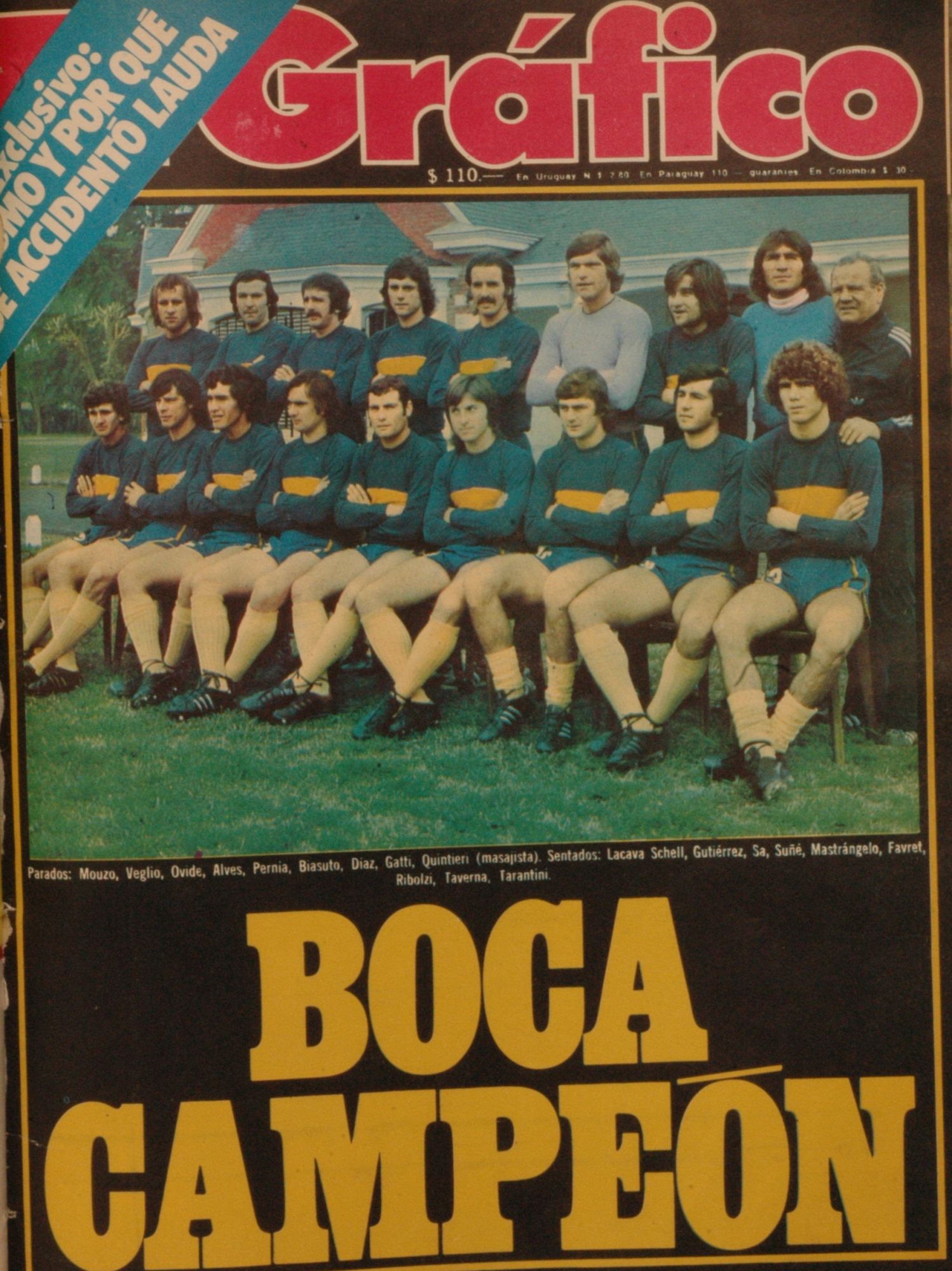
Boca Campeón 1976.

En el Torneo Metropolitano, Boca salió tercero, con la delantera más goleadora, luego de disputar el título con Huracán y River Plate, quien finalmente salió campeón luego de 17 años sin títulos.

### Campeón nacional y metropolitano 1976
En 1976, luego de varios años de resultados negativos, Boca contrató a un nuevo director técnico, Juan Carlos Lorenzo, el «Toto». Con él, llegaron jugadores como Hugo Gatti, Jorge Ribolzi, Ernesto Mastrángelo, Juan Alberto Taverna, Osvaldo Gutiérrez, Francisco Sá y Carlos Veglio, volvió Rubén Suñé y fue promovido Roberto Mouzo, el jugador con mayor cantidad de partidos jugados para Boca de toda su historia.
En el Torneo Metropolitano, a pesar de algunas victorias, el equipo no convencía. Ya en la segunda rueda perdió de local ante River Plate (1:0) y fue goleado de visitante 5:1 por Rosario Central. Boca salió cuarto en la Zona A (clasificaban seis), pero se mantuvo invicto en la ronda final, ganando ocho de los once partidos. El partido decisivo fue contra Huracán, que lo seguía a un punto, venciéndolo 1:0 con un remate de Jorge Benítez. Tres días más tarde se consagró campeón al ganarle a Unión por 2:0. Fue la única vez que Boca ganó el torneo Metropolitano.

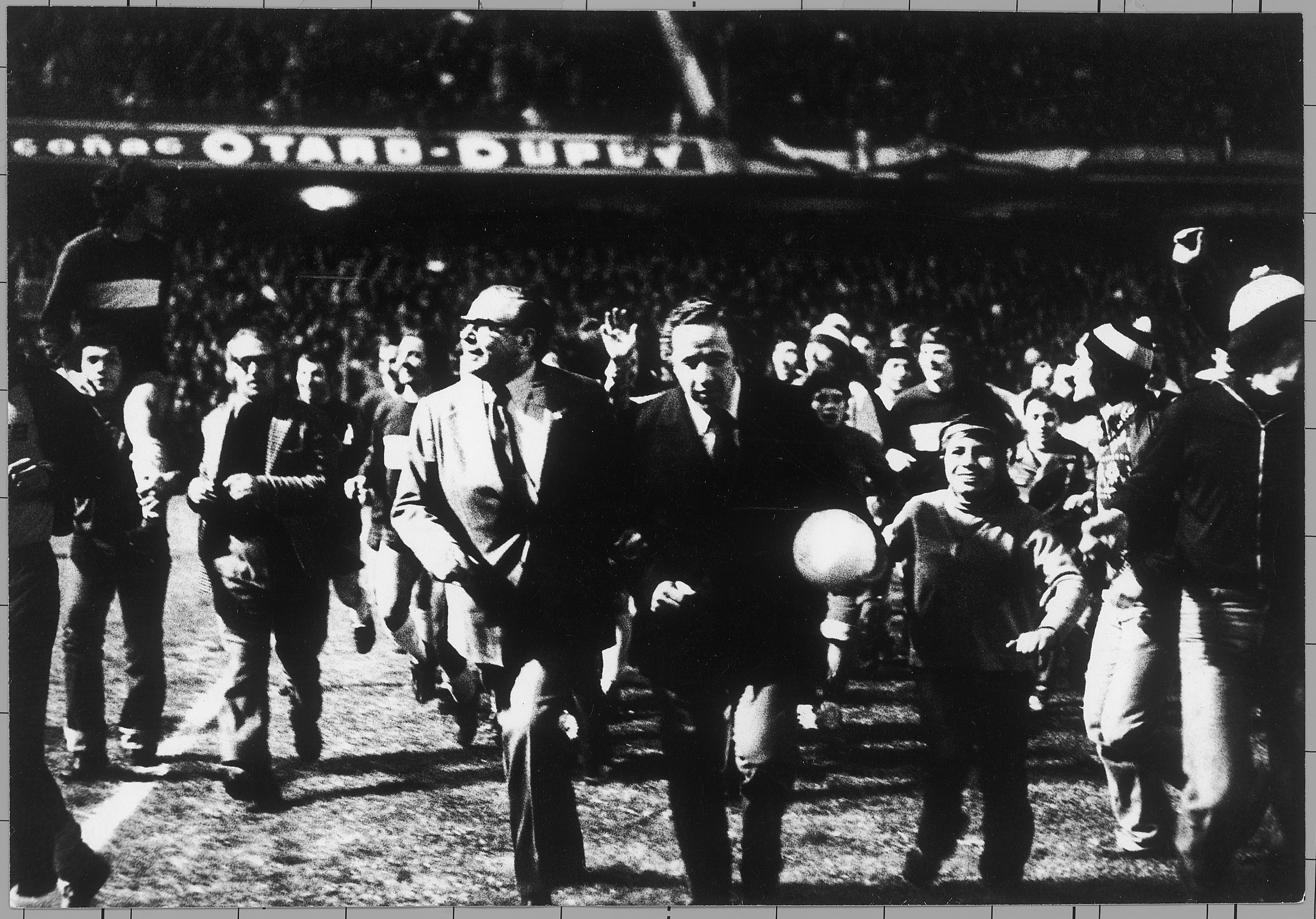
Alberto J. Armando y Juan Carlos Lorenzo dando la vuelta olímpica tras la obtención del Torneo Nacional.

Para el Torneo Nacional, Lorenzo trajo de Newell's Old Boys al talentoso volante Mario Zanabria. Boca clasificó primero en su grupo, y luego de ganarle a Banfield y a Huracán, debió enfrentar a River Plate el 22 de diciembre en la final del campeonato, siendo la única final entre ambos clubes. La súper final, disputada en el Cilindro de Avellaneda, paralizó al país y convocó a la mayor cantidad de público de la historia del fútbol argentino. El partido se definió en el segundo tiempo, con un gol de tiro libre de Rubén José Suñé una de las figuras de todos los tiempos del club, sorprendiendo al portero de River, Ubaldo Fillol, cuando estaba acomodando la barrera. Ha sido considerado el gol más importante de la historia del superclásico, pues le dio el partido y el Campeonato a Boca. Boca obtuvo así, por primera vez el bicampeonato en el mismo año.

## Tres títulos internacionales 1977-1978

### Primera copa Libertadores 1977
En 1977, Boca obtuvo por primera vez la Copa Libertadores. Luego de dejar en el camino a River Plate, en la fase inicial, los xeneizes llegaron al triangular semifinal con Libertad y el Deportivo Cali, en el que clasificaron para la final. Allí debió enfrentar al defensor del título, Cruzeiro. Boca ganó 1:0 de local con gol de Carlos Veglio pero perdió por el mismo marcador de visitante, por lo que se debió jugar un partido de desempate en el Centenario. Después de 120 minutos de juego, el marcador siguió 0:0 y el campeonato se definió por tanda de penales. El primer penal para Boca lo pateó Roberto Mouzo al palo, pero como el portero rival se adelantó, lo pateó de nuevo y lo convirtió. El resto de los penales fueron convertidos por ambos equipos, hasta que Vanderlay debió patear el quinto del Cruzeiro. Hugo Gatti lo desvió y se convirtió en el héroe de la noche, dándole a Boca su primer título internacional.
En el ámbito local, Boca no obtuvo ninguno de los dos campeonatos, pero ello no logró empañar el significado del éxito internacional.

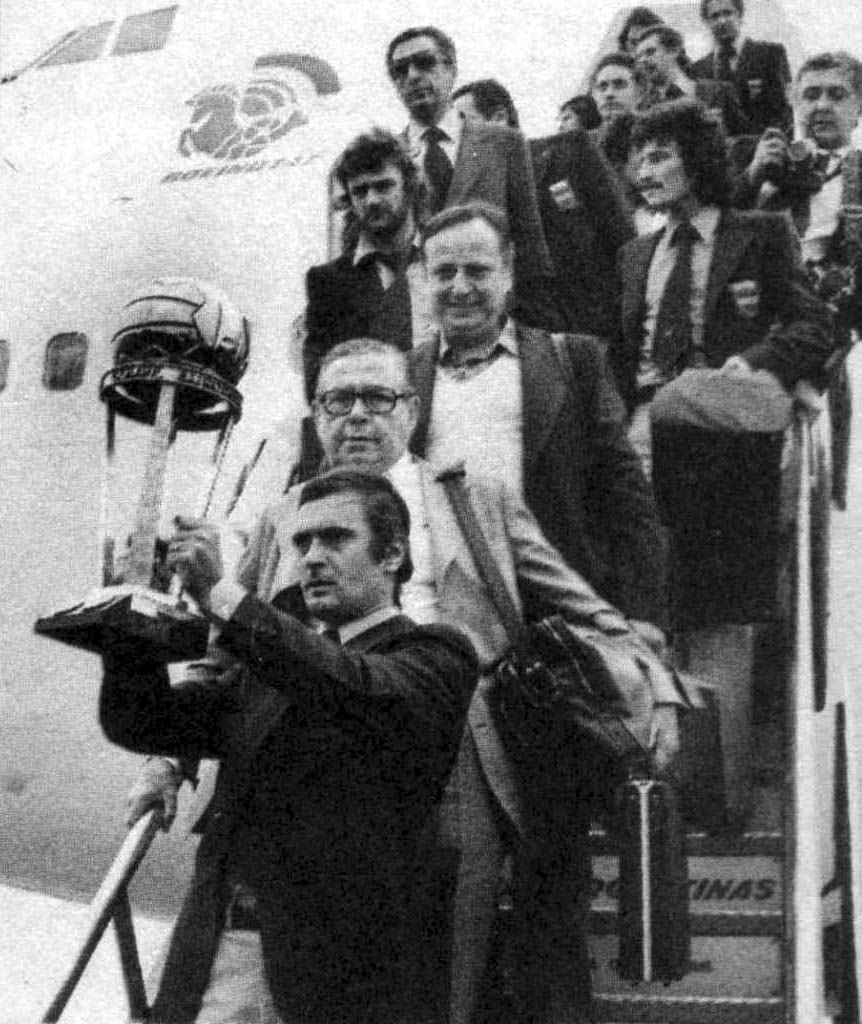
El plantel de Boca Juniors regresa a la Argentina con la Copa Intercontinental ganada frente al Borussia Mönchengladbach.

### Primera copa Intercontinental 1977
Como campeón de América, debió enfrentar al campeón de Europa, el Liverpool, en la Copa Intercontinental. Boca hizo todas las gestiones posibles para enfrentar al conjunto inglés, pero el Liverpool no podía viajar porque las fechas coincidían con las de la Premier League. Entonces se negoció con el subcampeón de Europa, el Borussia Mönchengladbach, para disputar el torneo y se acordó como fecha el 21 de marzo y el 1 de agosto de 1978.
El primer partido se jugó en la Argentina y fue un empate 2:2. Para el partido de vuelta, los pronósticos eran ampliamente favorables al equipo alemán, sin embargo, Boca tuvo un desempeño sobresaliente. Después de unos 10 minutos de ataque alemán, Boca controló el partido, realizó un excelente primer tiempo y alcanzó uno de los rendimientos más altos de su historia, alcanzando un triunfo inapelable de 3:0, con goles de Darío Felman, Ernesto Mastrángelo y Carlos Salinas.

### Segunda copa Libertadores 1978
Al igual que el año anterior, Boca no obtuvo ninguno de los dos campeonatos argentinos de 1978, aunque salió subcampeón del primero, un punto por detrás del campeón, Quilmes, luego de ir liderándolo hasta cerca del final.
En la Copa Libertadores, después de eliminar a un River Plate que tenía todas sus figuras en la selección argentina que saldría campeona del mundo, llegó otra vez a la final del torneo, jugando contra el Deportivo Cali, dirigido por Carlos Bilardo. El primer partido, en Colombia, fue empate 0:0. En el partido de vuelta, Boca goleó 4:0 obteniendo por segunda vez consecutiva el título continental.
Como campeón de la Copa Libertadores, se adjudicó el derecho de disputar la Copa Interamericana frente al América. Al quedar con un partido ganado por escuadra, se realizó un partido de desempate celebrado en el Azteca. El conjunto mexicano se coronó campeón con un gol de tiro libre, ejecutado por Carlos Reinoso en tiempo extra.
Nuevamente debía enfrentar al Liverpool por la Copa Intercontinental. Pero, al igual que el año anterior, el equipo inglés no quiso viajar y finalmente este torneo no se disputó.

## Un título 1979-1988

### Sequía 1979-1988
En el Torneo Metropolitano, se mostró dubitativo y con poco juego. Aunque obtuvo varias victorias, una serie de empates en el tramo final y una derrota contra All Boys lo dejaron fuera de carrera de un torneo que ganó River Plate.
Para Boca, la prioridad evidente era la Copa Libertadores y la posibilidad de lograr el tricampeonato continental. Luego de eliminar a Independiente y a Peñarol en semifinales, Boca jugó nuevamente la final, ahora contra Olimpia. Esta vez sin embargo, el resultado le fue adverso, luego de perder como visitante 2:0 y empatar sin goles como local.
Después de perder estos dos últimos títulos, Boca se propuso vencer en el Torneo Nacional. Pero después de una buena primera rueda, comenzó a decaer, al ser derrotado por Estudiantes de La Plata, sin alcanzar a clasificar para la fase final. Al terminar el torneo, Juan Carlos Lorenzo se alejó de la dirección técnica.
Luego del alejamiento de Lorenzo, Boca tuvo un mal 1980. En el Torneo Metropolitano, mientras River Plate obtenía su segundo tricampeonato, el equipo de la ribera recibió varias goleadas en contra: 2:5 contra Newell's Old Boys, River Plate e Independiente, y 0:4 contra Rosario Central. En el Torneo Nacional de ese año, Boca volvió a quedar relegado, sin clasificar para la etapa final. Durante este torneo se produjo un famoso entredicho entre la figura máxima de Boca, el guardavalla Hugo Orlando Gatti, y un joven Diego Armando Maradona, que aún jugaba en su equipo de origen, Argentinos Juniors. En los días previos al partido entre ambos equipos, Hugo Orlando Gatti declaró a la prensa que «Maradona es apenas un gordito»; Maradona respondió haciéndole cuatro goles a Gatti en un encuentro que Argentinos Juniors ganó 5:3. Al año siguiente Boca compró a Diego Maradona, quien se convirtió en uno de los ídolos del club.

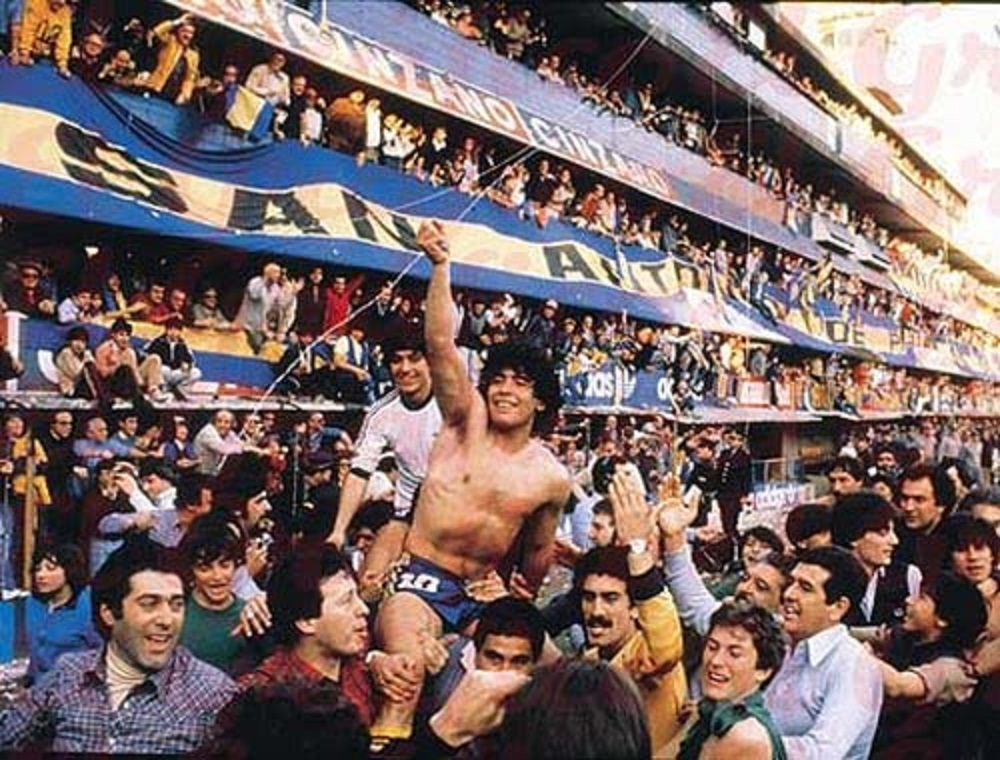
Diego Maradona celebra la obtención del Torneo Metropolitano en La Bombonera

### El torneo Metropolitano 1981
A fines de 1980, Martín Benito Noel ganó las elecciones como nuevo presidente de Boca Juniors, dando fin a dos décadas de gobierno de Alberto J. Armando. Una de sus primeras medidas fue contratar a Silvio Marzolini como nuevo entrenador. El equipo se renovó con nuevos jugadores: el talentoso conductor del Huracán campeón Miguel Ángel Brindisi, Marcelo Trobbiani, Osvaldo «Pichi» Escudero, Carlos Morete, Roberto Passucci. Pero la adquisición más importante fue, precisamente, Diego Armando Maradona, quien ya se destacaba como un jugador excepcional, especialmente luego de obtener la Copa Mundial de Fútbol Sub-20 en 1979. Después de un mes y medio de complicadas gestiones, durante el cual terciaron también Barcelona y River Plate, el 20 de febrero de 1981 terminó firmando con Boca, en una operación total de 10 millones de dólares, récord absoluto del fútbol argentino hasta entonces.
Dos días más tarde, Boca disputó el primer partido del Torneo Metropolitano ganándole 4:1 a Talleres con dos goles de Maradona y otros dos de Brindisi. En la tercera fecha, Maradona se lesionó y estuvo inactivo por cuatro partidos, pero durante ese tiempo Brindisi asumió la conducción del equipo. Maradona brilló en ese torneo con momentos inolvidables, como un recordado amague ante Alberto Tarantini antes de marcar el 3:0 contra River Plate. Boca se mantuvo puntero todo el campeonato, pero su escolta, Ferro Carril Oeste, lo seguía muy de cerca. El 2 de agosto ambos equipos se enfrentaron en cancha de Boca, que ganó el partido con un gol de Hugo Perotti, tras una asistencia de Diego Armando Maradona. En la última fecha empató con Racing Club y se consagró campeón, con una ventaja de un punto sobre Ferro.

### Sequía 1982-1988
En 1982, Diego Maradona fue vendido al FC Barcelona y comenzó un período largo de frustraciones, en el Torneo Nacional no clasificó para la segunda ronda, aunque logró un tercer puesto en el Metropolitano 1982.
En 1983, Boca tuvo cuatro entrenadores distintos y terminó séptimo. Ese año, durante el Torneo Metropolitano, en el partido contra Racing Club, una bengala disparada desde la tribuna de Boca impactó sobre un simpatizante racinguista, matándolo en el acto; el hecho determinó la clausura del estadio durante el resto del torneo y exacerbó desde entonces la clásica rivalidad entre ambos equipos.
En 1984, finalizó en el 16.º lugar del Torneo Nacional, luego de quedar eliminado en el Torneo Metropolitano. A fin de ese año, debido a deudas del club con los jugadores, el plantel llegó a realizar una huelga. Ese año sufrió la peor derrota de su historia al perder 1:9 contra el FC Barcelona en el marco del Trofeo Joan Gamper.
En 1985, asumió Antonio Alegre como nuevo presidente de la institución y contrató a Alfredo Di Stéfano como nuevo director técnico. En ese momento, el club llegó al colapso económico, en completa cesación de pagos, con el estadio tomado por el personal y los jugadores en huelga. Las autoridades del club renunciaron y requirieron la intervención de la institución al gobierno nacional, que designó al Dr. Federico Polak como inteventor. A pesar de ser hincha de Racing, Polak salvó literalmente a Boca. Impidió el remate de la Bombonera y la quiebra, arreglando todos los problemas de la coyuntura, saneando al club. En esa situación se ha reconocido que su continuadores, el presidente Antonio Alegre y el vicepresidente Carlos Heller continuaron exhibiendo una capacidad similar para enfrentar la emergencia, vender los terrenos de la frustrada Ciudad Deportiva en 21 millones de dólares, y concursar al club.
En el ámbito futbolístico, no fue un año feliz. Bajo la dirección técnica de Alfredo Di Stéfano, el equipo pasó la primera fase del Torneo Nacional pero quedó eliminado frente a Independiente. Entonces llegaron jugadores como Julio Olarticoechea, Carlos Tapia, Enrique Hrabina y Alfredo Graciani. En la segunda parte del año, Boca mejoró su imagen y ya con una nueva disputa de campeonatos, finalizó quinto con catorce triunfos, trece empates y nueve derrotas.
En la temporada 1986/87, después de una primera ronda muy negativa, el nuevo entrenador César Luis Menotti logró una mejora en el rendimiento del equipo, con la posibilidad de luchar por el título; pero la chance se perdió al perder de local contra Independiente por 3:2, acabando en cuarto lugar, a tres puntos del campeón, Rosario Central. En el Campeonato 1987/88, Boca finalizó 12.º y recibió una de las derrotas más duras de su historia, al perder 6:0 contra Racing Club, el 20 de septiembre de 1987.

## Cuatro títulos internacionales y uno nacional (1989-1993)

### Supercopa sudamericana 1989
Con Carlos Aimar como DT, a fines de 1989, Boca volvió al triunfo al obtener la Supercopa Sudamericana. La actuación de Boca tuvo la peculiaridad de empatar cuatro veces 0:0, en los ocho partidos jugados y obtener la copa convirtiendo solo cuatro goles, dos de ellos por el defensor Cucciuffo. Boca eliminó primero a Racing Club y luego a Grêmio.
La final la jugó contra Independiente. Los dos partidos terminaron 0:0 y debió ser definido en serie de cinco penales. Ambos equipos convirtieron sus cuatro primeros penales; en el quinto, el «Mono» Navarro Montoya, quien ese año había reemplazado a Gatti en el arco, atajó y se convirtió en el héroe cuando Blas Giunta convirtió el decisivo.

### Recopa sudamericana 1990
En 1990, Boca volvió a obtener un título internacional, esta vez la Recopa Sudamericana. Boca debió enfrentar a Atlético Nacional. El partido se jugó en Miami y fue definido por un gol de Diego Latorre.
La Copa Libertadores estuvo llena de circunstancias. En el grupo clasificatorio, Boca derrotó a River Plate dos veces (4:3 y 2:0) y luego empató 0:0 con Oriente Petrolero, en un partido que, se ha sospechado, Boca no quiso ganar intencionalmente, para evitar la clasificación de su rival eterno. Luego de dejar en el camino a nada menos que al Corinthians y al Flamengo, el equipo llegó como favorito para jugar las semifinales contra Colo-Colo. El equipo argentino ganó 1:0 en Buenos Aires, y perdió 1:3 en Santiago de Chile, quedando eliminado en un partido que terminó con una batalla campal y en la que Navarro Montoya fue mordido por un perro de la policía.

### Campeón Clausura 1991
En el primer semestre se jugó el torneo Clausura 1991 y el Boca de Tavarez, campeonó de forma invicta. Para definir al campeón nacional se estableció la disputa de una final contra Newell´s Old Boys, que fue campeón del Apertura 1990, en partidos de ida y vuelta, entre los ganadores de cada uno de ellos. Boca perdió por penales. Esta modalidad se abandonó en la temporada siguiente, en la que se comenzó a otorgar 2 títulos por ciclo.

### Copa máster de supercopa 1992
En mayo de 1992, con Óscar Washington Tabárez en la dirección técnica, Boca ganó su tercer título internacional en tres años, la Copa Máster de Supercopa. Boca venció primero a Olimpia por 1:0 con gol de Roberto Cabañas y fue finalista con el Cruzeiro al que venció por 2:1 con goles de Diego Soñora y Alejandro Giuntini.
En los campeonatos nacionales, en cambio, Boca seguía sin obtener títulos. En el torneo 1988/89, terminó segundo a ocho puntos del campeón Independiente, siendo el último torneo en el que jugó Hugo Gatti para el club, y en 1989/90 tercero, a diez puntos de River Plate. En la temporada 1990/91 a pesar de vender jugadores importantes como Gabriel Batistuta y Diego Latorre, jugó la final del torneo con Newell's Old Boys, perdiéndola por penales. En el Torneo Apertura, volvió a ser subcampeón detrás de River Plate.

### Apertura 1992
En el Apertura, Boca volvió a obtener un torneo local luego de once años y haber jugado 16 torneos nacionales, sumando 27 puntos y superando por 4 a River Plate. En ese momento, el equipo estaba dirigido por Óscar Washington Tabárez.
Entre las claves del triunfo del retorno del equipo a los primeros planos, se ha señalado el papel jugado por el arquero Carlos Fernando Navarro Montoya, el «Mono», al que solo le marcaron 11 goles en 19 partidos, le desvió un penal a River Plate y terminó con el arco invicto de visitante y logró el récord de 824 minutos sin goles (superando la de Roma en 1970); el volante Alberto Márcico, clave en el triunfo contra River Plate, en el resto del campeonato; el delantero uruguayo Sergio «Manteca» Martínez, quien convirtió goles decisivos ante River Plate, Rosario Central, Racing Club, Platense y Huracán y el goleador paraguayo Roberto Cabañas, que con siete goles fue el goleador del torneo.

### Copa de Oro Nicolás Leoz 1993
Como campeón de la Copa Máster de Supercopa, Boca clasificó a la Copa de Oro Nicolás Leoz. Ya se había ido el Maestro Tabárez y asumido Jorge Habegger. En las semifinales, Boca venció a São Paulo en La Bombonera por 1:0 y empató en el Pacaembú por 1:1 (El gol de Boca fue hecho en la prórroga y fue el primer partido en torneos sudamericanos definido por el sistema de Muerte Súbita o Gol de Oro). En la final, Boca y Atlético Mineiro empataron en el estadio Mineirão por 0:0, mientras que el segundo partido, en La Bombonera, ganó Boca 1:0 con gol de Carlos Mac Allister de cabeza, consagrándose campeón.

### Sequía 1994-1997
Luego de obtener cinco títulos entre 1989 y 1993, Boca no volvería a ganar ningún torneo oficial hasta 1998. En ese lapso saldría una sola vez subcampeón en once torneos y sufriría las peores derrotas de su historia.
En la Copa Libertadores sufrió la peor derrota en competiciones internacionales al perder 1:6 contra el Palmeiras. En el Torneo Apertura, Diego Maradona retornó al equipo, que contó también con figuras como el ex River Plate, Claudio Caniggia, Cristian González, Alberto Márcico y Roberto Cabañas. Restando cinco fechas, Boca lideraba el torneo cómodamente con 6 puntos de ventaja sobre el segundo. Sin embargo el equipo se derrumbó sobre el final del campeonato, incluyendo una caída histórica ante Racing en La Bombonera por 4:6 y el campeón fue el exitoso Vélez de Carlos Bianchi. En el Torneo Clausura, Boca tuvo otro mal campeonato y una nueva grave derrota en la Bombonera, esta vez por 0:6 contra Gimnasia y Esgrima de La Plata. Como curiosidad, en ese torneo, Maradona falló cinco penales seguidos.
En el Torneo Apertura 1996 debutó Juan Román Riquelme, un adolescente de 18 años, que se volvería una de sus estrellas históricas. Para el Torneo Apertura 1997 se incorporaron jugadores que serían muy importantes para Boca, como Martín Palermo, los mellizos Gustavo y Guillermo Barros Schelotto, los colombianos Jorge Bermúdez y Óscar Córdoba, Walter Samuel y el peruano Nolberto Solano; el equipo tuvo una notable mejoría con respecto a torneos anteriores, pero finalizó subcampeón a un punto de River Plate, que para colmo obtuvo su tercer tricampeonato.
En ese período el equipo fue dirigido sucesivamente por Jorge Habegger, César Luis Menotti, Marzolini, Carlos Bilardo y Héctor «Bambino» Veira.

## La era Bianchi (1998-2001 / 2003-2004)

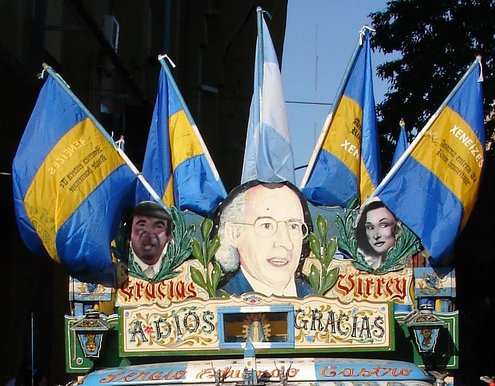
«Gracias Virrey». Agradecimiento de los vecinos de La Boca al «Virrey» Carlos Bianchi, por sus logros como entrenador (9 en total).

### Apertura 1998
En 1998, luego de cuatro años de pésimo rendimiento, Boca era «una caldera». El delantero Diego Latorre había puesto en evidencia la situación al declarar «esto parece un cabaré y no un equipo de fútbol». Mauricio Macri, quien había asumido la presidencia del club en 1995, inició tratativas para contratar como técnico a Passarella, un histórico de River, pero ante la sorda oposición de los simpatizantes, éste rechazó la oferta, despejando el camino al otro candidato sondeado: Carlos Bianchi.
El 26 de mayo, finalmente, el club anunció la contratación de Bianchi. «El Virrey» venía de tener un extraordinario desempeño como DT de Vélez (6 títulos en tres años), club para el cual había jugado y del cual es su máximo goleador histórico (noveno del fútbol argentino).
El equipo técnico de Bianchi (Ischia y Julio Santella) asumió el 21 de junio y él personalmente el 2 de julio. Su primera tarea fue recomponer un plantel numeroso que venía de fracasar bajo las conducciones de Carlos Bilardo, primero y Héctor «Bambino» Veira, después. Entre los jugadores que abandonaron el equipo se encontraban Fabbri, Latorre, Rodolfo Estéban Cardoso y Caniggia. Salvo la venta de Solano que trastocó sus planes, Bianchi consideró que el plantel era adecuado. Incorporó tres jugadores: Hugo Ibarra, que se constituiría en un jugador clave, Antonio Barijho y José Pereda; además recontrató a José Basualdo.
Bianchi debutó en la Copa Mercosur, en la que el equipo fue eliminado en cuartos de final por el Palmeiras, que luego se adjudicaría el torneo. En la segunda mitad del año 1998, y luego de cinco años, Boca volvió a ganar un título, el Torneo Apertura. Con uno de los mejores equipos de la historia de Boca que contaba con el goleador Martín Palermo y con Guillermo Barros Schelotto que lo asistía desde la posición de 7, además de un medio campo y una defensa sólida, Boca ganó el torneo invicto, convirtió 45 goles y Martín Palermo fue el goleador del torneo con 20 goles en 19 partidos (récord en torneos cortos).

### Clausura 1999
El Boca de Bianchi volvió a ganar el siguiente torneo, el Torneo Clausura. Aún sin notarse en los números (en la tabla final consiguió un punto y 10 goles a favor menos que en el torneo anterior), el equipo apareció con el sistema de juego de Bianchi más consolidado. El partido clave del campeonato fue contra River Plate: Boca se puso en ventaja, pero al final del primer tiempo quedó con un hombre menos por la expulsión de Bermúdez (autor del gol). Al inicio del segundo tiempo, River Plate empató el partido y controlaba las acciones. Sin embargo el técnico Ramón Díaz retrasó a su equipo, facilitando la ofensiva boquense y el gol del triunfo de Martín Palermo desde 25 metros. Cuatro fechas después, Boca superó el récord argentino de partidos invictos (en poder del mítico Racing de José), al alcanzar cuarenta partidos sin derrotas. En la fecha siguiente, Boca se consagró bicampeón perdiendo 4:0 frente a Independiente.
Luego de quedar nuevamente eliminado de la Copa Mercosur, la prioridad de Boca era obtener su primer tricampeonato ganando el Torneo Apertura. Pero una derrota con River Plate (0:2), lo dejó sin posibilidades y le dio el torneo a su clásico rival.

### La Triple Corona de 2000
En el nuevo milenio, Boca ganó su primer triplete, al ganar la Copa Libertadores, el Torneo Apertura y la Copa Intercontinental.
Con el equipo bicampeón de la temporada 1998/99 en la competición sudamericana, los xeneizes lograron conquistar el máximo torneo continental después de veintidós años de espera. La tercera Copa volvió a las vitrinas azul y oro tras vencer en la final al vigente campeón, Palmeiras, luego de empatar 2:2 en La Bombonera y 0:0 en el Morumbi. El partido se definió por los penales en donde Boca acertó los cuatro que pateó y Óscar Córdoba se convirtió en el héroe de la noche al atajar dos remates.
En el Torneo Apertura, ya sin Walter Samuel ni Rodolfo Arruabarrena, el equipo se impuso sobre sus rivales, alcanzando en la octava fecha la punta del campeonato. Pero una serie de malos resultados en las últimas fechas causaron la pérdida del liderazgo a manos de River Plate, a dos fechas de finalizar el campeonato. River Plate, sin embargo, perdió inesperadamente contra Huracán, último en la tabla de posiciones, permitiéndole a Boca obtener el campeonato.
A su vez, como campeón de América, Boca debió enfrentar por la Copa Intercontinental, al campeón de Europa, el Real Madrid de Roberto Carlos, Raúl y Figo, designado el año anterior por la FIFA como el mejor equipo del siglo XX y ampliamente favorito en los pronósticos de la prensa especializada y las apuestas.
Boca salió al campo de juego sin complejos y sorprendió a los españoles al anotar dos goles de Martín Palermo en los primeros cinco minutos. Si bien el Real Madrid descontó rápido gracias a un zurdazo de Roberto Carlos (11’) y dominó a su rival de allí en adelante, la falta de claridad y mala puntería fueron apagando su ímpetu. En el partido resultó decisiva la habilidad de Juan Román Riquelme, que con su habilidad para retener el balón, enfrió el partido y quitó juego a los madrileños, quienes terminaron tirando pelotazos frontales, facilitando así la tarea a la defensa argentina y también Aníbal Matellán, quien tuvo un notable partido anulando a la estrella del rival, Luís Figo. El marcador no pudo ser cambiado y Boca conquistó su segundo título intercontinental. La prensa española sintetizó así el partido:

Seis minutos bastaron para decidir cuál es el mejor equipo del mundo: Boca Juniors. El Real Madrid se hundió antes de que se le hubiera pasado el frío invernal de Tokio, encajó dos goles en esos seis primeros minutos y se pasó el resto del partido dándose de bruces contra el muro defensivo levantado por el campeón argentino.

Si bien gracias a sus dos goles Martín Palermo fue premiado como el jugador más valioso de la final, la actuación de Juan Román Riquelme fue consagratoria y reconocida mundialmente. El periodista español Jesús Alcaide comentaba al día siguiente:

(A Palermo) le dieron el premio al mejor jugador del partido, pero el mejor fue Juan Román Riquelme, futuro mejor jugador del mundo, futuro Balón de Oro, un personaje que se cose el balón a la bota, mira al frente, pisa y siempre sale triunfador. El crack de la década si no lo mata un carnicero o si no se estropea.... El arte, el fútbol, el talento, la diferencia, llevaron el nombre de Juan Román Riquelme. No es Maradona, nadie lo será, pero es muy grande.

Entre los acontecimientos generados por el triunfo de Boca, se produjo la muerte al finalizar el encuentro de actor Alfonso De Grazia, afectado por un infarto causado por la emoción de ver campeón mundial a su equipo.

### Bicampeón en la copa Libertadores 2001
Luego de la triple corona de 2000, el mayor desafío resultaría mantener semejante nivel. Además el club vendió a jugadores vitales como Walter Samuel, José Basualdo, Martín Palermo entre otros, mientras Juan Román Riquelme se enfrentaba sorda, pero duramente con Mauricio Macri. En esas condiciones, Boca quedó lejos de la punta en el Torneo Clausura, pero le ganó a River Plate 3:0, en un recordado partido en La Bombonera, en el que Juan Román Riquelme festejó su gol con él, desde ese momento, famoso saludo «Topo Gigio» y que en realidad era un mensaje contra Mauricio Macri.
Sin embargo, con la vigencia de Juan Román Riquelme, el aporte de Marcelo Delgado y con Carlos Bianchi en el banco, el equipo ganó la Copa Libertadores después de vencer en semifinales previamente al conjunto finalista del año anterior, al Palmeiras por penales. En la final, derrotó al conjunto mexicano Cruz Azul. En el partido de ida, Boca logró la victoria con un gol de Marcelo Delgado y en la vuelta, el Cruz Azul obtuvo el mismo resultado, llevando otra vez a una definición por penales. El portero, Óscar Córdoba, fue figura y Boca obtuvo en La Bombonera, su cuarta Copa Libertadores.
Boca tuvo un pobre desempeño en la Copa Mercosur, y volvió a quedar postergado también en el Torneo Apertura, en el que los dirigentes hicieron jugar a un modesto jugador japonés, Naohiro Takahara, en una obvia operación con fines puramente comerciales. Además, el plantel se desmembró con las salidas de Hugo Ibarra y Jorge Bermúdez. Bianchi priorizó entonces la Copa Intercontinental contra el Bayern Múnich, pero en esta ocasión Boca fue derrotado en tiempo suplementario, en un partido no sin polémicas, con gol del ghanés Samuel Kuffour.
A fin de ese año, el 10 de noviembre de 2001, se realizó en la Bombonera el partido de despedida de Diego Maradona, con un encuentro entre la Selección de la Argentina contra un combinado de estrellas del mundo. Maradona jugó con una camiseta de Boca debajo de la argentina, y llegó a utilizarla en la parte final del juego. Al hablar al público durante el homenaje final, sostuvo que su despedida se realizó allí porque «la Bombonera es la catedral del fútbol», y pronunció una de las frases que más se recuerdan sobre su relación con su adicción a las drogas y el fútbol: «Yo me equivoqué y pagué, pero la pelota no se mancha».
Antes de jugar la final, Bianchi ya había anunciado que no iba a continuar en Boca. Macri, presidente de Boca, y sobre todo algunos dirigentes de su entorno, habían resistido a Bianchi desde antes de su contratación y mantuvieron un discreto enfrentamiento con él durante toda la relación. La pelea Macri-Bianchi salió a la luz pública durante una conferencia de prensa el 23 de septiembre de 2001, apenas dos días antes del partido contra el Vasco da Gama por la Copa Mercosur. En esa ocasión Macri, en un gesto inédito, le exigió públicamente explicaciones a Bianchi sobre las razones por las cuales no iba a continuar luego del 31 de diciembre, fecha de vencimiento del contrato. Ante la descortesía del presidente del club, Bianchi se levantó y abandonó la conferencia de prensa, dejando a Macri solo. Años después Macri explicitaría más su opinión crítica sobre Bianchi al sostener, en otra sorprendente declaración pública, que el técnico era «mezquino en su forma de plantear los partidos». El 31 de diciembre, al vencer el contrato, Bianchi dejó de ser director técnico del club, cerrando así su primera etapa en Boca.

### Sequía 2002 sin Bianchi
El sucesor de Carlos Bianchi fue el uruguayo Óscar Washington Tabárez quien ya había sido DT del club entre 1991-1993. En el Torneo Clausura, Boca salió tercero y sufrió una dura caída ante River Plate por 3:0, que salió campeón. En la Copa Libertadores quedó eliminado por Olimpia en cuartos de final y en la Copa Sudamericana, fue derrotado en octavos de final por Gimnasia y Esgrima de La Plata. Dos cambios importantes sufrió el equipo en ese período: la venta de Juan Román Riquelme al Barcelona a mediados de año, y el debut de un joven jugador proveniente de las categorías inferiores del club, Carlos Tévez.
En el Torneo Apertura, Boca salió subcampeón, luchando hasta el final con Independiente, con el que jugó en la penúltima fecha, cuando estaban separados por tres puntos de ventaja. Boca estuvo ganando 1:0 hasta que pocos minutos antes del final, Lucas Pusineri anotó de cabeza el gol del empate para los «Rojos», dejando todo como estaba antes de empezar el partido. En la siguiente y última fecha Independiente goleó 3:0 a San Lorenzo y se proclamó campeón.

### Bianchi y la segunda triple corona 2003
A fines de 2002, la situación de Tabárez era insostenible y los fanes boquenses exigían a gritos que los dirigentes hicieran todo lo necesario para convencer a Bianchi de volver. El diario La Nación reconstruyó así su último mensaje a los jugadores, el 4 de diciembre de 2002:

Señores, los dirigentes me dijeron que irán a buscar a Bianchi, que es el elegido de la gente y quien más votos suma en la comisión directiva. A mí me gustaría seguir con ustedes, pero siento que con Bianchi no puedo competir. Ahora, si él dice que no, yo le peleo el puesto a cualquier DT.

Se había puesto en marcha el «operativo regreso». Para volver, Bianchi tenía varias exigencias relacionadas con la dirección del club, además de las económicas derivadas de la gran devaluación del peso argentino producida ese año. Luego de una compleja negociación, el 29 de diciembre, Macri y Bianchi llegaron a un acuerdo. Ese mismo día el presidente de Boca declaró que Bianchi «cambió, por eso decidió volver», mientras que éste, como era su costumbre guardó silencio sobre los términos del acuerdo.
El retorno de Bianchi no comenzó bien. En el Torneo Clausura, Boca lideraba la tabla con cuatro puntos de ventaja faltando cuatro fechas y terminó perdiendo el campeonato con River Plate.
Con la llegada de Bianchi, sin Juan Román Riquelme pero con el juvenil Carlos Tévez, el club obtuvo su Quinta Copa con un gran equipo al que llegó sin problemas a la final frente al Santos por 5:1 en el global con una gran actuación colectiva en el Morumbi. Los últimos siete partidos los ganó de manera consecutiva, tras un tropiezo en octavos de final contra Paysandu,
En el plano nacional, con aportes extranjeros de Fabián Vargas y Pedro Iarley, Boca ganó el Torneo Apertura en donde demostró ser un equipo sólido que lideró el torneo de punta a punta, mostrando un buen nivel de juego.
Tras coronarse campeón de América, el club accedió nuevamente a disputar la Copa Intercontinental. El rival en esta nueva final del mundo era el poderoso AC Milan, con Kaká, Paolo Maldini y Andriy Shevchenko, ampliamente favorito en todos los pronósticos. Luego de ir perdiendo uno a cero, los argentinos empataron con un gol de Matías Donnet. En el segundo tiempo, Bianchi buscó que su equipo mantuviera al Milan lejos de su arco, con el fin de garantizar al menos el empate y definir la final por penales. Carlos Tévez entró en el segundo tiempo y al final del partido fue fundamental para controlar la pelota.
Finalmente el partido terminó empatado 1:1 y Boca ganó en los penales, destacándose el arquero Abbondanzieri, quien atajó dos penales. De este modo, Boca obtuvo su tercera Copa Intercontinental y su segundo triplete.
Boca quería lograr en este nuevo año su sexta Copa Libertadores, para eso mantuvo la base del equipo campeón de 2003 y puso en marcha este nuevo desafío. En la clasificación, Boca obtuvo el primer lugar del grupo 8. En octavos de final eliminó al Sporting Cristal. En cuartos de final, Roberto Abbondanzieri fue clave en la victoria en una definición por penales contra el São Caetano, pasando a las semifinales en donde debía enfrentarse al rival de toda la vida, River Plate.
La serie fue un gran acontecimiento deportivo en la Argentina, debido a la circunstancia sin antecedentes de que una de las rivalidades deportivas más importantes del mundo, debían enfrentarse para dirimir cual de los dos jugaba la final de la Copa Libertadores. Por razones de seguridad, los partidos se jugaron sin público visitante.
En el partido de ida Boca ganó 1:0 con gol de Rolando Schiavi. El partido de vuelta se jugó en El Monumental, que se adelantó en el marcador con gol de Luis González, mientras Boca había sufrido la expulsión de Fabián Vargas. Más adelante fue River Plate quien quedó con nueve jugadores por una expulsión y una lesión. Tévez logró el gol del empate que clasificaba a Boca, pero recibió una segunda tarjeta amarilla por hacer gestos a los hinchas y fue expulsado también. Con nueve jugadores ambos equipos y ya en tiempo adicional, River Plate logró otro gol, volviendo a empatar la serie y llevando la definición a los tiros desde el punto de penal. Todos convirtieron hasta que Abbondanzieri le atajó el penal a Maximiliano López. Javier Villarreal anotó entonces el suyo y Boca clasificó para una nueva final de la Libertadores.
En la final de la Copa Libertadores 2004, Boca debió enfrentar al Once Caldas, resultando derrotado. La serie terminó empatada y una vez más Boca debía resolver una final mediante penales. Sin embargo esta vez, ninguno de los jugadores de Boca pudo convertir su penal y el Once Caldas se consagró Campeón de América.
Después de la derrota e inesperadamente, Carlos Bianchi volvió a renunciar, dejando por segunda vez la dirección técnica. En total obtuvo nueve títulos, incluyendo dos mundiales y tres continentales, lo que lo hace el técnico más ganador de la historia de Boca.
Fue elegido 2.º mejor equipo del mundo según la IFFHS.
La importancia de la gestión de Carlos Bianchi en Boca hizo muy compleja su sucesión. De modo inusual, Bianchi se fue de Boca sin haber sufrido el desgaste de los malos resultados. Se habló del «fantasma de Bianchi», del «síndrome Bianchi» y de «bianchidependencia». El propio Macri salió al cruce del fenómeno diciendo: «si él se hubiese quedado más tiempo acá, posiblemente también hubiese perdido. No se puede ganar siempre».
El primer técnico en ser contratado luego de la renuncia de Bianchi fue Miguel Ángel Brindisi, exjugador estrella de Huracán y del club Xeneize. Al igual que Tabárez en 2002, en el corto tiempo que Brindisi se mantuvo como DT, no pudo evitar ser negativamente comparado con Bianchi y una época que aparecía ya como mítica.
El primer torneo que disputó el equipo bajo su conducción fue la Recopa Sudamericana, en donde se enfrentó a Cienciano. Boca iba ganando el partido con un gol de Tévez a los 33', pero el Cienciano lo empató en el último minuto. En los penales, Tévez y Vargas fallaron y el equipo peruano se consagró campeón.
Brindisi tampoco logró un buen rendimiento en el Torneo Apertura, llegando a estar 600 minutos sin convertir goles, récord para el club en el profesionalismo. Luego de perder 2:0 contra River Plate, renunció de manera indeclinable, apenas tres meses después de haber asumido.

## Seis títulos internacionales y tres títulos locales (2004-2008)

### Copa Sudamericana (2004)
Tras la renuncia de Brindisi, el 9 de noviembre de 2004, el club designó interinamente como DT a Jorge Benítez (el «Chino»), un exjugador de Boca que estaba a cargo de la cuarta división, mientras los dirigentes seleccionaban un reemplazante «con personalidad para que no se lo devore el plantel».
Benítez debió enfrentar al día siguiente de asumir y con el equipo en situación caótica, un difícil partido por los cuartos de final de la Copa Sudamericana, en Asunción contra Cerro Porteño, luego de haber empatado en Buenos Aires. Benítez buscó apoyó en una relación más horizontal con los jugadores, liderados por el regresado Martín Palermo, Carlos Tévez y Guillermo Barros Schelotto. Contra todos los pronósticos, Boca ganó el partido, una vez más en una definición por penales, elevando la moral del plantel y de los simpatizantes. Luego de eso, Boca eliminó al Internacional para terminar ganando por primera vez la copa en Buenos Aires, el 17 de diciembre, contra el Bolívar, ganando el partido por 2-0 con goles de Martín Palermo (su gol n.º 100 en Boca) y Tévez (último partido en Boca).

### Centenario (2005)
Este triunfo en la Copa Sudamericana, llevó a los dirigentes a confirmar al «Chino» Benítez como entrenador en 2005, año importante porque se cumplía el Centenario de Boca. La prioridad era obtener la Copa Libertadores de ese año. En la primera ronda, Boca terminó primero en el grupo y en los octavos de final venció a Junior.
En cuartos de final, Boca visitó a las Chivas de Guadalajara, cayendo 4:0. El partido de vuelta terminó empatado y Boca resultó eliminado. Durante el transcurso del partido el árbitro expulsó a Martín Palermo y Adolfo Bautista, y cuando este último se retiraba del campo de juego, Benítez lo escupió frente a las cámaras de Televisión. Frente al escándalo internacional, la dirigencia de Boca decidió inmediatamente despedir a Benítez.
El rendimiento de Boca también fue bajo en el Torneo Clausura al punto de no alcanzar a clasificar para la Copa Libertadores, hecho que fue vivido por los simpatizantes como una frustración especial, por tratarse del semestre del festejo del centenario del club, celebrado bajo el término «Xentenario».
Luego del bochornoso final de Benítez, todo indicaba que sería contratado Julio César Falcioni, favorito de los hinchas para hacerse cargo del equipo. Cuando Macri se aprestaba a cerrar el trato, Maradona intervino, declarando públicamente que Boca tenía que contratar a Alfio «Coco» Basile:

Para mí, Boca necesita un técnico con experiencia y personalidad, que sepa manejar un grupo con tantas figuras. Y ese es Basile.

La intervención pública de Maradona bloqueó la contratación de Falcioni y llevó a la de Basile, quien asumió como el nuevo DT el 28 de junio. Basile había sido uno de los grandes futbolistas argentinos en las décadas de los 60 y 70, integrando dos famosos equipos: el Racing campeón mundial «de José», y el Huracán campeón argentino del 73. Como técnico había tenido una extensa carrera dirigiendo entre otros a Rosario Central, Racing, San Lorenzo, Vélez, América, Nacional y el Atlético de Madrid, así como la Selección de fútbol de Argentina bicampeona de América (1991 y 1993) y en la Copa Mundial de Fútbol de 1994, en la que Maradona fue sancionado por dopaje.

### Recopa sudamericana, copa Sudamericana y apertura (2005)
La llegada de Alfio Basile a mitad de año, más las contrataciones de Daniel Díaz, Daniel Bilos y Federico Insúa entre otros, hizo resurgir al equipo luego de una floja temporada. Explotaron los juveniles Rodrigo Palacio y Fernando Gago, y así, habiendo estado a cargo del club por un mes, ya obtuvo su primer logro: la Recopa Sudamericana. El rival fue el Once Caldas, equipo con el cual perdió la final de la Libertadores del año anterior. El primer encuentro se disputó en La Bombonera, Boca logró ganar por 3:1, resultado que lo dejó cómodo para el partido de vuelta en Colombia. Allí, Once Caldas ganó 2:1 y Boca se consagró campeón.
Su segundo título fue el Torneo Apertura, torneo en el cual disputó 19 partidos, ganó 12, empató 4 y perdió 3, con un total de 40 puntos. El goleador de Boca en ese torneo fue Rodrigo Palacio con un total de 10 goles. 
Cuatro días después de haber ganado el apertura, Basile ya se hacía de otro título en el equipo Xeneize: la Copa Sudamericana. La final la disputó ante Pumas de la UNAM. En el primer partido Boca obtuvo un empate por 1:1 en el Azteca. En el partido de vuelta el resultado fue otra vez el de 1:1 por lo que la final se definió por penales. En esta instancia, Roberto Abbondanzieri fue el héroe de la noche y así Boca se hizo de otro título.

### Recopa sudamericana y clausura (2006)
Al año siguiente, el Boca de Basile obtuvo el Torneo Clausura, llegando a su cuarto título al mando del equipo boquense. El equipo era prácticamente invencible, el juego era sólido y la efectividad altísima: en un total de 19 partidos sumó 13 ganados, 4 empatados y 2 perdidos con un total de 43 puntos.
Con todos estos logros y después de la eliminación de la Argentina en el mundial de Alemania, Alfio Basile fue convocado por la AFA para dirigir a la Selección de la Argentina. Boca aceptó su desvinculación, acordando que antes de dejar el club, dirigiría el equipo en el partido con el São Paulo por la Recopa Sudamericana. Boca ganó 2:1 el partido de ida en La Bombonera y empató el partido de vuelta 2:2, obteniendo la copa.
El balance de la gestión de Basile revela una altísima efectividad, al ganar cinco de los cinco torneos en los que participó. La figura más destacada de ese equipo fue Rodrigo Palacio, acompañado por Fernando Gago, Federico Insúa, Roberto Abbondanzieri y Martín Palermo entre otros.
El sucesor de Basile fue el extécnico de la Selección Mexicana y campeón del Mundial de Fútbol de 1978 con la Selección de fútbol de la Argentina, Ricardo La Volpe. Este tenía un estilo muy distinto al de Basile; no jugaba con enganche, y trató de reorganizar un equipo que ya estaba organizado y que era sumamente exitoso. Durante las primeras seis fechas, ganó todos los partidos y obtuvo el récord de 12 victorias consecutivas. La Volpe se hizo cargo del club en la séptima fecha del Torneo Apertura contra Godoy Cruz y solo consiguió un empate en cero. A pesar de ganar varios partidos, Boca no jugaba bien y no convencía al público. Como agravante, Boca perdió el clásico contra River Plate por 1-3.

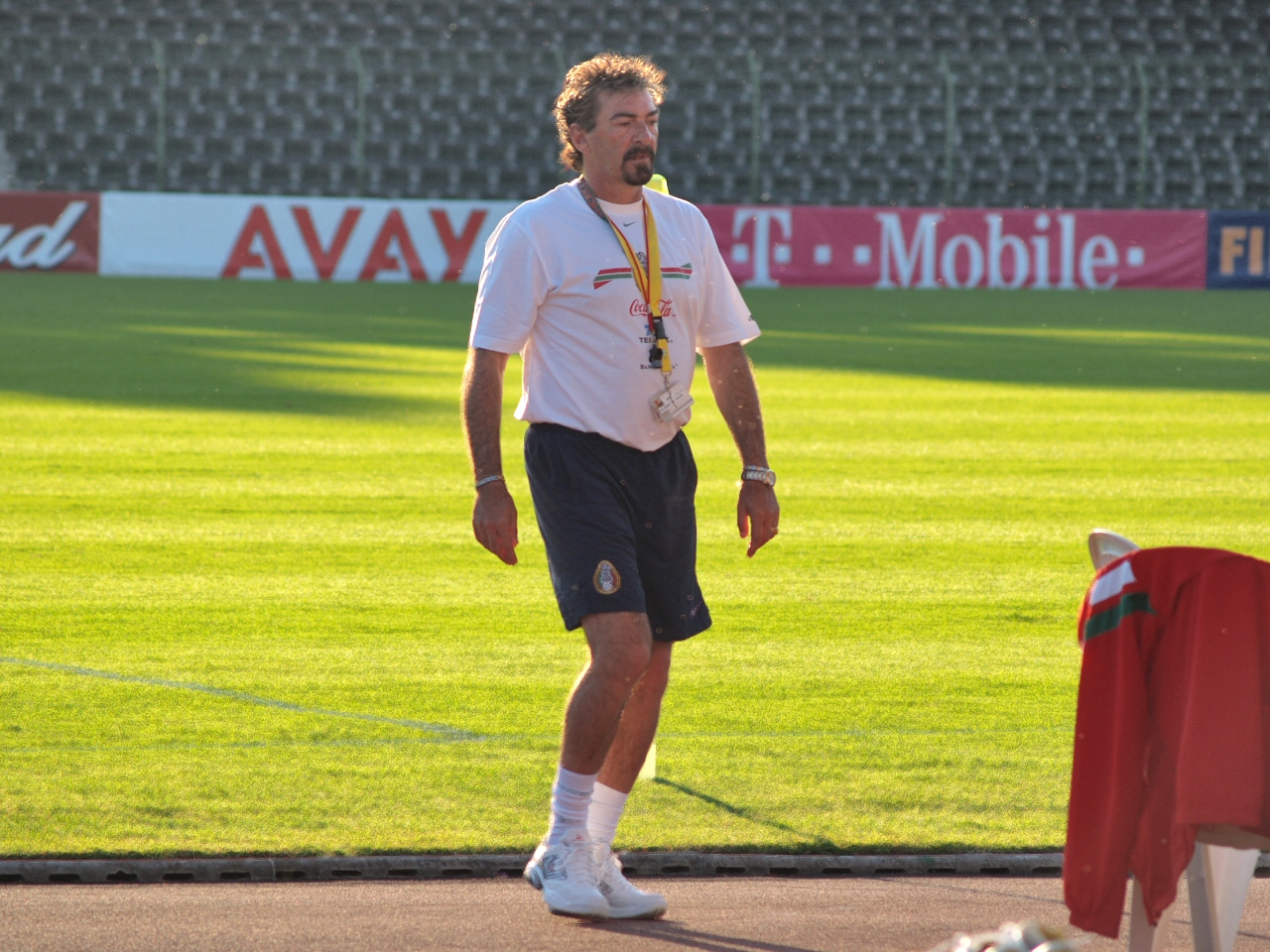
Ricardo La Volpe, tras un buen inicio de su predecesor Basile, perdió el tricampeonato contra Estudiantes de La Plata.

Pero el hecho definitivo para su alejamiento fue el modo en que Boca perdió el campeonato. A dos fechas de terminar llevaba una ventaja de cuatro puntos y con solo empatar uno de los dos partidos restantes, Boca hubiera logrado por primera vez el tricampeonato nacional, uno de los pocos logros deportivos que no ha alcanzado. Sin embargo, perdió ambos partidos contra Belgrano de Córdoba y Lanús y fue alcanzado en la última fecha en la primera posición por Estudiantes de La Plata.
El partido de desempate se jugó en el José Amalfitani el 13 de diciembre. A los 4 minutos, Boca se puso 1:0, con gol de Martín Palermo. Estudiantes empató en el segundo tiempo con gol de José Sosa y, a 10 minutos del final, Mariano Pavone hizo el segundo gol que le dio el campeonato al equipo de La Plata. Luego de la debacle, La Volpe presentó su renuncia.

### Sexta libertadores con Juan Román Riquelme (2007)
En 2007, Boca contrató como DT a Miguel Ángel Russo y en una operación que le costó US$ 2 000 000 al club, llevó a Juan Román Riquelme por cuatro meses. El objetivo era obviamente volver a enfrentar los dos torneos locales y la Copa Libertadores con el fin de ganarlos.
En el Torneo Clausura, Boca salió subcampeón a 6 puntos de San Lorenzo y Martín Palermo fue el goleador del campeonato con 11 goles.
En la Copa Libertadores, con jugadores destacados de Juan Román Riquelme, Ever Banega, Rodrigo Palacio y Martín Palermo, integró el grupo 7 con el Toluca, Cienciano y Bolívar. Boca tuvo muchos problemas para clasificar y solo lo logró en la última fecha al derrotar 7:0 a Bolívar de local en el estadio de Vélez Sarsfield, resultado que constituye la victoria internacional récord del club.
En las siguientes fases eliminó a Vélez Sarsfield, Libertad y al Cúcuta, alcanzando una nueva final continental.
El rival de la final fue el Grêmio. Boca ganó los dos partidos y venció por un resultado global de 5:0, tres goles de local y dos de visitante. La figura excluyente de Boca fue Juan Román Riquelme, que no solo condujo el equipo, sino que fue el goleador de Boca en el torneo con 8 goles.
En el Apertura, Boca quedó cuarto a siete puntos del campeón Lanús, y en la Copa Sudamericana fue eliminado por el São Paulo de Brasil en octavos de final.
Tras ganar la Copa Libertadores, Boca debió jugar la Copa Mundial de Clubes.
En la semifinal, enfrentó al Étoile du Sahel, a quien venció 1:0, y clasificó para jugar la final.
En esta instancia, el rival fue nuevamente el AC Milan, que ganó 4:2 con grandes actuaciones de Filippo Inzaghi y el brasileño Kaká. De esta manera, Boca quedó como subcampeón mundial.
Tras la derrota, Miguel Ángel Russo renunció como DT siendo reemplazado por Carlos Ischia, excolaborador de Bianchi.

### Recopa sudamericana y apertura (2008)
La disputaron los cuadros argentinos de Boca Juniors, ganador de la Copa Libertadores 2007, y Arsenal, vencedor de la Copa Sudamericana 2007. Ambos se enfrentaron en partidos de ida y vuelta, desarrollados los días 13 y 27 de agosto de 2008 en los estadios Presidente Perón y Alberto J. Armando, respectivamente. Boca Juniors se coronó campeón del torneo al superar a su rival con un global de 5-3, y logró su cuarto título en la competencia, récord que a la fecha no ha podido ser alcanzado por ningún otro club. 
Con la asunción de Pedro Pompilio, Carlos Ischia llegó al banco de suplentes y Juan Román Riquelme volvió para quedarse. En el primer semestre del año, el equipo llegó hasta las semifinales de la Copa Libertadores tras perder frente a Fluminense. En la segunda mitad, Martín Palermo sufrió una lesión, pero el juvenil Lucas Viatri lo reemplazó y le descontó once puntos a San Lorenzo. De esta forma, disputó un triangular frente a los de Boedo y Tigre. Boca venció a San Lorenzo y perdió frente a Tigre, pero igualmente festejo en La Bombonera.  
En el Torneo Apertura, Boca obtuvo el campeonato. El equipo debió recurrir a varios jugadores juveniles debido a las lesiones sufridas por varias de sus figuras titulares. La etapa regular del campeonato finalizó con un triple empate en el primer lugar de la tabla de posiciones, entre Boca, Tigre y San Lorenzo, debido a lo cual se jugó un desempate entre los tres, a un partido en cancha neutral. Boca venció a San Lorenzo (3:1) y fue derrotado en el último partido por Tigre (0:1), que a su vez había sido vencido por San Lorenzo (1:2), volviéndose a producir un triple empate, que fue finalmente resuelto a favor de Boca, por haber sido el equipo con mayor diferencia de gol en el triangular final. El juvenil Lucas Viatri, con 8 goles, fue el jugador de Boca que mayor cantidad de goles convirtió para el equipo. El mediocampista Sebastián Battaglia, fue considerado el mejor jugador del torneo, siendo el sostén del equipo en los momentos difíciles y el jugador más regular del equipo.

## Éxitos locales y sequía internacional (2009-2019)

### Sequía 2009 y 2010 y varios técnicos

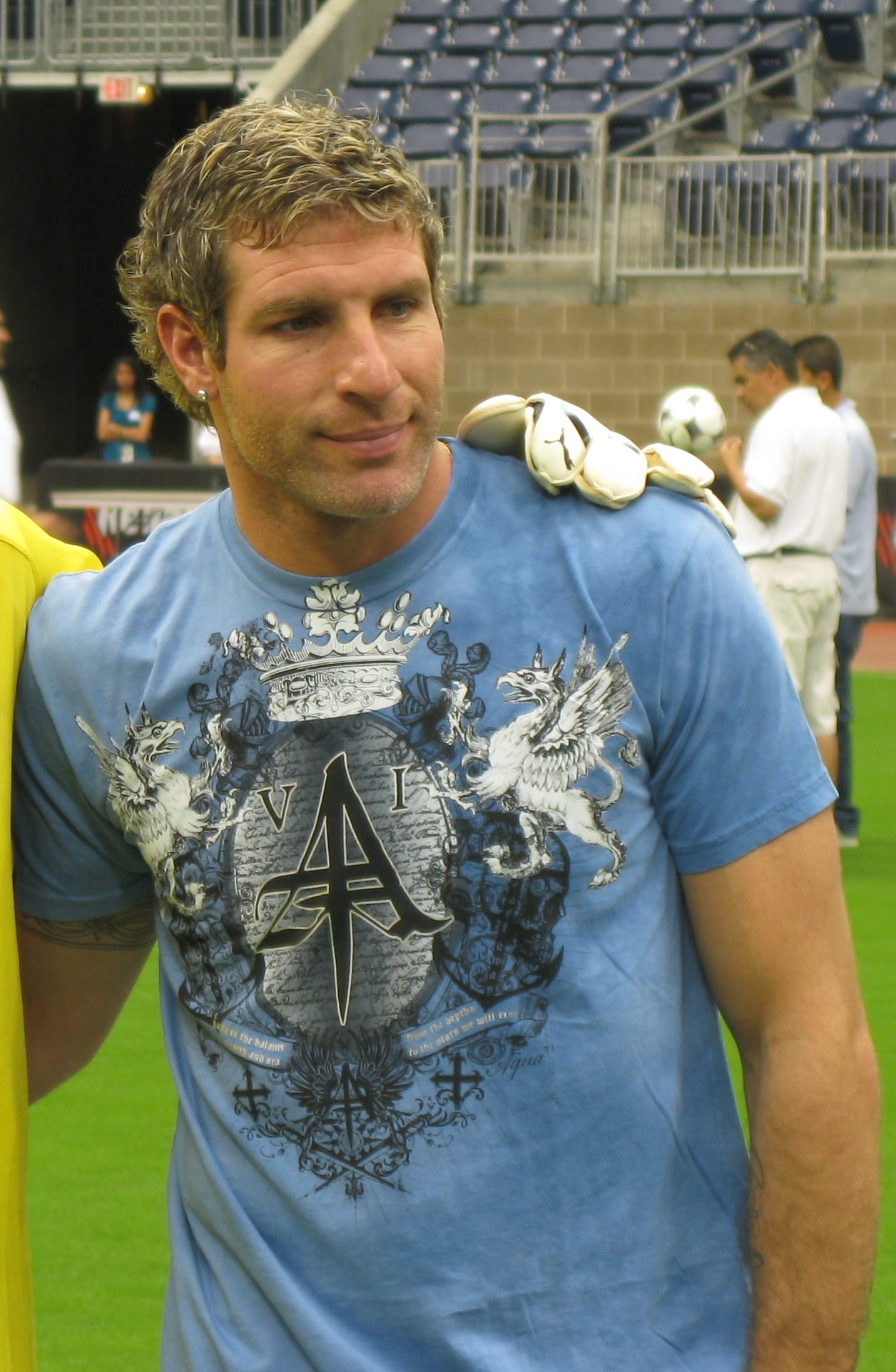
El 1 de marzo de 2009, durante el torneo Clausura, Martín Palermo se convirtió en el mayor goleador del club durante el profesionalismo al llegar a 195 goles en partidos oficiales como jugador de Boca. El 2 de marzo de 2010 consigue su gol n.º 218 en el club igualando a Roberto Cherro como máximo goleador de la historia del club.

En el Torneo Clausura, Boca salió en 14.º lugar, mientras que en la Copa Libertadores quedó sorpresivamente eliminado en octavos de final por Defensor Sporting. El 1 de marzo, durante el Clausura, Martín Palermo se convirtió en el mayor goleador del club durante el profesionalismo y segundo de la historia detrás de Roberto Cherro (218), al convertir un gol contra Huracán y llegar así a 195 goles en partidos oficiales como jugador de Boca. El mal desempeño deportivo llevó al despido de Carlos Ischia, siendo reemplazado por Alfio Basile, quien ya había tenido un breve pero exitoso desempeño como DT entre 2005 y 2006.
Tras el despido de Ischia como entrenador del equipo, el 1 de julio de 2009, Basile fue presentado oficialmente una vez más como entrenador de Boca Juniors, en lo que significa su vuelta al club después de 3 años.
El primer torneo que disputó fue la Copa Audi, un torneo amistoso creado por dicha compañía automotriz, junto a Manchester United, Bayern Múnich y AC Milan. El primer partido fue derrota 1:2 con el equipo inglés y el otro fue victoria 4:3 por penales luego de empatar 1:1 con el conjunto italiano, consiguiendo así el 3.º puesto.
Las prioridades para el club, tras la rápida eliminación de la Copa Sudamericana ante Vélez Sarsfield, era el Torneo Apertura de ese mismo año. Ante los malos resultados conseguidos en la primera parte del torneo especialmente en las derrotas con Atlético Tucumán, Estudiantes de La Plata y Godoy Cruz (que dejaron en dudas el cargo de Basile) lo que se quiso obtener era la tan ansiada clasificación a la Copa Libertadores, que finalmente no obtuvo ante los consecutivos malos resultados, saliendo en el 11.º lugar, 14 puntos menos que el campeón Banfield.
Tras dejar de lado el fracaso del año anterior Basile se preparaba para luchar el Torneo Clausura, pero los malos resultados obtenidos en el verano (derrota 1:4 con Estudiantes y derrota 1:3 con River Plate) hicieron que el entrenador renunciara a su cargo. Esto terminó de caldear los ánimos por la ribera tras un semestre pasado plagado de críticas y cuestionamientos hacia el «Coco». Pocos días después, en un clima de crisis, el mánager Carlos Bianchi presenta su renuncia aludiendo no soportar las presiones de la dirigencia xeneize.
A fines de enero de 2010, asume como director técnico Abel Alves. De esta manera comenzaba una nueva etapa en Boca. Sin embargo, el exdirector técnico de la división reserva no duraría mucho tiempo en el cargo, ya que se vio obligado a renunciar por una seguidilla de malos resultados y por dificultades en su relación con el plantel.
El 12 de abril de 2010, en el partido que Boca derrotó por 4:0 a Arsenal, asumió de manera interina Roberto «Tito» Pompei. Fue el encargado de dirigir al equipo hasta la finalización del torneo, logrando un balance de 3 victorias y 3 derrotas. Su sucesor fue Claudio Borghi, quien vino de salir campeón con Argentinos Juniors.
El 20 de mayo de 2010, Claudio Borghi es presentado como nuevo director técnico de Boca Juniors. Durante su dirigencia, llegaron al club 7 refuerzos: Juan Manuel Insaurralde, Matías Caruzzo, Cristian Cellay, Damián Escudero, Clemente Rodríguez y Cristian Lucchetti. Además, renovaron sus contratos Martín Palermo (por un año) y Juan Román Riquelme (por 4 años y luego de dos meses de duras negociaciones).
Su debut en la banca xeneize se produjo el 9 de julio de 2010 en un partido amistoso en Brasil frente al Palmeiras, donde Boca derrotó al conjunto paulista por 2:0 que marcó la despedida del Estadio Palestra Itália que fue cerrado por remodelación.
Luego del triunfo ante el equipo brasilero, Borghi y un plantel integrado mayormente por suplentes y algunos refuerzos, viajó por primera vez en su historia a Oceanía para disputar dos amistosos. El primero de ellos fue el 16 de julio contra Melbourne Victory, el único tanto del encuentro lo marcó el juvenil Marcelo Cañete -lo mejor del equipo- a los 40 minutos de la primera etapa con una buena jugada individual en un partido con mucho roce y pierna fuerte.
En el último encuentro de la gira de amistosos, disputado el 23 de julio ante Wellington Phoenix. El equipo de Borghi cayó 1:2, partido en el que ninguno de los xeneizes pudieron marcar un gol, ya que el único tanto a favor fue un gol en contra.
En el Torneo Apertura, los xeneizes quedaron fuera de la competencia tras una seguidilla de malos resultados, lo que motivó al entrenador a presentar su renuncia, que fue rechazada por el presidente. Luego de la derrota en el clásico ante River Plate (0:1), Borghi presentó su renuncia a la dirección del equipo. Boca terminó el año bajo otro interinato de Pompei finalizando en el 12.º lugar.

### Campeón deApertura 2011y despedida deMartín Palermo
En enero de 2011, Boca contrató a Julio César Falcioni para dejar los malos resultados atrás. Pese a las expectativas generadas, y tras ser catalogado como candidato al título, tuvo un pésimo inicio en el Clausura, quedando fuera de la pelea rápidamente. Sin embargo, promediando el campeonato, logra recuperarse y consigue mantenerse invicto por 10 fechas y ganar el último superclásico ante River Plate. Acabó en el 7.° puesto, la mejor ubicación obtenida en los últimos torneos luego del Apertura 2008. En ese mismo torneo se retiró el ídolo xeneize Martín Palermo, luego de meter 236 goles en el club, convirtiéndose en el máximo goleador en la historia del club.
El 4 de diciembre de 2011, después de tres años, Boca se consagró campeón del Torneo Apertura con dos fechas de anticipación, venciendo por 3:0 a Banfield, logrando así su trigésimo título local. Boca terminó el campeonato invicto, con 12 triunfos y 7 empates, logrando 43 puntos y con 12 puntos de ventaja sobre su perseguidor. Además, Boca fue el equipo que menos goles recibió, con 6 tantos, récord en torneos cortos. En la última fecha, venció a All Boys por 1:0 en La Bombonera.
El 4 de febrero de 2012, se realizó el partido homenaje a Martín Palermo, donde concurrieron varios ídolos de la institución, como Carlos Bianchi, Jorge Bermúdez, Rodolfo Arruabarrena, entre otros.
En el Clausura 2012, con las incorporaciones de Santiago Silva y Pablo Ledesma, Boca tuvo un gran comienzo de torneo. La felicidad duró hasta la fecha 17 cuando, a tan solo 3 fechas de finalizar el torneo, Boca flaqueó y tuvo una racha negativa de dos derrotas y un empate. En la última fecha pierde ante All Boys por 1:3, con un equipo lleno de juveniles y suplentes, y termina en la 4.ª posición. 

### Finalista deCopa Libertadores 2012y obtención deCopa Argentina 2011-12
En la Copa Libertadores disputó la final, tras superar en octavos de final a la Unión Española, en cuartos a Fluminense, y en semifinales a la Universidad de Chile. Disputando por décima ocasión la final del torneo, perdió en un global de 1:3 contra Corinthians (1:1 en La Bombonera y 2:0 en El Pacaembú).
Luego del partido, Juan Román Riquelme anunció que no continuará en el club. De todas formas Juan Carlos Crespi, vicepresidente, aclaró que seguramente Juan Román Riquelme volvería a Boca.
En el segundo semestre de 2012, Boca ganó la Copa Argentina disputada en San Juan, frente a Racing Club por 2:1 con goles de Santiago Silva y Lucas Viatri.
En el Torneo Inicial, Boca culminó en sexta posición. En la última fecha, se retiró del club el ídolo, Rolando Schiavi, para jugar al Shanghái Shenhua. La participación de Boca en la Copa Sudamericana fue corta, ya que el club quedó eliminado de la misma en la segunda fase por Independiente.
Por haber ganado la Copa Argentina, el Xeneize se enfrentó a Arsenal, campeón del Torneo Clausura, por la Supercopa Argentina, en la ciudad de Catamarca el 7 de noviembre de 2012. El encuentro terminó empatado en 0, y posteriormente fue victoria de Arsenal (3:4) en la definición por penales.
Dos días después del final del torneo, el presidente del club Daniel Angelici no le renovó el contrato a Julio César Falcioni, poniéndole fin a sus casi 2 años de mandato.

### Sequía de títulos en 2013 y 2014 con Bianchi
El 17 de diciembre de 2012, Carlos Bianchi, el entrenador más ganador en la historia del fútbol argentino, volvió a Boca Juniors para finalmente «despertarse de la siesta» y tener su tercer ciclo como DT del club. El 8 de febrero de 2013, se anunció el regreso del ídolo Juan Román Riquelme al primer equipo de Boca Juniors, luego de 6 meses de inactividad.
En el Torneo Final, la campaña fue decepcionante: por primera vez Boca concluyó penúltimo, además de establecer la peor racha de partidos sin victorias: doce partidos. Además, sufrió algunas duras derrotas(1:6 frente a San Martín de San Juan, 0:3 San Lorenzo y 0:4 frente a Newell's Old Boys). Simultáneamente jugó la Copa Libertadores en donde clasificó segundo en su grupo. En octavos de final se tomó revancha y eliminó al Corinthians. En el partido de vuelta, Juan Román Riquelme se convirtió en el máximo goleador del club en la Copa Libertadores, con 25 tantos. Sin embargo, cayó en cuartos de final por Newell's Old Boys en una dramática tanda de penales (9:10).
En la Copa Argentina quedó eliminado por 1:3 en octavos de final frente a All Boys, terminando una temporada para el olvido.
En el Torneo Inicial, Boca mostró una mejoría notable en comparación con el anterior torneo y estuvo cerca de la punta en todo el torneo, pero debido a la gran cantidad de lesiones, no se pudo formar un once ideal. En la fecha 10, ganó el superclásico en El Monumental por 1:0 con gol de Emmanuel Gigliotti. Boca no ganaba en esa cancha desde el Apertura 2008. El xeneize terminó 6.° en un torneo mediocre donde San Lorenzo se coronó campeón con 33 puntos.
En el Torneo Final, Boca tuvo un pésimo comienzo en el que cosechó 12 puntos en 9 partidos. Pero el clímax llegó en la fecha 10 cuando perdió el superclásico por 1:2 en La Bombonera, luego de 10 años de invicto. Sin embargo, en la fecha 15, comenzó una serie de victorias consecutivas que durarían hasta el final del campeonato. El 11 de mayo de 2014, Juan Román Riquelme se convirtió en el jugador con más partidos disputados en La Bombonera, con 206 partidos. Terminó en 2.° lugar, a 5 puntos del campeón, River Plate.
Tras la Copa Mundial de Fútbol, la AFA estableció un torneo de «transición» de cara a 2015, con un nuevo torneo de 30 equipos.
De cara a la temporada 2014, se produjeron las salidas de Juan Manuel Sánchez Miño, Claudio Riaño, Diego Rivero y Diego Perotti. Se ficharon a Andrés Chávez, Gonzalo Castellani, Jonathan Calleri, Federico Carrizo, José Pedro Fuenzalida y César Meli.
Sin embargo, lo que más sorprendió fue la desvinculación definitiva de Juan Román Riquelme para continuar su carrera en Argentinos Juniors.
Boca debutó oficialmente en la temporada compitiendo en la Copa Argentina, quedando eliminado en los dieciseisavos de final por 0:2 contra Huracán, que finalmente fue el campeón.
En el Torneo de Transición, Boca comenzó con una derrota por 0:1 de local frente a Newell's Old Boys. El 28 de agosto de 2014, por los malos resultados y el mal momento futbolístico, la Comisión Directiva decidió rescindirle el contrato a Carlos Bianchi. Un día después, Daniel Angelici anunció como nuevo director técnico a un exjugador de la institución, Rodolfo Arruabarrena.
Tras asumir como director técnico, el Vasco debutó en La Bombonera frente a Vélez Sarsfield por la fecha cinco ganando por 3:1 con goles del Cata Díaz, Marcelo Meli y Andrés Chávez.
En la Copa Sudamericana, llegó a semifinales. En esta instancia se encontró con el rival de toda la vida, River Plate, luego de 10 años en competencias internacionales. En el partido de ida, en un partido muy friccionado terminó en 0:0. Finalmente, en el El Monumental, Boca perdió 0:1 con gol de Leonardo Pisculichi. Por llegar a esta instancia, clasificó a la Copa Libertadores. En el plano nacional, luego de la llegada del Vasco, Boca mejoró notablemente su juego, llegando a pelear el título pero nunca lo pudo concretar debido a los altibajos en los resultados. Sin embargo, luego de la semifinal perdida contra River Plate, sufrió un bajón futbolístico que lo llevó a posicionarse en 5.ª posición.
Boca empezó la pretemporada con una derrota frente a Racing Club por 1:4 y un empate por dos frente a Vélez Sarsfield. Luego de ocho encuentros, Boca le ganó a River Plate en los dos partidos. El primero por 1:0 con gol de Franco Cristaldo. En el segundo superclásico, los xeneizes aplastaron a River Plate por 5:0, convirtiéndose en la mayor goleada en la era profesional en amistosos de verano.
En el desempate del primer puesto de la tabla general del Campeonato de Primera División 2013-14 derrotó a Vélez Sarsfield por 1:0 con gol de Nicolás Colazo. Gracias a esta victoria, clasificó al grupo 5 de la Copa Libertadores.
Se produjeron varios refuerzos, en los que se destacaron Marco Torsiglieri, Nicolás Lodeiro, Pablo Pérez, Gino Peruzzi y Daniel Osvaldo, con el objetivo de ganar la Copa Libertadores.
En la Copa Libertadores, clasificó primero en su grupo con puntuación ideal y primero en la tabla general, haciendo la mejor campaña de la fase de grupos en la historia de la competición. Como primero de la tabla general, se enfrentó al último que, casualmente, fue River Plate. El primer partido, jugado en el Monumental, terminó perdiendo el conjunto visitante por 0-1 con gol de Carlos Sánchez de penal. Luego de un ataque con gas pimienta a los jugadores de River en el entretiempo del partido de vuelta, la Conmebol sancionó a la institución con una multa de 200 000 USD y la descalificación de la Copa Libertadores, dando por terminada la participación de Boca en esta instancia.
Durante el primer semestre, Boca se mantuvo en los primeros puestos del torneo, en calidad de invicto. Sin embargo, tras la descalificación de la Copa Libertadores el equipo sufrió dos derrotas consecutivas. El club de la ribera terminó el semestre perdiendo la punta, el invicto y eliminado del torneo continental, que era el gran objetivo del semestre y por el que la dirigencia invirtió millones en refuerzos para obtenerla.

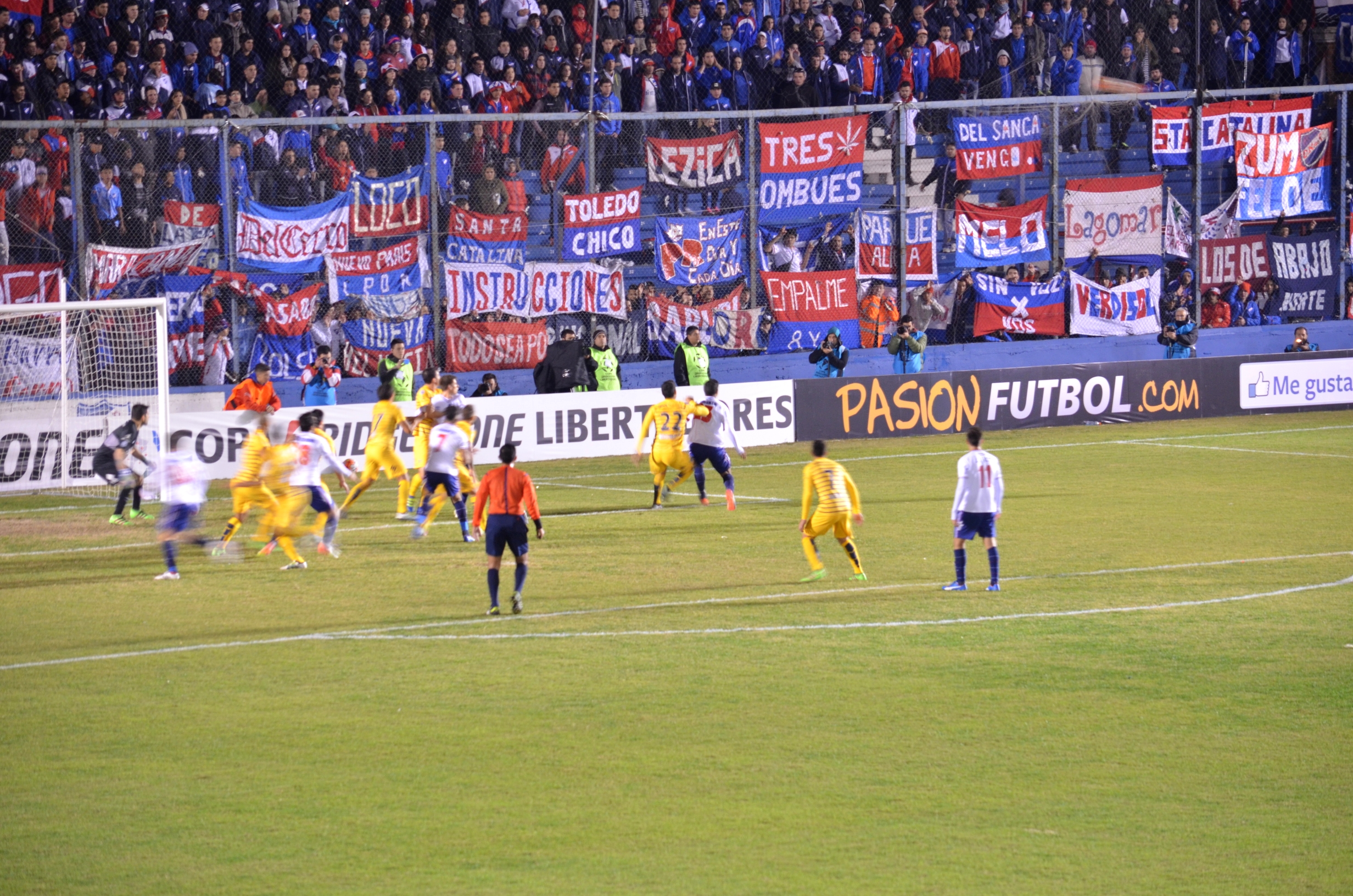
Partido de ida entre Nacional y Boca Juniors, por los cuartos de final de la Copa Libertadores 2016.

El 26 de junio de 2015, luego de casi once años, Carlos Tévez vuelve a Boca Juniors. Esto es lo que dijo el presidente Daniel Angelici:

Es una día de alegría y enorme satisfacción. El regreso de Carlos, en un momento extraordinario de su carrera, es una noticia fantástica para todos los socios e hinchas de Boca y también para todo el fútbol argentino. Su vuelta le dará otro salto de calidad al gran plantel que tenemos. Vamos a construir todos, dirigentes, cuerpo técnico, jugadores e hinchas, los éxitos deportivos que Boca se merece.

Mientras tanto, Marco Torsiglieri y Daniel Osvaldo abandonaron la institución.
El día 13 de junio de 2015, Carlos Tévez convocó a 60 000 personas en La Bombonera, en motivo de su presentación. El acontecimiento batió el récord como la presentación más convocatoria en la historia del fútbol argentino y se ubicó tercero en el ranking mundial.

### Campeón dePrimera División 2015yCopa Argentina 2015-16
El 1.º de noviembre de 2015, Boca se consagró campeón del Campeonato de Primera División con una fecha de anticipación, al ganar 1:0 en La Bombonera frente a Tigre con gol de Fabián Monzón, logrando así su trigésimo primer título de Primera División (vigésimo quinto desde el inicio de la era profesional).
Tres días después, Boca se consagró campeón de la Copa Argentina realizando una brillante campaña, ganando todos los partidos y recibiendo apenas un gol. La consagración se dio en Córdoba al ganarle 2:0 a Rosario Central, con goles de Nicolás Lodeiro y Andrés Chávez, en un partido polémico por los fallos arbitrales. Con estos dos títulos, el Xeneize consiguió el doblete.

### Éxitos domésticos y sequías internacionales 2016-2019
Durante la pretemporada, volvieron al club Daniel Osvaldo, Federico Carrizo y Juan Manuel Insaurralde. Se produjeron los refuerzos de Leonardo Jara, Jonathan Silva y Frank Fabra, mientras que salieron del club Fabián Monzón, Franco Cristaldo y Jonathan Calleri.
Al inicio de la temporada, el club disputó la Supercopa Argentina. Como había ganado el torneo y la copa de la temporada pasada, el reglamento estipula que el rival debía ser el subcampeón del torneo, San Lorenzo. El resultado fue de 0:4 con una floja actuación del conjunto xeneize, tanto individual como grupal. Luego de la derrota contra Racing por 1-0 el Vasco Arruabarrena fue despedido del Club, por lo malos resultados. Con esa despedida, llegó al club Guillermo Barros Schelotto
En la Copa Libertadores de América de 2016, Boca llegó hasta las semifinales cuando fue eliminado por Independiente del Valle de Ecuador, tras perder 2-1 en la ida y 3-2 en la vuelta. A pesar de los malos resultados en la Copa Libertadores, el club ganó los torneos de Primera División 2016-2017 y 2017-2018. 
En 2018 Boca jugó una final histórica, de desarrollo escandaloso, por la Copa Conmebol Libertadores 2018, ante su clásico rival, el River Plate. El partido de ida se jugó en la Bombonera el día 11 de noviembre con empate 2-2, y al momento de jugarse la revancha en el Monumental, el micro que transportaba a los jugadores de Boca fue atacado a piedrazos por simpatizantes de River Plate. Los graves incidentes llegaron a causar la renuncia del secretario de Seguridad del Gobierno de la Ciudad de Buenos Aires. Inicialmente Boca se negó a jugar la revancha y solicitó la descalificación de River, pero la CONMEBOL rechazó la solicitud (a pesar de lo sucedido en los octavos de final de la Copa Libertadores 2015) y ordenó jugar el partido en Europa, el 9 de diciembre en el estadio Santiago Bernabéu, donde Boca perdió por 3 a 1 en tiempo suplementario tras quedarse con dos jugadores menos por la expulsión del mediocampista Wilmar Barrios y la desafortunada lesión de Fernando Gago (el DT ya había agotado los cambios permitidos). El partido final fue transmitido únicamente por cable prepago, alcanzando una audiencia récord en Argentina para un canal de cable, de 40 puntos de índice de audiencia. En los días posteriores, se anunció que Guillermo Barros Schelotto dejaría de ser el técnico de Boca. Dos meses más tarde, se confirmó que Fernando Gago abandonaría el club xeneize tras la rotura del tendón de Aquiles sufrida en su último partido.
En 2019 con Gustavo Alfaro como técnico Boca se consagra campeón de la Supercopa Argentina 2018 tras derrotar por penales 6-5 al Club Atlético Rosario Central luego de igualar 0-0 en tiempo reglamentario sumando así su título número 68, sin embargo perdería la final de la Copa de la Superliga 2019 contra Club Atlético Tigre por 2-0, y luego caería eliminado por 3-1 en penales de la Copa Argentina 2019 contra el Club Almagro. En julio de 2019, llegó a Boca un refuerzo de notable trayectoria y campeón de la Copa del Mundo de 2006, el italiano Daniele De Rossi. Tras jugar toda su carrera en AS Roma, el mediocampista decidió jugar en el club al cual admiraba desde chico. Jugó siete encuentros, cuatro como titular, y convirtió un gol en su debut ante Almagro. En la Copa Libertadores 2019, Boca caería en semifinales ante el Club Atlético River Plate tras perder por 2-0 en el Monumental y ganar en la Bombonera por 1-0. En las elecciones del mes de diciembre, es elegido presidente Jorge Ameal, con Juan Román Riquelme y Mario Pergolini como vicepresidentes, tras derrotar al oficialismo encabezado por Christian Gribaudo y finalizando el mandato de Angelici. El 23 de diciembre Alfaro se despide de Boca luego de que su contrato no sea renovado siendo reemplazado por Miguel Ángel Russo como nuevo DT siendo ésta la segunda oportunidad de Russo como DT tras la obtención de la Copa Libertadores 2007.

### Campeón de laSuperliga Argentina 2019-20
En marzo de 2020 Boca llegaba segundo con 45 puntos a la última fecha de la Superliga Argentina 2019-20 luego de golear a Colón por 4-0 y debía jugar con Gimnasia y Esgrima La Plata (dirigido en ese momento por Diego Maradona) al mismo tiempo que River puntero en el campeonato, quien había empatado con Defensa y Justicia por 1-1 con 46 puntos debía jugar contra  Atlético Tucumán; un empate o derrota del millonario lo dejaba con el título siempre y cuando derrote a Gimnasia mientras que una victoria de River declararía campeón al club de Núñez. Al final, en un partido muy emotivo, y gracias a un gol de Carlos Tévez acabaría en victoria 1-0 y el empate de River ante Atlético por 1-1 le daría el título al equipo Xeneize sumando así su título número 69 y el segundo del ciclo de Russo. Unos días después vencería por 4-1 al Club Deportivo Godoy Cruz Antonio Tomba en la primera fecha de la Copa de la Superliga 2020 antes de la suspensión y posterior cancelación del torneo por la pandemia de COVID-19.
En la Copa Libertadores 2020, enfrentó al Inter de Porto Alegre en octavos de final tras haber clasificado cómo líder en el Grupo H con 4 victorias (3-0 vs Independiente Medellín 2-0 vs Libertad 1-0 vs Independiente Medellín y 3-0 vs Caracas Fútbol Club) y 2 empates (2-2 vs Caracas y 0-0 vs Libertad). Tras haber ganado 1-0 con gol del apache Carlos Tévez y haber perdido 1-0 en el partido de vuelta en La Bombonera jugando un flojo partido en dónde Frank Fabra anotó en contra el único gol del partido, Boca se clasificó tras ganar por penales 5-4. Edwin Cardona falló un penal y convirtieron Tévez, Eduardo Salvio, Fabra, Carlos Izquierdoz y Leonardo Jara. En cuartos de final enfrentó a Racing (quién eliminó al vigente campeón Flamengo por penales 5-3 luego de empatar en el global 2-2), tras haber perdido por 1-0 de visitante en el Cilindro de Avellaneda ganó por 2-0 con goles de Salvio y Villa de penal en La Bombonera y clasificó a semifinales en donde enfrentó al Santos. El partido de ida en la Bombonera terminó 0-0. El partido de vuelta en Brasil terminó 3-0 a favor de Santos resultando así en la eliminación de Boca en la Copa Libertadores 2020.

## Gestión Riquelme (2020-presente)

### Campeón de laCopa de la Liga Profesional 2020
Ya con una nueva dirigencia conformada en el ámbito local, Boca disputó la final de la Copa de la Liga Profesional de Fútbol de AFA 2020, renombrada como Copa Maradona, contra Banfield, tras salir primero en las dos zonas que jugó, donde enfrentó a Lanús, Newell's y Talleres (Primera fase) y en la Fase Campeonato a Arsenal, Argentinos, Independiente, River y Huracán. La final contra Banfield terminó 1-1 en los 90 minutos de partido, tras un gol desde afuera del área de Edwin Cardona (64') y el empate posterior sobre el final del partido, con un gol de cabeza de Luciano Lollo (90+6'). A los 88 minutos, Emmanuel Más fue expulsado por doble amonestación y, en tiempo agregado, Diego González se retiró del campo por una lesión (Boca ya había agotado los cambios). Es decir, al momento del empate de Banfield, Boca jugaba 9 contra 11 (dos jugadores menos). Al terminar el partido, Boca derrotó a Banfield en los penales, con un marcador de 5-3, marcando Tévez, Villa, Salvio, Izquierdoz y Buffarini, consagrándose campeón de la Copa Diego Maradona.

### Campeón de laCopa Argentina 2019-20
Para el primer semestre de 2021, la Liga Profesional de Fútbol organizó la Copa de la Liga Profesional 2021. Los 26 equipos se dividieron en dos zonas y Boca disputó la zona B junto a Independiente, Vélez, Newell's, Atlético Tucumán, Talleres, entre otros clubes. El equipo de Russo finalizó 2° en su zona a 9 puntos del líder Vélez, por lo que tuvo que enfrentar en la siguiente fase al 3° de la zona A, o sea, su clásico River Plate. En esta ocasión Boca tuvo mejor suerte y venció a su eterno rival por penales 4-2 tras igualar 1-1 en la Bombonera. En las semifinales contra Racing, disputadas en San Juan, tras empatar 0-0 en el tiempo reglamentario fue derrotado por penales 4-2, luego de que Tévez y Diego González fallaran sus tiros.
En la Copa Libertadores 2021, Boca compartió el grupo C con Santos, Barcelona de Guayaquil y The Strongest. Aunque tuvo un buen comienzo con victorias frente a The Strongest en La Paz y contra Santos en Buenos Aires, luego sufrió dos derrotas consecutivas en Guayaquil y en Vila Belmiro. Finalizó 2° en el grupo tras empatar con Barcelona y golear a The Strongest, ambos partidos en la Bombonera. El 1 de junio se sortearon los octavos de final donde el rival resultó ser Atlético Mineiro, el equipo mejor clasificado de la fase de grupos. Disputó dicha serie el 13 y el 20 de julio, quedando eliminado polémicamente de la copa por penales 3-1 luego de que se le anularan 2 goles lícitos durante la serie (uno en la ida de Diego González y el otro en la vuelta de Marcelo Weigandt). Poco después de terminado el encuentro, se produjeron incidentes y peleas en los vestuarios del Mineirão entre los jugadores de Boca, el personal de seguridad del estadio y el plantel de Atlético Mineiro, terminando detenidos varios jugadores del plantel Xeneize.
Afuera de la Libertadores, Boca sólo pudo competir en la Copa Argentina y el torneo local. En la Copa Argentina 2019-20, disputada en 2021 debido a la pandemia de COVID-19, Boca eliminó a Claypole y a Defensores de Belgrano en 32avos y 16avos de final respectivamente. En los octavos, enfrentó a su archirrival River Plate y lo derrotó por penales tras igualar 0 a 0 en el tiempo reglamentario. A pesar de este importante triunfo, el andar en el Campeonato de Primera División no comenzó bien para el equipo de Russo. Tras un empate frente a Unión en Santa Fe por la primera fecha, Boca se vio afectado por los incidentes en Brasil contra Atlético Mineiro. Los siguientes 2 partidos, los debió disputar con el equipo de la reserva, dirigidos por Sebastián Battaglia, ya que el plantel profesional tuvo que cumplir aislamiento obligatorio. En inferioridad de condiciones, "los pibes de Boca" consiguieron un meritorio y milagroso empate frente visitando a Banfield y una dolorosa derrota de local frente a San Lorenzo. Tras la vuelta de Russo y el plantel profesional, el equipo obtuvo dos empates, contra Talleres en Córdoba y contra Argentinos Jr. en la Bombonera. En la 6ª fecha, perdió contra Estudiantes en La Plata, y con el equipo en las últimas posiciones y sin victorias oficiales en 10 partidos, los dirigentes del club acordaron en despedir a Russo, nombrando como sucesor a Sebastián Battaglia.
Sebastián Battaglia arrancó con dos victorias en sus primeros dos partidos, ante Patronato por 1-0 en la Bombonera, y ante Platense por 3-1 en Vicente López. El 22 de septiembre se enfrentó a Patronato por los cuartos de final de la Copa Argentina 2019-20 en Santiago del Estero. Luego de un 0-0 en el tiempo regular, Boca ganó (4-2) por penales y avanzó a semifinales después de seis años. El 3 de octubre, Battaglia llevó su invicto de ocho partidos a El Monumental pero pierde el invicto a manos de su clásico rival, River Plate. Después de esta dura derrota, recibiría a Lanús con público en la Bombonera después de 578 días (a causa de la pandemia del Covid 19), en un partido que terminó ganando 4 a 2. Dos semanas después, pierde dos partidos seguidos ante Vélez Sarsfield y Gimnasia y Esgrima de La Plata. El 3 de noviembre, enfrentaba a Argentinos Juniors por las semifinales de la Copa Argentina 2019-20, llegando con muchas dudas para el duelo, pero terminó ganando 1 a 0. Entre el 24 de noviembre y 4 de diciembre disputó tres partidos y no pudo ganar ninguno de ellos (derrota ante Independiente y dos empates frente a Newell's Old Boys y a Arsenal Fútbol Club), llegando a la final de la Copa Argentina con mucha incertidumbre 
sobre la continuidad de Sebastián Battaglia. 
El 8 de Diciembre, Boca enfrentó a Talleres en la final de la Copa Argentina 2019-20, en el tiempo reglamentario terminó 0 a 0 en un partido muy trabado y con un jugador menos en la mayor parte del Segundo Tiempo, por la expulsión de Juan Ramírez. Se tuvo que definir todo por la definición desde los 12 pasos, resultando vencedor Boca Juniors tras ganar 5:4 por penales. Siendo el primer título de Sebastián Battaglia como DT (Título compartido con Miguel Ángel Russo por dirigir los primeros tres partidos de la Copa Argentina 2019-20), también es el más ganador con Boca Juniors junto a Guillermo Barros Schelotto, ambos tienen 18 títulos ganados (como jugadores y DTs), así, la temporada 2021 de Boca Juniors, finalizó con dos títulos obtenidos, la Copa de la Liga Profesional 2020, obtenida en marzo de 2021 y la Copa Argentina 2019-20, obtenida en diciembre de 2021.

### Campeón de laCopa de la Ligay laLiga Profesionalen 2022
El 2022 del Xeneize, empezó de forma positiva, con un mercado de pases relevante en el que se anunció el fichaje de Darío Benedetto, proveniente del Elche Club de Fútbol. Boca, ya disputando la Copa de la Liga Profesional 2022, se adentró en la Copa Libertadores 2022, en el grupo E junto a Corinthians, Deportivo Cali y Always Ready. Boca debutó en la Libertadores el 5 de abril de ese mismo año, siendo derrotado en Palmira por Deportivo Cali (2:0), posterior a esto recibió a Always Ready en Buenos Aires, el partido finalizó 2:0 a favor del equipo de La Ribera. En São Paulo perdió con Corinthians (2:0) y se posicionó en los primeros tres partidos con tres puntos únicamente. El 4 de mayo de ese mismo año venció a Always Ready en La Paz por 0:1 y empató con Corinthians en La Bombonera 1:1. El Xeneize recibió en la última fecha a Deportivo Cali, y terminó derrotándolo 1:0, así asegurando su clasificación a las instancias eliminatorias. Boca finalizó como último primero con diez (10) puntos en seis (6) partidos jugados.
En mayo del año 2022, Battaglia, ganó su segundo título como DT de Boca, la Copa de la Liga Profesional 2022, eliminando en cuartos de final a Defensa y Justicia por 2-0, en semifinales a Racing Club por tanda de penales (6-5) y en la final superando a Tigre por 3-0.
En junio de ese mismo año, se enfrentó con Corinthians, nuevamente, esta vez por los octavos de final de la Copa Libertadores 2022. El primer partido en el estadio Neo Química Arena finalizó 0:0. En la vuelta en Buenos Aires, el partido también finalizó 0:0, en medio del encuentro Darío Benedetto erró un penal. El resultado en cero derivó a los equipos a la tanda de penales, la cual terminó 6-5 a favor del equipo brasileño. Agustín Rossi atajó dos penales en dicha tanda, Sebastián Villa, Juan Ramírez y Darío Benedetto erraron sus penales, mientras que Marcos Rojo, Carlos Izquierdoz, Pol Fernández, Óscar Romero y Alan Varela, convirtieron los suyos respectivamente. Battaglia, fue cesado de su cargo el 6 de julio de 2022 después de su eliminación ante Corinthians.
El 23 de octubre de 2022, los ahora dirigidos por Hugo Ibarra, se consagran campeones del Campeonato de Primera División tras empatar 2-2 con Independiente en la última fecha, superando a Racing Club por 2 unidades.
El 6 de noviembre de 2022, el conjunto boquense pierde la final del Trofeo de Campeones de la Liga Profesional, ante Racing Club por 2-1 (que disputó esta copa por ser subcampeón de la Liga Profesional, y tras haberle ganado un partido de desempate a Tigre, subcampeón de la Copa de la Liga). El partido llegó hasta el minuto 120' del suplementario, y no se pudo reanudar por insuficiente cantidad de jugadores xeneizes al ser expulsados.

### Final deCopa Libertadores 2023, debacle futbolística y vuelta al Mundial de Clubes
Boca Juniors inició el 2023 con una derrota ante Racing Club en la Supercopa Internacional 2022 en Abu Dabi (2-1). En marzo, ganó la Supercopa Argentina 2023 al vencer 3-0 a Patronato, pero días después renunció el DT Hugo Ibarra, siendo reemplazado interinamente por Mariano Herrón hasta la llegada de Jorge Almirón en abril. En la Liga terminó 7° con 44 puntos. 

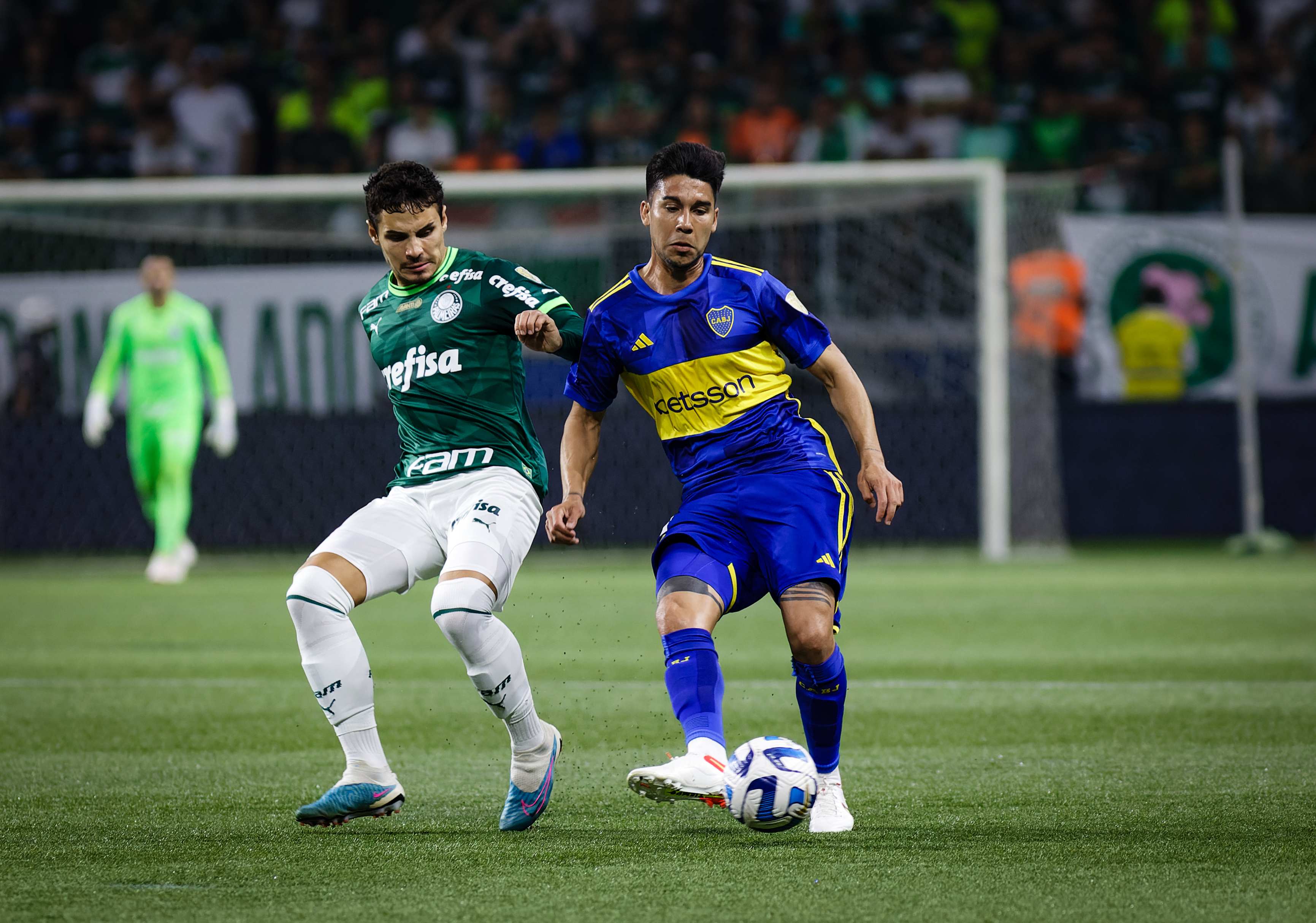
Partido entre Boca Juniors y Palmeiras en la semifinal de la Copa Libertadores 2023.

En la Copa Libertadores 2023 lideró su grupo con 13 puntos. En octavos, cuartos y semifinal eliminó a Nacional, Racing Club y Palmeiras, todos definiendo desde series de penales, pero perdió la final contra Fluminense (2-1) en el Maracaná. De esta manera, se acabó la ilusión de Boca Juniors, la cual se había acrecentado en las redes sociales por una serie de coincidencias con otros certámenes, ganados justamente por los de La Ribera, a través de conspiraciones numerológicas con el «7». Tras la derrota, Almirón renunció y Herrón asumió nuevamente. Boca quedó 7° en la Copa de la Liga y 6° en la tabla anual, siendo eliminado de la Copa Argentina por Estudiantes La Plata en semis (3-2), lo que lo dejó sin clasificación a la Libertadores 2024. En diciembre, Juan Román Riquelme ganó las elecciones presidenciales, superando a la formula de Ibarra-Macri.
En 2024, Diego Martínez asumió como DT y llevó al equipo a semis de la Copa de la Liga, eliminando a River en cuartos (3-2), pero cayendo ante Estudiantes La Plata por penales. En la Sudamericana quedó 2° en su grupo y avanzó hasta octavos, donde fue eliminado por Cruzeiro. A pesar de la mala campaña, el Xeneize clasificó a la Copa Mundial de Clubes de la FIFA 2025 por ranking. En septiembre, la crisis se agravó con una derrota ante Racing Club en el Cilindro (2-1), con un mal partido de Sergio Romero, seguida por otra caída en el superclásico ante River (1-0) en la Bombonera, lo que generó incidentes con los hinchas. Martínez renunció y asumió Fernando Gago, lo que no fue suficiente para intentar volver a pelear por la liga, en la que acabaría 6° con 42 puntos. En la Copa Argentina llegó nuevamente a semis, perdiendo 4-3 ante Vélez y cerrando así un año sin títulos, pero por medio de la tabla anual logró clasificar a la Fase 2 de la siguiente Copa Libertadores.
El 25 de febrero de 2025, Boca quedó eliminado en la fase 2 de la Libertadores tras perder por penales contra Alianza Lima en la Bombonera. Los hinchas del equipo demostraron su desapruebo al plantel, cuerpo técnico y dirigencia. Edinson Cavani, quien erró la última chance de clasificación perdiendo una anotación debajo del arco antes de finalizar el encuentro, pidió disculpas vía redes sociales. El 29 de abril de ese año, después de perder frente a River Plate por 2-1, Gago fue destituido de su cargo, dejando así a Boca clasificado a octavos de final del Campeonato de Primera División 2025 y con un técnico vacante a dos meses del Mundial de Clubes.
Tras esto, Mariano Herrón asumió nuevamente como DT interino las etapas finales del Torneo Apertura en el que Boca cayó con Independiente por 0-1 en los cuartos de final. Esto, rápidamente activó la tercera vuelta de Miguel Ángel Russo para estar a cargo del plantel profesional de cara a la Copa Mundial de Clubes de la FIFA, en la que el Xeneize enfrentaría al Benfica, Bayern de Múnich y Auckland City respectivamente. El 16 de junio,  Boca debutó frente a Benfica en el Hard Rock Stadium en un reñido partido que terminó 2-2, los goles del Xeneize los convertieron Miguel Merentiel y Rodrigo Battaglia. El 20 de junio, Boca enfrentó al Bayern Múnich en el mismo estadio, en un encuentro en el que fue ampliamente superado desde el inicio con un tanto de Harry Kane, sin embargo, con un descuento de Merentiel, el Xeneize sometió al equipo alemán, pero Olise convirtió el 2-1 final.  El 24 de junio, Boca disputaría su último partido enfrentando al semiprofesional Auckland, y empatando 1-1 con una impresión general muy pobre que logró el repudio del hincha, y con solamente dos puntos, el Xeneize quedaría eliminado de la competición.

## Cronología
| \| Referencias: : Indica los títulos internacionales. : Indica los títulos nacionales. : Indica un título honorífico no oficial. - 1905: Fundación del club, el 3 de abril. Disputa del primer partido, el 21 de abril, contra Mariano Moreno (Victoria 4-0). Inscripción en la Copa Villa Lobos. - 1906: Inscripción en la Liga Central de Football. - 1907: Inscripción en la Asociación Porteña de Football. El azul y el amarillo son elegidos como los colores del club. Disputa del primer partido internacional contra Universal de Montevideo (Derrota 1-2). Campeón de la Copa Reformista, título no oficial en la actualidad. - 1908: Inscripción en la Segunda División de la Argentine Football Association. Eliminado en semifinales del Campeonato de Segunda División. Campeón de la Copa Barone de la Liga Albion, título no oficial en la actualidad. - 1909: Participación en el Campeonato de Segunda División. - 1910: Subcampeón del Campeonato de Segunda División. - 1911: Participación en la División Intermedia. - 1912: Participación en la División Intermedia. Promovido a la Primera División (AAF). - 1913: 5.ª posición de la Primera ronda; 2.ª posición en la Zona B (Segunda ronda) del Campeonato de Primera División (AAF). - 1914: 3.ª posición en el Campeonato de Primera División (AAF). - 1915: 14.ª posición en el Campeonato de Primera División. - 1916: 14.ª posición en el Campeonato de Primera División. - 1917: 4.ª posición en el Campeonato de Primera División. - 1918: 3.ª posición en el Campeonato de Primera División. - 1919: Campeón invicto del Campeonato de Primera División (AAF). Campeón de la Copa Dr. Carlos Ibarguren. Campeón de la Copa de Competencia Jockey Club. Campeón de la Cup Tie Competition. - 1920: Campeón del Campeonato de Primera División (AAF). Subcampeón de la Copa Dr. Carlos Ibarguren. Campeón de la Copa de Honor Cousenier. - 1921: 3.ª posición en el Campeonato de Primera División (AAF). - 1922: 3.ª posición en el Campeonato de Primera División (AAF). - 1923: Campeón del Campeonato de Primera División (AAF). Campeón de la Copa Dr. Carlos Ibarguren. - 1924: Campeón invicto del Campeonato de Primera División (AAF). Campeón de la Copa Dr. Carlos Ibarguren. - 1925: El club no completa el Campeonato para emprender una gira por Europa. Debido a sus buenos resultados, la Asociación le entrega el título "Campeón de Honor". Campeón de la Copa de Competencia Jockey Club. - 1926: Campeón invicto del Campeonato de Primera División (AAF). - 1927: 2.ª posición en el Campeonato de Primera División. - 1928: 2.ª posición en el Campeonato de Primera División. - 1929: 2.ª posición en el Campeonato de Primera División. - 1930: Campeón del Campeonato de Primera División. - 1931: Campeón del Campeonato de Primera División (LAF). - 1932: 4.ª posición en el Campeonato de Primera División (LAF). - 1933: 2.ª posición en el Campeonato de Primera División (LAF). - 1934: Campeón del Campeonato de Primera División (LAF). - 1935: Campeón del Campeonato de Primera División. - 1936: 3.ª posición en la Copa Honor, 5.ª posición en la Copa Campeonato y 3.ª posición en la Tabla anual. - 1937: 3.ª posición en el Campeonato de Primera División. - 1938: 5.ª posición en el Campeonato de Primera División. - 1939: 6.ª posición en el Campeonato de Primera División. - 1940: Inauguración de La Bombonera, el 25 de mayo de ese año. Campeón del Campeonato de Primera División. Campeón de la Copa Dr. Carlos Ibarguren. - 1941: 4.ª posición en el Campeonato de Primera División. - 1942: 5.ª posición en el Campeonato de Primera División. - 1943: Campeón del Campeonato de Primera División. - 1944: Campeón del Campeonato de Primera División. Campeón de la Copa Dr. Carlos Ibarguren. - 1945: 2.ª posición en el Campeonato de Primera División. Campeón de la Copa de Confraternidad Escobar - Gerona. - 1946: 2.ª posición en el Campeonato de Primera División. Campeón de la Copa de Confraternidad Escobar - Gerona. - 1947: 2.ª posición en el Campeonato de Primera División. - 1948: 8.ª posición en el Campeonato de Primera División. - 1949: 15.ª posición en el Campeonato de Primera División. - 1950: 2.ª posición en el Campeonato de Primera División. - 1951: 6.ª posición en el Campeonato de Primera División. - 1952: 10.ª posición en el Campeonato de Primera División. - 1953: 7.ª posición en el Campeonato de Primera División. - 1954: Campeón del Campeonato de Primera División. - 1955: 3.ª posición en el Campeonato de Primera División. - 1956: 3.ª posición en el Campeonato de Primera División. Ganador de la Copa del Atlántico (clubes). - 1957: 4.ª posición en el Campeonato de Primera División. - 1958: 2.ª posición en el Campeonato de Primera División. - 1959: 8.ª posición en el Campeonato de Primera División. - 1960: 5.ª posición en el Campeonato de Primera División. - 1961: 5.ª posición en el Campeonato de Primera División. - 1962: Campeón del Campeonato de Primera División. - 1963: 4.ª posición en el Campeonato de Primera División. Subcampeón de la Copa Libertadores 1963. - 1964: Campeón del Campeonato de Primera División. - 1965: Campeón del Campeonato de Primera División. Semifinalista de la Copa Libertadores 1965. - 1966: 3.ª posición en el Campeonato de Primera División. Eliminado en la Segunda fase de la Copa Libertadores 1966. - 1967: 4.ª posición en la Zona A del Torneo Metropolitano. 7.ª posición en el Torneo Nacional. \| \| - 1968: 5.ª posición en la Zona A del Torneo Metropolitano. 5.ª posición en el Torneo Nacional. - 1969: Semifinalista del Torneo Metropolitano. Campeón del Torneo Nacional. Campeón de la Copa Argentina. - 1970: 4.ª posición en el Torneo Metropolitano. Campeón del Torneo Nacional. Eliminado en la Segunda fase de la Copa Libertadores 1970. - 1971: 8.ª posición en el Torneo Metropolitano. 3.ª posición en la Zona B del Torneo Nacional. Eliminado en la Primera fase de la Copa Libertadores 1971. - 1972: 9.ª posición en el Torneo Metropolitano. Semifinalista del Torneo Nacional. - 1973: 2.ª posición en el Torneo Metropolitano. 5.ª posición en la Zona B del Torneo Nacional. - 1974: 2.ª posición en la Zona B y 3.ª posición en la Fase final del Torneo Metropolitano. 1.ª posición en la Zona A y 7.ª posición en la Fase final del Torneo Nacional. - 1975: 3.ª posición en el Torneo Metropolitano. 4.ª posición en la Zona A del Torneo Nacional. - 1976: Campeón del Torneo Metropolitano. Campeón del Torneo Nacional. - 1977: 4.ª posición en el Torneo Metropolitano. 2.ª posición en la Zona B del Torneo Nacional. Campeón de la Copa Libertadores 1977. - 1978: Campeón de la Copa Intercontinental 1977. Subcampeón de la Copa Interamericana 1977. 2.ª posición en el Torneo Metropolitano. 4.ª posición en la Zona B del Torneo Nacional. Campeón de la Copa Libertadores 1978. - 1979: 4.ª posición en la Zona B del Torneo Metropolitano. 3.ª posición en la Zona D del Torneo Nacional. Subcampeón de la Copa Libertadores 1978. - 1980: 7.ª posición en el Torneo Metropolitano. 5.ª posición en la Zona B del Torneo Nacional. - 1981: Campeón del Torneo Metropolitano. Eliminado en Cuartos de final del Torneo Nacional. - 1982: 4.ª posición en la Zona C del Torneo Nacional. 3.ª posición en el Torneo Metropolitano. Eliminado en la Primera fase de la Copa Libertadores 1982. - 1983: Eliminado en Octavos de final del Torneo Nacional. 7.ª posición en el Torneo Metropolitano. - 1984: 3.ª posición en la Grupo A del Torneo Nacional. 16.ª posición en el Torneo Metropolitano. - 1985: Eliminado en la Cuarta fase de la Rueda de perdedores del Torneo Nacional. - 1986: 5.ª posición en el Campeonato de Primera División. Eliminado en la Primera fase de la Copa Libertadores 1986. - 1987: 4.ª posición en el Campeonato de Primera División. - 1988: 12.ª posición en el Campeonato de Primera División. Eliminado en Octavos de final de la Supercopa Sudamericana 1988. - 1989: 2.ª posición en el Campeonato de Primera División. Eliminado en Octavos de final de la Copa Libertadores 1989. Campeón de la Supercopa Sudamericana 1989. - 1990: 3.ª posición en el Campeonato de Primera División. Campeón de la Recopa Sudamericana 1989. Eliminado en Cuartos de final de la Supercopa Sudamericana 1990. 8.ª posición en el Torneo Apertura. - 1991: Campeón del Torneo Clausura. Semifinalista de la Copa Libertadores 1991. Eliminado en Octavos de final de la Supercopa Sudamericana 1991. 2.ª posición en el Torneo Apertura. - 1992: 4.ª posición en el Torneo Clausura. Campeón de la Copa Máster de Supercopa 1992. Eliminado en Octavos de final de la Supercopa Sudamericana 1992. Campeón del Torneo Apertura. - 1993: 7.ª posición en el Torneo Clausura. Campeón de la Copa de Oro Nicolás Leoz 1993. Eliminado en Octavos de final de la Supercopa Sudamericana 1993. 4.ª posición en el Torneo Apertura. - 1994: 7.ª posición en el Torneo Clausura. Eliminado en la Fase de grupos de la Copa Libertadores 1994. Subcampeón de la Supercopa Sudamericana 1994. Subcampeón de la Copa Iberoamericana 1994. 13.ª posición en el Torneo Apertura. - 1995: 4.ª posición en el Torneo Clausura. Eliminado en el Triangular clasificatorio de la Supercopa Sudamericana 1995. 4.ª posición en el Torneo Apertura. - 1996: 5.ª posición en el Torneo Clausura. Eliminado en Cuartos de final de la Supercopa Sudamericana 1996. 10.ª posición en el Torneo Apertura. - 1997: 9.ª posición en el Torneo Clausura. Eliminado en la Fase de grupos de la Supercopa Sudamericana 1997. 2.ª posición en el Torneo Apertura. - 1998: 6.ª posición en el Torneo Clausura. Eliminado en Cuartos de final de la Copa Mercosur 1998. Campeón invicto del Torneo Apertura. - 1999: Campeón del Torneo Clausura. Eliminado en la Fase de grupos de la Copa Mercosur 1999. 3.ª posición en el Torneo Apertura. \| \| - 2000: 7.ª posición en el Torneo Clausura. Campeón de la Copa Libertadores 2000. Eliminado en Cuartos de final de la Copa Mercosur 2000. Campeón de la Copa Intercontinental 2000. Campeón del Torneo Apertura. - 2001: 3.ª posición en el Torneo Clausura. Campeón Copa Libertadores 2001. Eliminado en la Fase de grupos de la Copa Mercosur 2001. Subcampeón de la Copa Intercontinental 2001. 3.ª posición en el Torneo Apertura. - 2002: 3.ª posición en el Torneo Clausura. Eliminado en Cuartos de final de la Copa Libertadores 2002. Eliminado en Octavos de final de la Copa Sudamericana 2002. 2.ª posición en el Torneo Apertura. - 2003: 2.ª posición en el Torneo Clausura. Campeón de la Copa Libertadores 2003. Eliminado en Cuartos de final de la Copa Sudamericana 2003. Campeón de la Copa Intercontinental 2003. Campeón del Torneo Apertura. - 2004: 2.ª posición en el Torneo Clausura. Subcampeón de la Copa Libertadores 2004. Campeón de la Copa Sudamericana 2004. Subcampeón de la Recopa Sudamericana 2004. 8.ª posición en el Torneo Apertura. - 2005: Centenario de la Fundación del club. 15.ª posición en el Torneo Clausura. Campeón de la Recopa Sudamericana 2005. Campeón de la Copa Sudamericana 2005. Campeón del Torneo Apertura. - 2006: Campeón del Torneo Clausura. Eliminado en Octavos de final de la Copa Sudamericana 2006. Campeón de la Recopa Sudamericana 2006. 2.ª posición en el Torneo Apertura. - 2007: 2.ª posición en el Torneo Clausura. Campeón de la Copa Libertadores 2007. Eliminado en Octavos de final de la Copa Sudamericana 2007. Subcampeón de la Copa Mundial de Clubes de la FIFA 2007. 4.ª posición en el Torneo Apertura. - 2008: 2.ª posición en el Torneo Clausura. Semifinalista de la Copa Libertadores 2008. Eliminado en Cuartos de final de la Copa Sudamericana 2008. Campeón de la Recopa Sudamericana 2008. Campeón del Torneo Apertura. - 2009: 14.ª posición en el Torneo Clausura. Eliminado en Cuartos de final de la Copa Libertadores 2009. Eliminado en la Primera fase de la Copa Sudamericana. 11.ª posición en el Torneo Apertura. - 2010: 16.ª posición en el Torneo Clausura. 12.ª posición en el Torneo Apertura. - 2011: 7.ª posición en el Torneo Clausura. Campeón invicto del Torneo Apertura. - 2012: 4.ª posición en el Torneo Clausura. Subcampeón de la Copa Libertadores 2012. Eliminado en la Segunda fase de la Copa Sudamericana 2012. Campeón de la Copa Argentina 2011-12 Subcampeón de la Supercopa Argentina 2012 6.ª posición en el Torneo Inicial. - 2013: 19.ª posición en el Torneo Final. Eliminado en Cuartos de final de la Copa Libertadores 2013. Eliminado en Octavos de final de la Copa Argentina 2012-13. 7.ª posición en el Torneo Inicial. - 2014: 2.ª posición en el Torneo Final. Semifinalista de la Copa Sudamericana 2014. Eliminado en Dieciseisavos de final de la Copa Argentina 2013-14. 5.ª posición en el Campeonato de Primera División. - 2015: Eliminado en Octavos de final de la Copa Libertadores 2015. Campeón del Campeonato de Primera División. Campeón de la Copa Argentina 2014-15. - 2016: Subcampeón de la Supercopa Argentina 2015. Semifinalista de la Copa Libertadores 2016 10.ª posición en la Zona 2 del Campeonato de Primera División. Eliminado en Cuartos de final de la Copa Argentina 2015-16. - 2017: Campeón del Campeonato de Primera División. Eliminado en Octavos de final de la Copa Argentina 2016-17. - 2018: Subcampeón de la Supercopa Argentina 2017. Subcampeón de la Copa Libertadores 2018. Campeón de la Superliga Argentina 2017-18. Eliminado en Octavos de final de la Copa Argentina 2017-18. - 2019: Campeón de la Supercopa Argentina 2018. Semifinalista de la Copa Libertadores 2019. 3.ª posición en el Superliga Argentina 2018-19. Subcampeón de la Copa de la Superliga 2019. Eliminado en Octavos de final de la Copa Argentina 2018-19. - 2020: Campeón de la Superliga Argentina 2019-20. La Copa de la Superliga 2020 es suspendida por la Pandemia de COVID-19 y es declarada desierta. - 2021: Semifinalista de la Copa Libertadores 2020. Campeón de la Copa de la Liga Profesional 2020. Eliminado en Octavos de final de la Copa Libertadores 2021. Semifinalista de la Copa de la Liga Profesional 2021. 4° posición en el Campeonato de Primera División 2021 Campeón de la Copa Argentina 2019-20. - 2022: Campeón de la Copa de la Liga Profesional 2022. Eliminado en Octavos de final de la Copa Libertadores 2022. Subcampeón del Trofeo de Campeones de la Liga Profesional 2022. Subcampeón de la Supercopa Internacional 2022 - 2023: Campeón de la Supercopa Argentina 2022. Subcampeón de la Copa Libertadores 2023 \| |  | |  | |
| Referencias: : Indica los títulos internacionales. : Indica los títulos nacionales. : Indica un título honorífico no oficial. - 1905: Fundación del club, el 3 de abril. Disputa del primer partido, el 21 de abril, contra Mariano Moreno (Victoria 4-0). Inscripción en la Copa Villa Lobos. - 1906: Inscripción en la Liga Central de Football. - 1907: Inscripción en la Asociación Porteña de Football. El azul y el amarillo son elegidos como los colores del club. Disputa del primer partido internacional contra Universal de Montevideo (Derrota 1-2). Campeón de la Copa Reformista, título no oficial en la actualidad. - 1908: Inscripción en la Segunda División de la Argentine Football Association. Eliminado en semifinales del Campeonato de Segunda División. Campeón de la Copa Barone de la Liga Albion, título no oficial en la actualidad. - 1909: Participación en el Campeonato de Segunda División. - 1910: Subcampeón del Campeonato de Segunda División. - 1911: Participación en la División Intermedia. - 1912: Participación en la División Intermedia. Promovido a la Primera División (AAF). - 1913: 5.ª posición de la Primera ronda; 2.ª posición en la Zona B (Segunda ronda) del Campeonato de Primera División (AAF). - 1914: 3.ª posición en el Campeonato de Primera División (AAF). - 1915: 14.ª posición en el Campeonato de Primera División. - 1916: 14.ª posición en el Campeonato de Primera División. - 1917: 4.ª posición en el Campeonato de Primera División. - 1918: 3.ª posición en el Campeonato de Primera División. - 1919: Campeón invicto del Campeonato de Primera División (AAF). Campeón de la Copa Dr. Carlos Ibarguren. Campeón de la Copa de Competencia Jockey Club. Campeón de la Cup Tie Competition. - 1920: Campeón del Campeonato de Primera División (AAF). Subcampeón de la Copa Dr. Carlos Ibarguren. Campeón de la Copa de Honor Cousenier. - 1921: 3.ª posición en el Campeonato de Primera División (AAF). - 1922: 3.ª posición en el Campeonato de Primera División (AAF). - 1923: Campeón del Campeonato de Primera División (AAF). Campeón de la Copa Dr. Carlos Ibarguren. - 1924: Campeón invicto del Campeonato de Primera División (AAF). Campeón de la Copa Dr. Carlos Ibarguren. - 1925: El club no completa el Campeonato para emprender una gira por Europa. Debido a sus buenos resultados, la Asociación le entrega el título "Campeón de Honor". Campeón de la Copa de Competencia Jockey Club. - 1926: Campeón invicto del Campeonato de Primera División (AAF). - 1927: 2.ª posición en el Campeonato de Primera División. - 1928: 2.ª posición en el Campeonato de Primera División. - 1929: 2.ª posición en el Campeonato de Primera División. - 1930: Campeón del Campeonato de Primera División. - 1931: Campeón del Campeonato de Primera División (LAF). - 1932: 4.ª posición en el Campeonato de Primera División (LAF). - 1933: 2.ª posición en el Campeonato de Primera División (LAF). - 1934: Campeón del Campeonato de Primera División (LAF). - 1935: Campeón del Campeonato de Primera División. - 1936: 3.ª posición en la Copa Honor, 5.ª posición en la Copa Campeonato y 3.ª posición en la Tabla anual. - 1937: 3.ª posición en el Campeonato de Primera División. - 1938: 5.ª posición en el Campeonato de Primera División. - 1939: 6.ª posición en el Campeonato de Primera División. - 1940: Inauguración de La Bombonera, el 25 de mayo de ese año. Campeón del Campeonato de Primera División. Campeón de la Copa Dr. Carlos Ibarguren. - 1941: 4.ª posición en el Campeonato de Primera División. - 1942: 5.ª posición en el Campeonato de Primera División. - 1943: Campeón del Campeonato de Primera División. - 1944: Campeón del Campeonato de Primera División. Campeón de la Copa Dr. Carlos Ibarguren. - 1945: 2.ª posición en el Campeonato de Primera División. Campeón de la Copa de Confraternidad Escobar - Gerona. - 1946: 2.ª posición en el Campeonato de Primera División. Campeón de la Copa de Confraternidad Escobar - Gerona. - 1947: 2.ª posición en el Campeonato de Primera División. - 1948: 8.ª posición en el Campeonato de Primera División. - 1949: 15.ª posición en el Campeonato de Primera División. - 1950: 2.ª posición en el Campeonato de Primera División. - 1951: 6.ª posición en el Campeonato de Primera División. - 1952: 10.ª posición en el Campeonato de Primera División. - 1953: 7.ª posición en el Campeonato de Primera División. - 1954: Campeón del Campeonato de Primera División. - 1955: 3.ª posición en el Campeonato de Primera División. - 1956: 3.ª posición en el Campeonato de Primera División. Ganador de la Copa del Atlántico (clubes). - 1957: 4.ª posición en el Campeonato de Primera División. - 1958: 2.ª posición en el Campeonato de Primera División. - 1959: 8.ª posición en el Campeonato de Primera División. - 1960: 5.ª posición en el Campeonato de Primera División. - 1961: 5.ª posición en el Campeonato de Primera División. - 1962: Campeón del Campeonato de Primera División. - 1963: 4.ª posición en el Campeonato de Primera División. Subcampeón de la Copa Libertadores 1963. - 1964: Campeón del Campeonato de Primera División. - 1965: Campeón del Campeonato de Primera División. Semifinalista de la Copa Libertadores 1965. - 1966: 3.ª posición en el Campeonato de Primera División. Eliminado en la Segunda fase de la Copa Libertadores 1966. - 1967: 4.ª posición en la Zona A del Torneo Metropolitano. 7.ª posición en el Torneo Nacional. |  | - 1968: 5.ª posición en la Zona A del Torneo Metropolitano. 5.ª posición en el Torneo Nacional. - 1969: Semifinalista del Torneo Metropolitano. Campeón del Torneo Nacional. Campeón de la Copa Argentina. - 1970: 4.ª posición en el Torneo Metropolitano. Campeón del Torneo Nacional. Eliminado en la Segunda fase de la Copa Libertadores 1970. - 1971: 8.ª posición en el Torneo Metropolitano. 3.ª posición en la Zona B del Torneo Nacional. Eliminado en la Primera fase de la Copa Libertadores 1971. - 1972: 9.ª posición en el Torneo Metropolitano. Semifinalista del Torneo Nacional. - 1973: 2.ª posición en el Torneo Metropolitano. 5.ª posición en la Zona B del Torneo Nacional. - 1974: 2.ª posición en la Zona B y 3.ª posición en la Fase final del Torneo Metropolitano. 1.ª posición en la Zona A y 7.ª posición en la Fase final del Torneo Nacional. - 1975: 3.ª posición en el Torneo Metropolitano. 4.ª posición en la Zona A del Torneo Nacional. - 1976: Campeón del Torneo Metropolitano. Campeón del Torneo Nacional. - 1977: 4.ª posición en el Torneo Metropolitano. 2.ª posición en la Zona B del Torneo Nacional. Campeón de la Copa Libertadores 1977. - 1978: Campeón de la Copa Intercontinental 1977. Subcampeón de la Copa Interamericana 1977. 2.ª posición en el Torneo Metropolitano. 4.ª posición en la Zona B del Torneo Nacional. Campeón de la Copa Libertadores 1978. - 1979: 4.ª posición en la Zona B del Torneo Metropolitano. 3.ª posición en la Zona D del Torneo Nacional. Subcampeón de la Copa Libertadores 1978. - 1980: 7.ª posición en el Torneo Metropolitano. 5.ª posición en la Zona B del Torneo Nacional. - 1981: Campeón del Torneo Metropolitano. Eliminado en Cuartos de final del Torneo Nacional. - 1982: 4.ª posición en la Zona C del Torneo Nacional. 3.ª posición en el Torneo Metropolitano. Eliminado en la Primera fase de la Copa Libertadores 1982. - 1983: Eliminado en Octavos de final del Torneo Nacional. 7.ª posición en el Torneo Metropolitano. - 1984: 3.ª posición en la Grupo A del Torneo Nacional. 16.ª posición en el Torneo Metropolitano. - 1985: Eliminado en la Cuarta fase de la Rueda de perdedores del Torneo Nacional. - 1986: 5.ª posición en el Campeonato de Primera División. Eliminado en la Primera fase de la Copa Libertadores 1986. - 1987: 4.ª posición en el Campeonato de Primera División. - 1988: 12.ª posición en el Campeonato de Primera División. Eliminado en Octavos de final de la Supercopa Sudamericana 1988. - 1989: 2.ª posición en el Campeonato de Primera División. Eliminado en Octavos de final de la Copa Libertadores 1989. Campeón de la Supercopa Sudamericana 1989. - 1990: 3.ª posición en el Campeonato de Primera División. Campeón de la Recopa Sudamericana 1989. Eliminado en Cuartos de final de la Supercopa Sudamericana 1990. 8.ª posición en el Torneo Apertura. - 1991: Campeón del Torneo Clausura. Semifinalista de la Copa Libertadores 1991. Eliminado en Octavos de final de la Supercopa Sudamericana 1991. 2.ª posición en el Torneo Apertura. - 1992: 4.ª posición en el Torneo Clausura. Campeón de la Copa Máster de Supercopa 1992. Eliminado en Octavos de final de la Supercopa Sudamericana 1992. Campeón del Torneo Apertura. - 1993: 7.ª posición en el Torneo Clausura. Campeón de la Copa de Oro Nicolás Leoz 1993. Eliminado en Octavos de final de la Supercopa Sudamericana 1993. 4.ª posición en el Torneo Apertura. - 1994: 7.ª posición en el Torneo Clausura. Eliminado en la Fase de grupos de la Copa Libertadores 1994. Subcampeón de la Supercopa Sudamericana 1994. Subcampeón de la Copa Iberoamericana 1994. 13.ª posición en el Torneo Apertura. - 1995: 4.ª posición en el Torneo Clausura. Eliminado en el Triangular clasificatorio de la Supercopa Sudamericana 1995. 4.ª posición en el Torneo Apertura. - 1996: 5.ª posición en el Torneo Clausura. Eliminado en Cuartos de final de la Supercopa Sudamericana 1996. 10.ª posición en el Torneo Apertura. - 1997: 9.ª posición en el Torneo Clausura. Eliminado en la Fase de grupos de la Supercopa Sudamericana 1997. 2.ª posición en el Torneo Apertura. - 1998: 6.ª posición en el Torneo Clausura. Eliminado en Cuartos de final de la Copa Mercosur 1998. Campeón invicto del Torneo Apertura. - 1999: Campeón del Torneo Clausura. Eliminado en la Fase de grupos de la Copa Mercosur 1999. 3.ª posición en el Torneo Apertura. |  | - 2000: 7.ª posición en el Torneo Clausura. Campeón de la Copa Libertadores 2000. Eliminado en Cuartos de final de la Copa Mercosur 2000. Campeón de la Copa Intercontinental 2000. Campeón del Torneo Apertura. - 2001: 3.ª posición en el Torneo Clausura. Campeón Copa Libertadores 2001. Eliminado en la Fase de grupos de la Copa Mercosur 2001. Subcampeón de la Copa Intercontinental 2001. 3.ª posición en el Torneo Apertura. - 2002: 3.ª posición en el Torneo Clausura. Eliminado en Cuartos de final de la Copa Libertadores 2002. Eliminado en Octavos de final de la Copa Sudamericana 2002. 2.ª posición en el Torneo Apertura. - 2003: 2.ª posición en el Torneo Clausura. Campeón de la Copa Libertadores 2003. Eliminado en Cuartos de final de la Copa Sudamericana 2003. Campeón de la Copa Intercontinental 2003. Campeón del Torneo Apertura. - 2004: 2.ª posición en el Torneo Clausura. Subcampeón de la Copa Libertadores 2004. Campeón de la Copa Sudamericana 2004. Subcampeón de la Recopa Sudamericana 2004. 8.ª posición en el Torneo Apertura. - 2005: Centenario de la Fundación del club. 15.ª posición en el Torneo Clausura. Campeón de la Recopa Sudamericana 2005. Campeón de la Copa Sudamericana 2005. Campeón del Torneo Apertura. - 2006: Campeón del Torneo Clausura. Eliminado en Octavos de final de la Copa Sudamericana 2006. Campeón de la Recopa Sudamericana 2006. 2.ª posición en el Torneo Apertura. - 2007: 2.ª posición en el Torneo Clausura. Campeón de la Copa Libertadores 2007. Eliminado en Octavos de final de la Copa Sudamericana 2007. Subcampeón de la Copa Mundial de Clubes de la FIFA 2007. 4.ª posición en el Torneo Apertura. - 2008: 2.ª posición en el Torneo Clausura. Semifinalista de la Copa Libertadores 2008. Eliminado en Cuartos de final de la Copa Sudamericana 2008. Campeón de la Recopa Sudamericana 2008. Campeón del Torneo Apertura. - 2009: 14.ª posición en el Torneo Clausura. Eliminado en Cuartos de final de la Copa Libertadores 2009. Eliminado en la Primera fase de la Copa Sudamericana. 11.ª posición en el Torneo Apertura. - 2010: 16.ª posición en el Torneo Clausura. 12.ª posición en el Torneo Apertura. - 2011: 7.ª posición en el Torneo Clausura. Campeón invicto del Torneo Apertura. - 2012: 4.ª posición en el Torneo Clausura. Subcampeón de la Copa Libertadores 2012. Eliminado en la Segunda fase de la Copa Sudamericana 2012. Campeón de la Copa Argentina 2011-12 Subcampeón de la Supercopa Argentina 2012 6.ª posición en el Torneo Inicial. - 2013: 19.ª posición en el Torneo Final. Eliminado en Cuartos de final de la Copa Libertadores 2013. Eliminado en Octavos de final de la Copa Argentina 2012-13. 7.ª posición en el Torneo Inicial. - 2014: 2.ª posición en el Torneo Final. Semifinalista de la Copa Sudamericana 2014. Eliminado en Dieciseisavos de final de la Copa Argentina 2013-14. 5.ª posición en el Campeonato de Primera División. - 2015: Eliminado en Octavos de final de la Copa Libertadores 2015. Campeón del Campeonato de Primera División. Campeón de la Copa Argentina 2014-15. - 2016: Subcampeón de la Supercopa Argentina 2015. Semifinalista de la Copa Libertadores 2016 10.ª posición en la Zona 2 del Campeonato de Primera División. Eliminado en Cuartos de final de la Copa Argentina 2015-16. - 2017: Campeón del Campeonato de Primera División. Eliminado en Octavos de final de la Copa Argentina 2016-17. - 2018: Subcampeón de la Supercopa Argentina 2017. Subcampeón de la Copa Libertadores 2018. Campeón de la Superliga Argentina 2017-18. Eliminado en Octavos de final de la Copa Argentina 2017-18. - 2019: Campeón de la Supercopa Argentina 2018. Semifinalista de la Copa Libertadores 2019. 3.ª posición en el Superliga Argentina 2018-19. Subcampeón de la Copa de la Superliga 2019. Eliminado en Octavos de final de la Copa Argentina 2018-19. - 2020: Campeón de la Superliga Argentina 2019-20. La Copa de la Superliga 2020 es suspendida por la Pandemia de COVID-19 y es declarada desierta. - 2021: Semifinalista de la Copa Libertadores 2020. Campeón de la Copa de la Liga Profesional 2020. Eliminado en Octavos de final de la Copa Libertadores 2021. Semifinalista de la Copa de la Liga Profesional 2021. 4° posición en el Campeonato de Primera División 2021 Campeón de la Copa Argentina 2019-20. - 2022: Campeón de la Copa de la Liga Profesional 2022. Eliminado en Octavos de final de la Copa Libertadores 2022. Subcampeón del Trofeo de Campeones de la Liga Profesional 2022. Subcampeón de la Supercopa Internacional 2022 - 2023: Campeón de la Supercopa Argentina 2022. Subcampeón de la Copa Libertadores 2023 |

## Palmarés
Nota: en negrita competiciones vigentes en la actualidad. Indicado el récord del torneo  y el compartido 
| Torneos nacionales (52)                      | Torneos nacionales (52) | Torneos nacionales (52) |
| Competiciones nacionales                     | Títulos | Subcampeonatos |
| -------------------------------------------- | --- | --- |
| Primera División de Argentina (35/22)        | 1919, 1920, 1923, 1924, 1926, 1930, 1931, 1934, 1935, 1940, 1943, 1944, 1954, 1962, 1964, 1965; N. 1969, N. 1970; M. 1976; N. 1976; 1981, Ap. 1992, Ap. 1998, Cl. 1999, Ap. 2000, Ap. 2003, Ap. 2005, Cl. 2006, Ap. 2008, Ap. 2011, 2015, 2016-17, 2017-18, 2019-20, 2022. | 1927, 1928, 1929, 1933, 1945, 1946, 1947, 1950, 1958, M. 1973, M. 1978, 1988-89, 1990-91, Ap. 1991, Ap. 1997, Ap. 2002, Cl. 2003, Cl. 2004, Ap. 2006, Cl. 2007, Cl. 2008, F. 2014. |
| Copa Argentina (4/0)                         | 1969, 2011-12, 2014-15, 2019-20. | |
| Supercopa Argentina (2/3)                    | 2018, 2022. | 2012, 2015, 2017. |
| Copa de la Superliga / Copa de la Liga (2/1) | 2020, 2022. | 2019. |
| Copa de Competencia Jockey Club (1/0)        | 1925. | |
| Copa Dr. Carlos Ibarguren (5/1)              | 1919, 1923, 1924, 1940, 1944. | 1920. |
| Copa Estímulo (1/0)                          | 1926. | |
| Copa de Competencia Británica (1/2)          | 1946. | 1944, 1945. |
| Campeón de Honor (AAF) (1/0)                 | 1925. | |

| Torneos internacionales (18)            | Torneos internacionales (18)        | Torneos internacionales (18)        |
| Competiciones internacionales           | Títulos                             | Subcampeonatos                      |
| --------------------------------------- | ----------------------------------- | ----------------------------------- |
| Copa Intercontinental (3/1)             | 1977, 2000, 2003.                   | 2001.                               |
| Copa Libertadores de América (6/6)      | 1977, 1978, 2000, 2001, 2003, 2007. | 1963, 1979, 2004, 2012, 2018, 2023. |
| Copa Sudamericana (2/0)                 | 2004, 2005.                         |                                     |
| Recopa Sudamericana (4/1)               | 1990, 2005, 2006, 2008.             | 2004.                               |
| Supercopa Sudamericana (1/1)            | 1989.                               | 1994.                               |
| Copa Máster de Supercopa (1/0)          | 1992.                               |                                     |
| Copa de Oro Nicolás Leoz (1/0)          | 1993.                               |                                     |
| Copa Mundial de Clubes de la FIFA (0/1) |                                     | 2007.                               |
| Copa Interamericana (0/1)               |                                     | 1977.                               |
| Copa Iberoamericana (0/1)               |                                     | 1994.                               |

| Torneos rioplatenses (4)                    | Torneos rioplatenses (4) | Torneos rioplatenses (4) |
| Competiciones internacionales               | Títulos                  | Subcampeonatos           |
| ------------------------------------------- | ------------------------ | ------------------------ |
| Copa de Confraternidad Escobar-Gerona (2/0) | 1945, 1946.              |                          |
| Cup Tie Competition (1/0)                   | 1919.                    |                          |
| Copa de Honor Cousenier (1/0)               | 1920.                    |                          |

- Referencia:[307]

### Distinciones
- El Mejor Club de Sudamérica del Siglo XXI para la Federación Internacional de Historia y Estadística de Fútbol (IFFHS) en 2011[308]
- El club más legendario en la historia de América y el octavo más legendario del mundo para la revista alemana Kicker (2014)[309]
- El club de fútbol más emblemático del mundo para la revista inglesa FourFourTwo (2015)[310]
- El club de fútbol más grande de Sudamérica para la revista inglesa FourFourTwo (2024)[311]
- Trofeo IFFHS al Tercer Club del Mundo (1): 2000[312]
- Trofeo IFFHS al Segundo Club del Mundo (1): 2004[313]
- Trofeo IFFHS al Tercer Club del Mundo (1): 2012[314]
- Trofeo IFFHS al Mejor Club de Sudamérica de la 1.ª Década del Siglo XXI (1): 2012[315]
- Trofeo IFFHS al Mejor Club de Sudamérica del Siglo XXI:[316]
- Mejor Equipo del Mundo en el mes de mayo del año 2000[317]
- Mejor Equipo del Mundo en el mes de junio del año 2003[317]
- Mejor Equipo del Mundo en el mes de marzo del año 2004[317]
- Mejor Equipo del Mundo en el mes de mayo del año 2007[317]
- Mejor Equipo del Mundo en el mes de mayo del año 2012[317]
- Trofeo IFFHS al Líder del Ranking Mundial de Clubes de febrero del año 2001[318]
- Trofeo IFFHS al Líder del Ranking Mundial de Clubes de marzo del año 2001[318]
- Trofeo IFFHS al Líder del Ranking Mundial de Clubes de abril del año 2001[318]
- Trofeo IFFHS al Líder del Ranking Mundial de Clubes de junio del año 2001[318]
- Trofeo IFFHS al Líder del Ranking Mundial de Clubes de mayo del año 2004[319]
- Trofeo IFFHS al Líder del Ranking Mundial de Clubes de enero del año 2005[320]

## Clubes, equipos e instituciones fundadas en honor al club
- Boca Juniors (BH) de  Brasil
- Boca Juniors de Sincelejo de  Colombia
- Club Atlético Boca Juniors de Cali,  Colombia
- Boca Juniors Football Club de  Belice
- Boca Juniors F.C. (Gibraltar) de  Gibraltar
- Club Atlético Boca Juniors de Azul de Azul , Argentina
- Club Boca de Bermejo de Bermejo,  Argentina
- Club Atlético Boca Juniors de Coronel Suárez de Coronel Suárez , Argentina
- Club Atlético Boca Juniors (J) de Jujuy,  Argentina
- Club Atlético Boca Juniors (TA) de Tres Arroyos, Argentina
- Club Atlético Boca Juniors de Serodino de Serodino,  Argentina
- Club Boca Río Gallegos de Río Gallegos,  Argentina
- Club Deportivo Boca Juniors de Chiclayo,  Perú
- Club Social Deportivo Boca Juniors de Huarmey,  Perú
- Club Deportivo Boca Juniors de Tocoa,  Honduras